# Mantes-la-Jolie
Pour les articles homonymes, voir Mantes.
Mantes-la-Jolie [prononcé : mɑ̃t la ʒoli] est une commune française, chef-lieu d'arrondissement du département des Yvelines, dans la région Île-de-France. C'est une ville moyenne, située sur la rive gauche de la Seine, à 57 km à l'ouest de Paris.
Carrefour de voies fluviales et terrestres, Mantes apparut très tôt comme un lieu de commerce et d’échanges, mais également, à l’époque médiévale, comme une place forte stratégique sur la frontière de l’Île-de-France, face à la Normandie.

## Géographie

### Localisation
Mantes-la-Jolie se trouve dans le nord des Yvelines, à 57 km à l'ouest de Paris, à 47 km au nord-ouest de Versailles (préfecture du département) et à 85 km au sud-est de Rouen. La ville fait partie de la communauté urbaine Grand Paris Seine & Oise qui compte plus de 400 000 habitants. Mantes-la-Jolie est implantée au cœur de la vallée de la Seine, dans un méandre de la rive gauche du fleuve. Les communes limitrophes sont Rosny-sur-Seine à l'ouest, Buchelay au sud et Mantes-la-Ville au sud-est. Elle est séparée par la Seine de Guernes au nord-ouest, Follainville-Dennemont au nord et Limay au nord-est. Sa superficie est de 938 hectares. Le territoire communal s’étend sur environ 5,5 kilomètres en longueur d’est en ouest et sur environ 1,5 km en largeur du nord au sud.

### Hydrographie
Deux cours d'eau sont à remarquer : la Seine, qui longe la ville sur sa partie nord, et la Vaucouleurs qui, si elle ne passe plus dans la commune, avait un bras détourné, le « Mauru », qui alimentait les tanneries jusqu'au début du XXe siècle. Le territoire communal englobe l’île l'Aumône et une partie de l’île aux Dames, également appelée l’île de Limay, qui est traversée par le pont reliant Mantes-la-Jolie et Limay.
La ville comprend également deux lacs situés au bord de la Seine : le « lac des Pêcheurs » et le « lac de Gassicourt ». Le stade nautique international de Mantes-en-Yvelines est composé d'un bassin artificiel longeant la Seine. Il est connecté au fleuve par l’intermédiaire d’un bassin issu de l’exploitation des sablières.

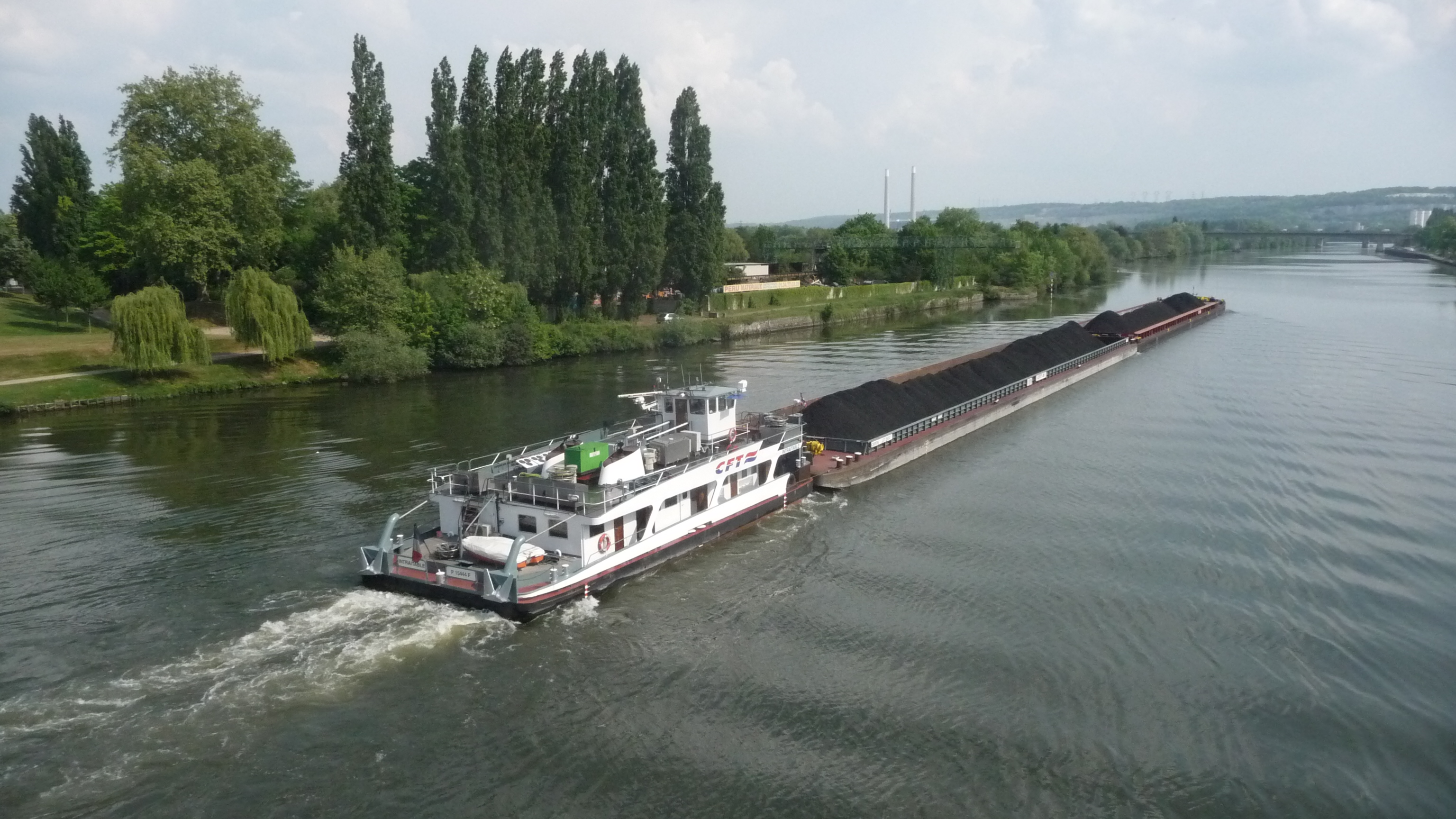
Convoi de charbon poussé sur la Seine.

Par sa situation, la commune est exposée aux risques d'inondation. Certaines parties de la commune ont déjà été inondées, notamment lors de la grande crue de 1910. Pendant celle-ci, à Mantes-la-Jolie, le débit maximum a été mesuré par jaugeage ; il était de 3 300 m3/s. Ce risque a motivé la mise en place d'un plan de prévention des risques d'inondation (PPRI), entré en vigueur par arrêté préfectoral du 30 juin 2007. Il concerne 57 communes yvelinoises riveraines de la Seine et de l'Oise. Ce plan définit plusieurs zones auxquelles sont associées des réglementations particulières. Le long de la Seine, une bande de 25 m est classée en zone marron, ce qui signifie que toute construction y est proscrite afin de préserver les zones de grand écoulement du fleuve. À Mantes-la-Jolie, de vastes espaces situés dans les secteurs des lacs, du stade nautique et des berges de la Seine sont classés en zone verte, ce qui signifie que, dans ces espaces naturels non bâtis, toute urbanisation nouvelle est interdite, à l’exception de la création d’équipements publics et d'aménagements d’intérêt général indispensables. À l’est du « lac des Pêcheurs », un ancien secteur industriel en cours de renouvellement urbain est classé en zone bleue, ce qui signifie que, dans ce secteur déjà urbanisé, malgré les risques d’inondation, les constructions nouvelles sont autorisées si des dispositifs de prévention sont mis en place,.

### Climat
Pour des articles plus généraux, voir Climat de l'Île-de-France et Climat des Yvelines.
En 2010, le climat de la commune est de type climat océanique dégradé des plaines du Centre et du Nord, selon une étude du CNRS s'appuyant sur une série de données couvrant la période 1971-2000. En 2020, Météo-France publie une typologie des climats de la France métropolitaine dans laquelle la commune est exposée à un climat océanique et est dans la région climatique Sud-ouest du bassin Parisien, caractérisée par une faible pluviométrie, notamment au printemps (120 à 150 mm) et un hiver froid (3,5 °C).
Pour la période 1971-2000, la température annuelle moyenne est de 11,1 °C, avec une amplitude thermique annuelle de 14,4 °C. Le cumul annuel moyen de précipitations est de 674 mm, avec 10,4 jours de précipitations en janvier et 7,7 jours en juillet. Pour la période 1991-2020, la température moyenne annuelle observée sur la station météorologique la plus proche, située à Magnanville à 4 km à vol d'oiseau, est de 11,6 °C et le cumul annuel moyen de précipitations est de 641,5 mm,. Pour l'avenir, les paramètres climatiques de la commune estimés pour 2050 selon différents scénarios d'émission de gaz à effet de serre sont consultables sur un site dédié publié par Météo-France en novembre 2022.
| Mois                                  | jan.             | fév.           | mars          | avril         | mai           | juin          | jui.         | août           | sep.          | oct.          | nov.            | déc.             | année      |
| ------------------------------------- | ---------------- | -------------- | ------------- | ------------- | ------------- | ------------- | ------------ | -------------- | ------------- | ------------- | --------------- | ---------------- | ---------- |
| Température minimale moyenne (°C)     | 1,7              | 1,8            | 3,6           | 5,5           | 8,6           | 11,6          | 13,4         | 13,6           | 10,9          | 8,6           | 4,8             | 2,3              | 7,2        |
| Température moyenne (°C)              | 4,3              | 5,1            | 7,8           | 10,7          | 13,9          | 17,2          | 19,5         | 19,5           | 16,2          | 12,5          | 7,7             | 4,8              | 11,6       |
| Température maximale moyenne (°C)     | 6,8              | 8,4            | 12,1          | 15,8          | 19,1          | 22,8          | 25,5         | 25,3           | 21,4          | 16,5          | 10,7            | 7,2              | 16         |
| Record de froid (°C) date du record   | −12,7 01.01.1997 | −12,3 07.02.12 | −8,5 13.03.13 | −3,2 06.04.21 | −0,7 06.05.19 | 3,3 01.06.06  | 6,6 16.07.12 | 5,8 28.08.1998 | 2,4 30.09.18  | −3,5 28.10.03 | −8,2 24.11.1998 | −10,1 29.12.1996 | −12,7 1997 |
| Record de chaleur (°C) date du record | 15,5 27.01.03    | 20,5 27.02.19  | 25,6 31.03.21 | 28,4 20.04.18 | 31,2 27.05.05 | 37,7 27.06.11 | 42 25.07.19  | 40,4 12.08.03  | 35,5 08.09.23 | 29,5 03.10.11 | 20,9 01.11.14   | 16,9 07.12.00    | 42 2019    |
| Précipitations (mm)                   | 48,5             | 47,7           | 48,4          | 42,5          | 62,1          | 53,9          | 51,5         | 56,5           | 40,9          | 65,3          | 57              | 67,2             | 641,5      |

## Urbanisme

### Typologie
Mantes-la-Jolie est une commune urbaine, car elle fait partie des communes denses ou de densité intermédiaire, au sens de la grille communale de densité de l'Insee,,,. 
Elle appartient à l'unité urbaine de Paris, une agglomération inter-départementale regroupant 411 communes et 10 785 092 habitants en 2017, dont elle est une commune de la banlieue,.
Par ailleurs la commune fait partie de l'aire d'attraction de Paris, dont elle est une commune d'un pôle secondaire. Cette aire regroupe 1 929 communes,.

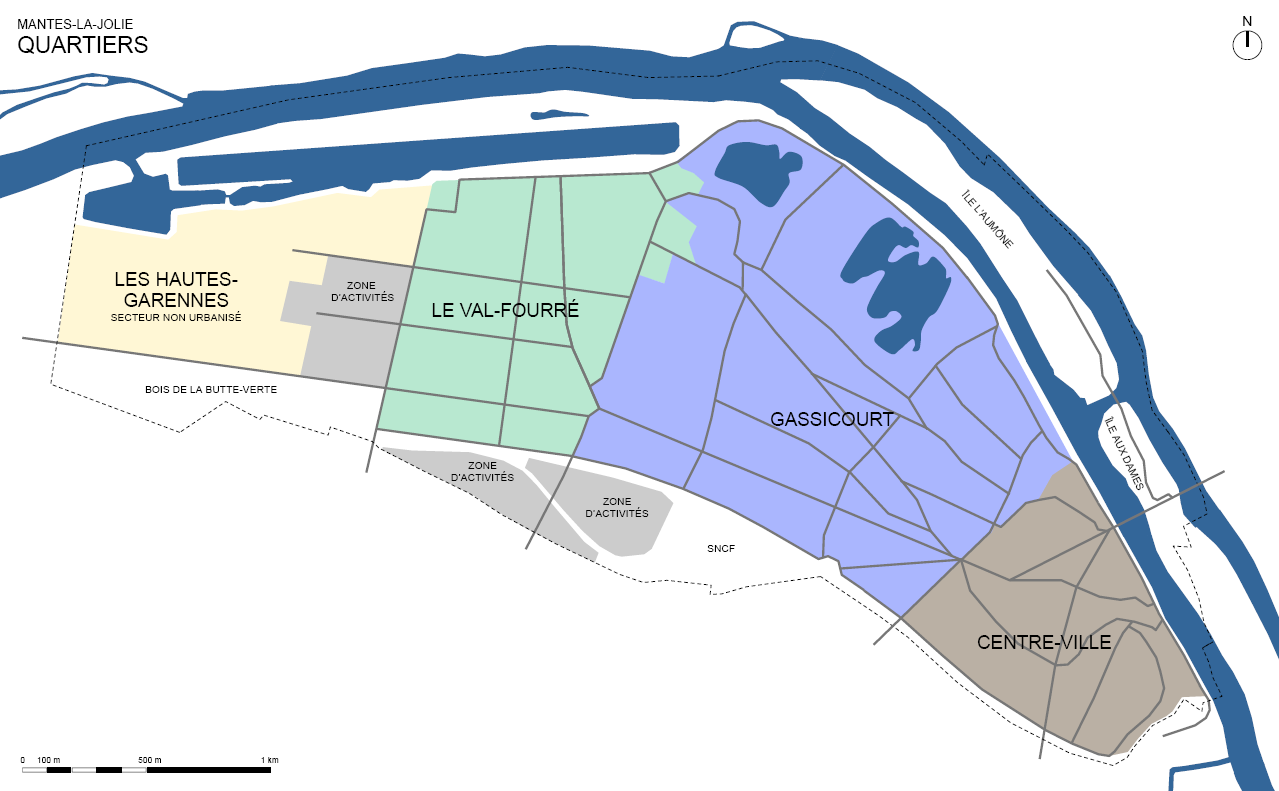
Quartiers.

### Occupation du territoire
Le territoire de Mantes-la-Jolie est occupé de la manière suivante[Quand ?] :
| Type d'occupation           | Pourcentage | Superficie   |
| --------------------------- | ----------- | ------------ |
| Espaces naturels            | 35 %        | 331 hectares |
| Zones urbaines              | 54 %        | 518 hectares |
| Zones d’urbanisation future | 11 %        | 112 hectares |

Les espaces naturels représentent environ un tiers du territoire et sont localisés en périphérie des zones urbaines, essentiellement autour de la Seine et des deux lacs, ainsi que sur les deux îles. L'espace urbain occupe aujourd'hui plus de la moitié de la superficie totale de la ville. Contraint par le fleuve au nord et par les voies ferrées au sud, la ville s’est développée d’est en ouest, depuis le centre-ville jusqu’au Val Fourré, sur près de 4 kilomètres.

### Quartiers
On distingue généralement quatre secteurs, ayant chacun une forme urbaine caractéristique. Ils sont le reflet de l'urbanisation de la ville d'est en ouest :
- le centre-ville : un quartier dense et commercial ;
- Gassicourt : un quartier résidentiel pavillonnaire ;
- le Val Fourré : un grand ensemble de logements ;
- les Hautes Garennes : un secteur non urbanisé, site d'un futur écoquartier fluvial.

#### Centre-ville

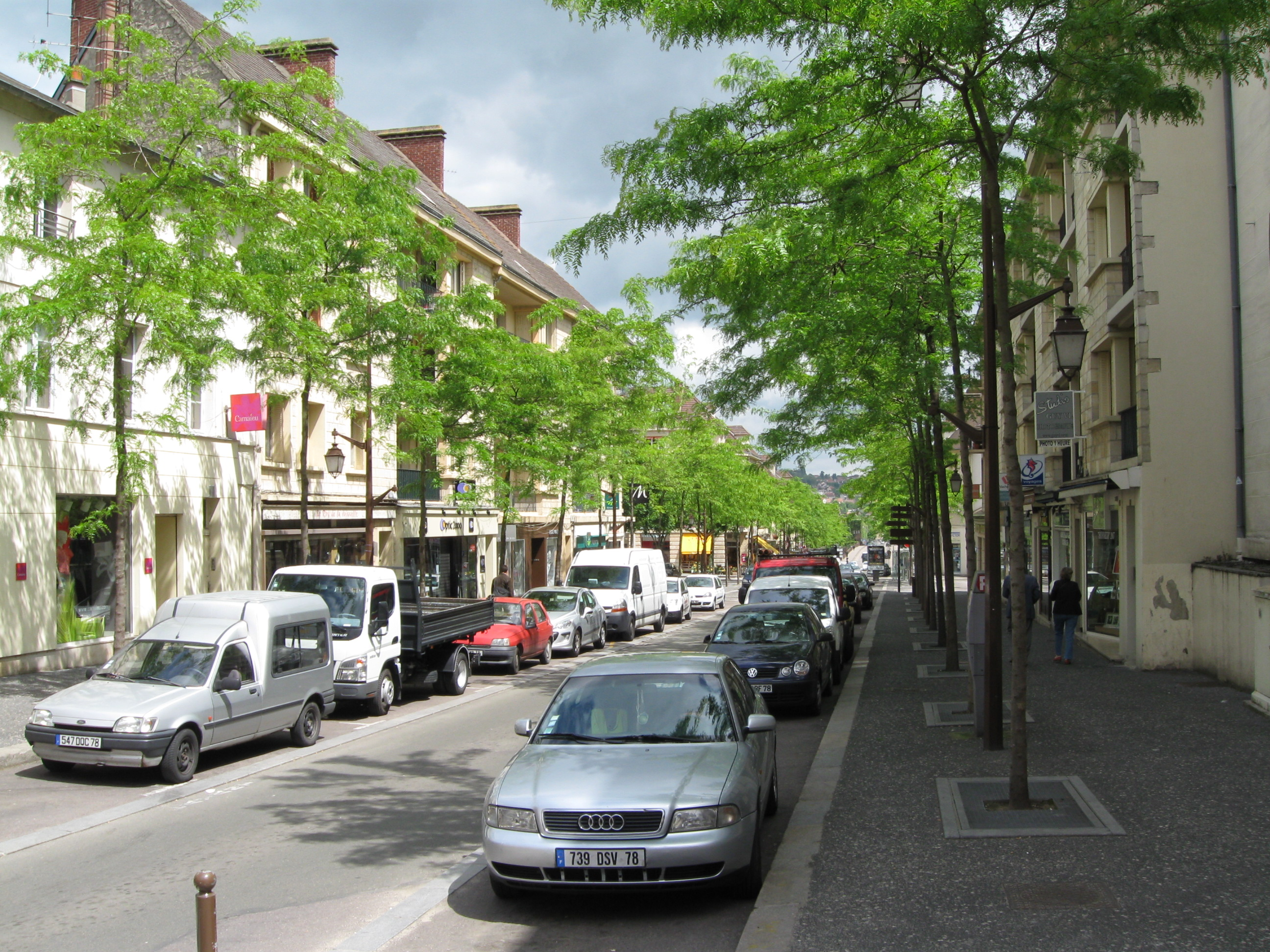
Rue Nationale.

Les premières opérations d'urbanisme à grande échelle se firent lors du percement de la rue Royale au XVIIIe siècle qui était le tronçon intra muros de la grande route de Paris à Rouen. Le chantier fut considérable et nécessita la démolition de nombreuses maisons, car la route traversait en droite ligne la ville, depuis la porte de Rosny jusqu'à la Seine, donnant sur le pont Perronet.
L'urbanisme connut un renouveau après la Seconde Guerre mondiale. En effet, les bombardements de 1944 causèrent des dégâts considérables à une grande partie du centre historique. L'architecte Raymond Lopez, nommé architecte de la ville par Jean-Paul David (maire de 1947 à 1977), fut chargé de la phase de reconstruction. Après le déblaiement des ruines, il proposa un nouveau plan pour le centre-ville, basé sur ses conceptions de l'urbanisme.
Au début des années 1960, on procéda à l'assainissement des îlots insalubres situés en bord de Seine, dans le centre historique. Cet assainissement était envisagé déjà depuis les années 1920, mais n'avait jamais été mis à exécution. Le projet, réalisé en plusieurs tranches, amena la démolition totale du secteur connu sous le nom de « bas-quartiers », et le remplacement des îlots par des immeubles de plus grande taille disposés régulièrement et ayant la forme de barres et de plots.

#### Gassicourt
Gassicourt, Gacicuria au XIIIe siècle, Gacicort en 1252, (en latin Wasi Cortis) était un village rural dont le territoire s'étendait à l'ouest du centre historique de Mantes. Il s’est développé autour de l’église Sainte-Anne. En 1930, Gassicourt est annexée à Mantes.
Aujourd’hui, c’est un quartier résidentiel, composé essentiellement de maisons bourgeoises (près du centre-ville) et de pavillons. Actuellement[Quand ?] ce quartier subit ponctuellement des opérations de densification, à proximité des axes importants. Il s’agit en général de bâtir un immeuble d’environ quatre étages qui vient remplacer un bâti peu dense.
Au début des années 2000 a commencé un vaste chantier sur l'ancienne zone d'activités commerciales Henri-IV visant à démolir la totalité des entrepôts industriels, afin de construire un complexe immobilier de standing. Le projet, connu sous le nom du Domaine des Bords de Seine, prévoyant à l'origine un certain nombre d'équipements et de logements, a rencontré un certain nombre de problèmes et de changements d'orientation, notamment la réduction du nombre d'équipements et l'augmentation du nombre de logements prévus. Le concept du projet est dévier la voie sur berges vers au sud, afin d’y implanter des immeubles de part et d’autre et de libérer un large espace pour créer une promenade en bord de Seine. En 2009, le projet n’est pas terminé. De nombreux immeubles de logements restent à construire. Ce projet est sujet à controverse, les opposants invoquant le trop grand nombre de logements en construction, le caractère répétitif des immeubles, la qualité des constructions, mais aussi l'absence de logements sociaux.

#### Le Val Fourré

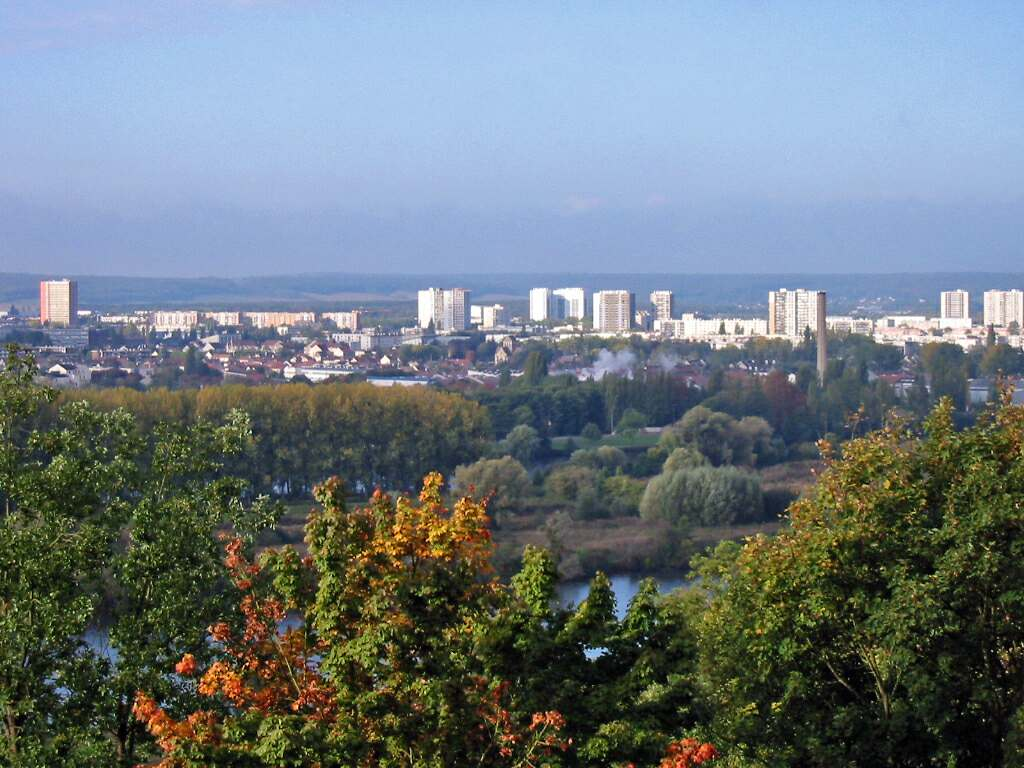
Le Val Fourré.

Au début des années 1950 se pose le problème de l'accueil des populations ouvrières, et il fut décidé d'utiliser les terrains de l'ancien aéroclub de Gassicourt, au lieu-dit du Val Fourré, à l'ouest de la ville, pour construire un important complexe de logements. Le 3 août 1959 est signé le décret portant la création de la ZUP du Val Fourré. Le projet est confié aux architectes-urbanistes Raymond Lopez et Henri Longepierre, qui décident d'y appliquer les principes de la Charte d'Athènes. Construit à partir des années 1960 (les premiers bâtiments commencent à sortir de terre dès l'année 1963), le Val Fourré est l'un des grands ensembles français les plus représentatifs de la pensée urbaine et architecturale de cette époque.
Le Val Fourré est divisé en plusieurs secteurs dont les noms rendent hommage à des personnes illustres de différents domaines : les Peintres, les Médecins, les Explorateurs, les Aviateurs, les Musiciens, les Inventeurs, les Écrivains et les Physiciens. Un grand centre commercial est implanté au cœur du quartier. Conçu à l'origine pour être « Mantes 2 », ce projet ne vit pas le jour sous sa forme initialement prévue.
Une densification trop importante de logements dans sa partie nord (quartiers des Peintres et des Médecins), un quartier excentré et mal connecté au centre-ville, le manque d'équipements publics en raison du dérapage financier de l'opération, le manque de moyens pour l’entretien des vastes espaces publics du quartier, la ghettoïsation de populations pauvres dans un parc constitué presque uniquement de logements sociaux, sont autant de raisons ayant abouti à la dérive de ce quartier à partir de la fin des années 1970. À partir de ce moment, certaines familles de la classe moyenne préfèrent quitter le quartier pour des maisons individuelles. Elles sont remplacées par des étrangers.
Pauvreté économique, difficultés sociales et erreurs urbanistiques eurent comme conséquence les émeutes urbaines de 1991. Le quartier du Val Fourré a concentré jusqu'à 25 000 habitants avant les premières démolitions de tours entamées dès 1992, sous le mandat de Paul Picard (maire de 1977 à 1995).
- 26 septembre 1992 : démolition des quatre tours des Écrivains, remplacées par une pépinière d'entreprise.
- le 1er juillet 2000 : démolition des deux tours Millet, remplacées par le square des Peintres.
- le 1er juillet 2001 : démolition des deux tours Sully, remplacées par la Caisse primaire d'assurance maladie (CPAM), le centre des finances, ainsi qu’un immeuble comprenant des logements et un hôtel.
- le 20 novembre 2005 : démolition des deux tours Ramon. Des logements sont en projet sur l'emplacement des deux tours.
- le 2 juillet 2006 : démolition des trois tours Degas, remplacées par le Pôle nautique de Mantes-en-Yvelines qui a ouvert ses portes en décembre 2011.

Le quartier du Val Fourré souffre de sa position « au bout de la ville ». Ce quartier n’est pas traversé, il est contourné. Dès 1992, Mantes-la-Jolie devient un site pilote de la politique de la ville. Dès lors, le Val Fourré va bénéficier de fonds importants de l'État, puis de l'Europe avec la mise en place du Programme d'initiative communautaire Urban (PIC Urban). Ce programme vise, par diverses mesures, à favoriser le développement économique et social. Ainsi depuis 1992, les programmes successifs aboutirent à la démolition de treize tours d'habitation et de plusieurs barres de logements, soit environ 2 000 logements, afin de pouvoir remodeler les espaces publics et créer de nouvelles rues traversant les très grands îlots du Val Fourré. L’objectif est d’ouvrir le quartier sur la Seine au nord et sur le quartier de Gassicourt à l’est.
En 2009, la ville célèbre les cinquante ans de l'acte de naissance du Val Fourré en organisant une table ronde, en présence d'Henri Longepierre, ainsi que des balades urbaines dans le quartier. La chapelle Saint-Jacques accueille une exposition intitulée « Mantes : 80 ans d'histoire urbaine » qui retrace l'évolution de la ville à travers des photographies d'époque et des documents graphiques issus des archives de la ville.

##### Sécurité
Le Val Fourré est classé depuis 2012 en zone de sécurité prioritaire, avec renforcement des effectifs de la police nationale. En effet, la commune « souffre plus
que d’autres d’une insécurité quotidienne et d’une délinquance enracinée » et « connaît depuis quelques années une dégradation importante de ses conditions de sécurité », ce qui a été identifié comme tel par le ministère de l'Intérieur du gouvernement Jean-Marc Ayrault, permettant ainsi à ce territoire de bénéficier de policiers supplémentaires.

#### Les Hautes Garennes

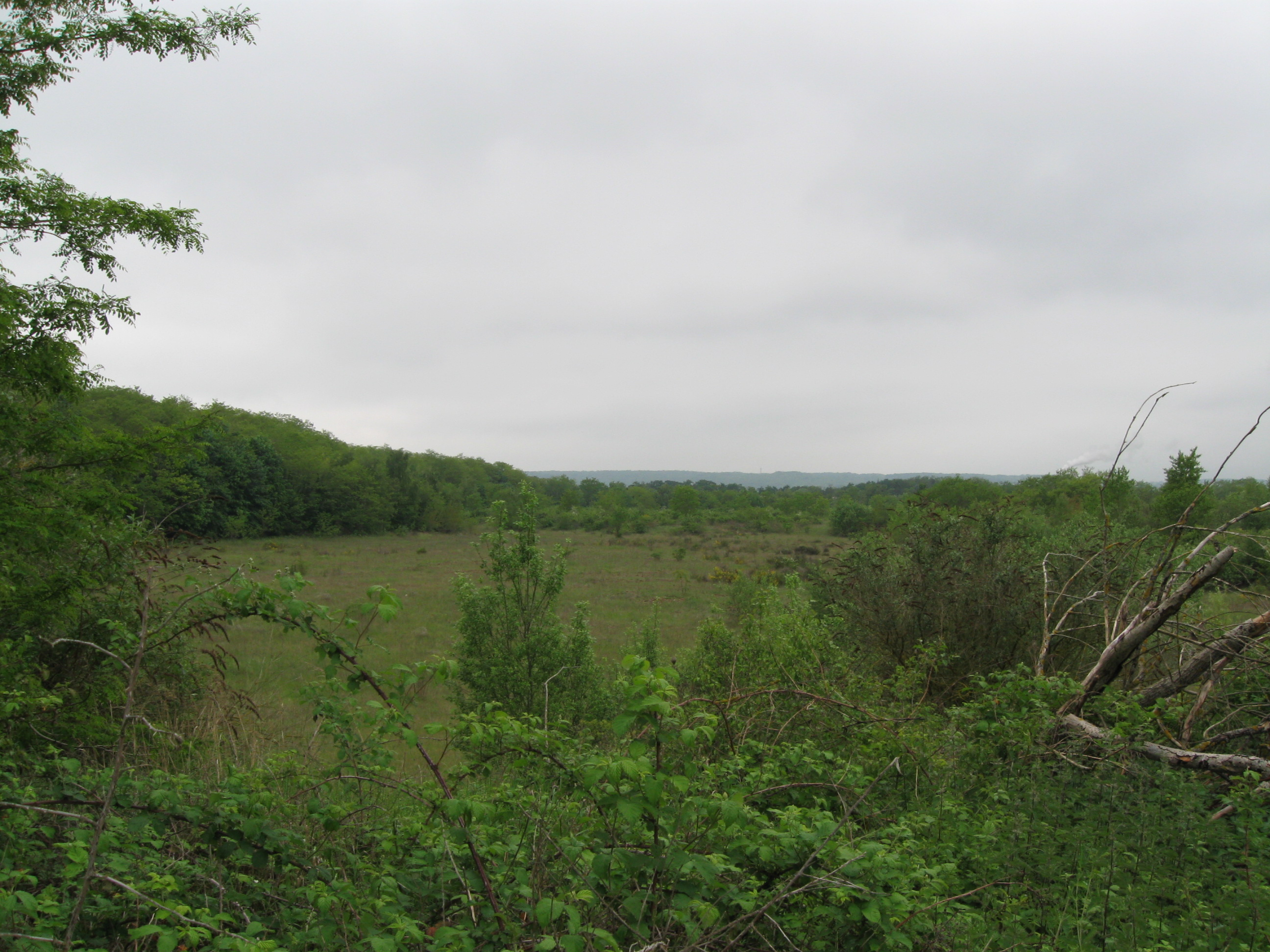
Les Hautes Garennes, site du futur écoquartier fluvial.

Situé à l'ouest du quartier du Val Fourré, le site des Hautes Garennes s'étend jusqu'à Rosny-sur-Seine. Il s'agit du dernier territoire non urbanisé de Mantes-la-Jolie. Sur ce terrain de plus d'une centaine d'hectares, se trouvait une activité d’extraction de sable, aujourd’hui terminée.
À la fin des années 1990, la ville manque de place pour construire de nouveaux équipements. C'est pourquoi le nouvel hôpital est construit aux Hautes Garennes, en lisière du Val Fourré. Au début des années 2000, l’urbanisation de ce territoire continue avec l’implantation d’activités dans le cadre de la ZAC Sully, la création d'une zone franche et la construction deux bâtiments annexes au centre hospitalier (services de psychiatrie et de gériatrie).
Dans le cadre du « Contrat de projet État-Région 2007-2013 », les villes de Mantes-la-Jolie et de Rosny-sur-Seine ont signé, le 3 mars 2009, une convention cadre de partenariat, avec le préfet de la région Île-de-France, permettant d'engager des études en vue de la réalisation d'un écoquartier, à cheval sur les deux communes, sur ce territoire bordé au sud par le bois de la Butte-Verte et au nord par la Seine et le stade nautique. Le projet prévoit la construction d'environ 2 000 logements et d'une ligne de transport en commun en site propre de type T Zen. La réalisation de ce nouveau quartier, à l’ouest du Val Fourré, permettrait d’intégrer l'ancienne ZUP dans le tissu urbain de l’agglomération.
Le premier acte de la concertation s'est déroulé d'octobre 2011 à février 2012. Il a permis de réaliser des ajustements sur le projet urbain réalisé par l'agence TER.
Le 7 février 2012, l'écoquartier fluvial de Mantes-la-Jolie et de Rosny-sur-Seine fait partie des 22 projets à recevoir le label Grand Paris.
Le second acte de la concertation se déroule de novembre 2012 à mai 2013. Les thématiques du logements et de l'espace public y sont abordées.

##### Calendrier
Le calendrier provisoire pour ce projet est le suivant :
- 2013 : poursuite de la concertation, déclaration d'utilité publique, mise en compatibilité des PLU, dossier loi sur l'eau, enquêtes publiques, création de la ZAC ;
- 2014/2020 : phase 1 ;
  - 2014 : premiers aménagements ;
  - 2015 : premières constructions ;
- 2021/2025 : phase 2 ;
- 2026/2030 : phase 3 ;
- 2031/2035 : phase 4.

##### Description du projet
Le projet urbain prévoit la construction sur ce vaste site de quatre quartiers :
- le quartier du bois des berges : à proximité du Val Fourré et du pôle nautique Aqualude ;
- le quartier du port : à proximité du bassin de la sablière ;
- le quartier de la prairie des sables : au cœur de l'espace naturel des Hautes-Garennes ;
- le quartier des jardins de Seine : à proximité de Rosny-sur-Seine et de la station d'épuration.

Ils doivent être connectés par un axe structurant est-ouest sur lequel passera le transport en commun en site propre. Entre ces quartiers aux ambiances différentes, les espaces naturels existants seront mis en valeur.

### Habitat et logement
En 2021, le nombre total de logements dans la commune était de 18 187, alors qu'il était de 17 682 en 2016 et de 16 479 en 2011. 
Parmi ces logements, 94,6 % étaient des résidences principales, 0,5 % des résidences secondaires et 5 % des logements vacants. Ces logements étaient pour 16,8 % d'entre eux des maisons individuelles et pour 80,9 % des appartements. 
Le tableau ci-dessous présente la typologie des logements à Mantes-la-Jolie en 2021 en comparaison avec celle des Yvelines et de la France entière. Une caractéristique marquante du parc de logements est ainsi la faible proportion des résidences secondaires et logements occasionnels (0,5 %) par rapport au département (2,6 %) et à la France entière (9,7 %). 
| Typologie                                               | Mantes-la-Jolie | Yvelines | France entière |
| ------------------------------------------------------- | --------------- | -------- | -------------- |
| Résidences principales (en %)                           | 94,6            | 91,1     | 82,2           |
| Résidences secondaires et logements occasionnels (en %) | 0,5             | 2,6      | 9,7            |
| Logements vacants (en %)                                | 5               | 6,3      | 8,1            |

Le logement social est fortement représenté à Mantes-la-Jolie. Selon le recensement, le nombre de logements sociaux est passe de 6 152 en 2010 (39,5 % du parc des résidences principales) à 6 852 en 2021 (39,8 %).  La commune respecte donc très largement ses obligations issues de l'article 55 de la loi SRU qui impose un pourcentage minimal de ces logements dans les zones urbaines.

### Projets d'aménagement
Avec cinquante autres communes, la ville de Mantes-la-Jolie fait partie de l'Opération d'intérêt national Seine-Aval, pilotée par l'établissement public d'aménagement du Mantois Seine-Aval (EPAMSA), dont le siège se trouve à Mantes-la-Jolie.
Dans le cadre des réflexions sur le Grand Paris, Mantes-la-Jolie pourrait bénéficier d'un développement de la vallée de la Seine sur l'axe Paris-Le Havre, comme le préconise Antoine Grumbach, l'un des architectes ayant participé à la consultation « Le Grand Paris de l'agglomération parisienne ».

### Voies de communication et transports

#### Déplacements doux
Le 19 mai 2009, la municipalité donne le coup d’envoi d’un service de vélos en libre-service appelé « VéliMantes ». Contrairement à la plupart des autres systèmes de vélopartage, sa gestion n'est pas déléguée à une entreprise, ni liée à un marché de publicité, mais assurée par une association, après avoir été gérée en régie municipale pendant quelques mois. Les vélos ne sont pas attachés à des bornes, mais doivent être demandés dans chacune des huit structures qui accueillent une station. Ce service n'existe plus depuis l'été 2010.
Par ailleurs, la Ville propose des itinéraires cyclables, notamment sur la Ceinture Verte offrant ainsi 15 km de promenade sur les bords de Seine.

#### Stationnement

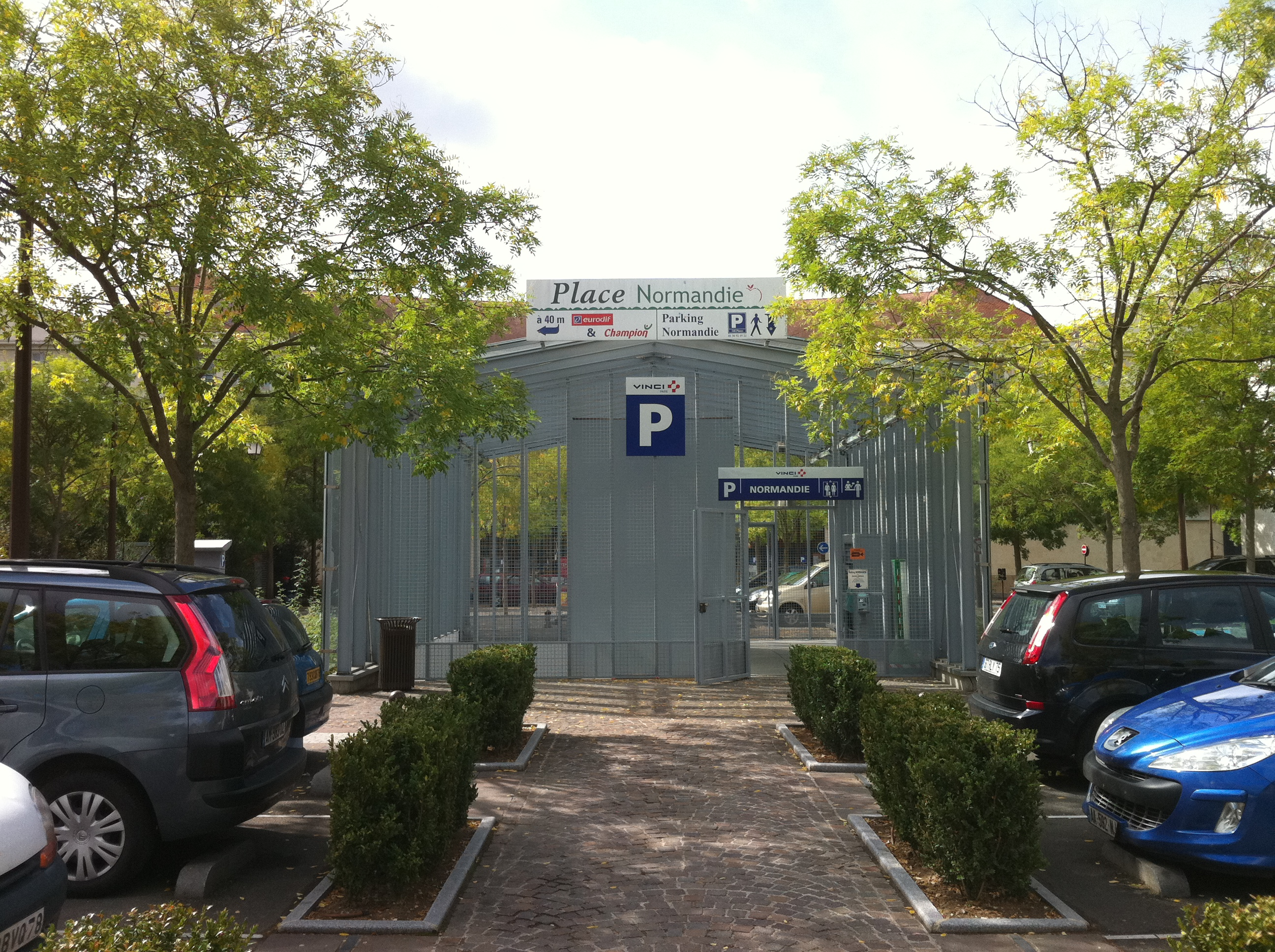
Parking Normandie.

Jusqu'en 2010, la Sotrema a la charge du stationnement, en plus du ramassage des ordures ménagères de l'ensemble des communes de la communauté d'agglomération, activité qu'elle a conservée. En 2010, une délégation de service public a été accordée à Vinci Park, devenue Indigo, pour la gestion du stationnement en surface et dans les parkings souterrains :
- Cœur de Ville : rue Gambetta, 243 places ;
- Hôtel de Ville : place Saint-Jacques, 306 places ;
- Normandie : place Henri-Dunant, 340 places ;
- Gare : place du 8-Mai-1945, 710 places ;
- Vieux Pilori : rue d'Alsace, abonnements uniquement.

La ville est dotée de deux zones de stationnement résidentiel (rouge et bleue). Les habitants peuvent obtenir une carte annuelle payante leur permettant de stationner sur l'ensemble des parkings de leur zone de résidence. La zone rouge correspond au centre-ville auquel s'ajoute le secteur de la gare et celui de la place Henri-Dunant. La zone bleue s'étend sur le quartier des Martraits et une partie de Gassicourt. Dans ces zones, le stationnement est payant tous les jours de 9 h à 12 h 30 et de 14 h à 18 h 30, sauf dimanches et jours fériés.

#### Réseau routier
Mantes-la-Jolie est traversée dans la direction est-ouest par l'ancienne route nationale 13, déclassée en route départementale 113. Elle constitue l'axe principal de la commune avec l'avenue du Général-de-Gaulle, le boulevard du Maréchal-Juin, et l'avenue de la République. La ville est contournée à l'est par la route départementale 983 (ancienne route nationale 183) qui la relie à Magny-en-Vexin et à Houdan. Mantes est également reliée à Meulan par la RD 190 (ancienne route nationale 190) et à Dreux par la RD 928 (ancienne route nationale 828).
L'autoroute A13 passe au sud de la ville, ce qui met Mantes-la-Jolie à 55 kilomètres de Paris (vers l'est), à 45 kilomètres de La Défense (en empruntant l'autoroute A14 après Orgeval) et à 83 kilomètres de Rouen (vers l'ouest). Trois sorties desservent l'agglomération mantaise :
- 11 : Mantes-Est (kilomètre 47) ;
- 12 : Mantes-Sud (kilomètre 49) ;
- 13 : Mantes-Ouest (kilomètre 50).

#### Réseaux de bus et de cars
La commune est desservie par :

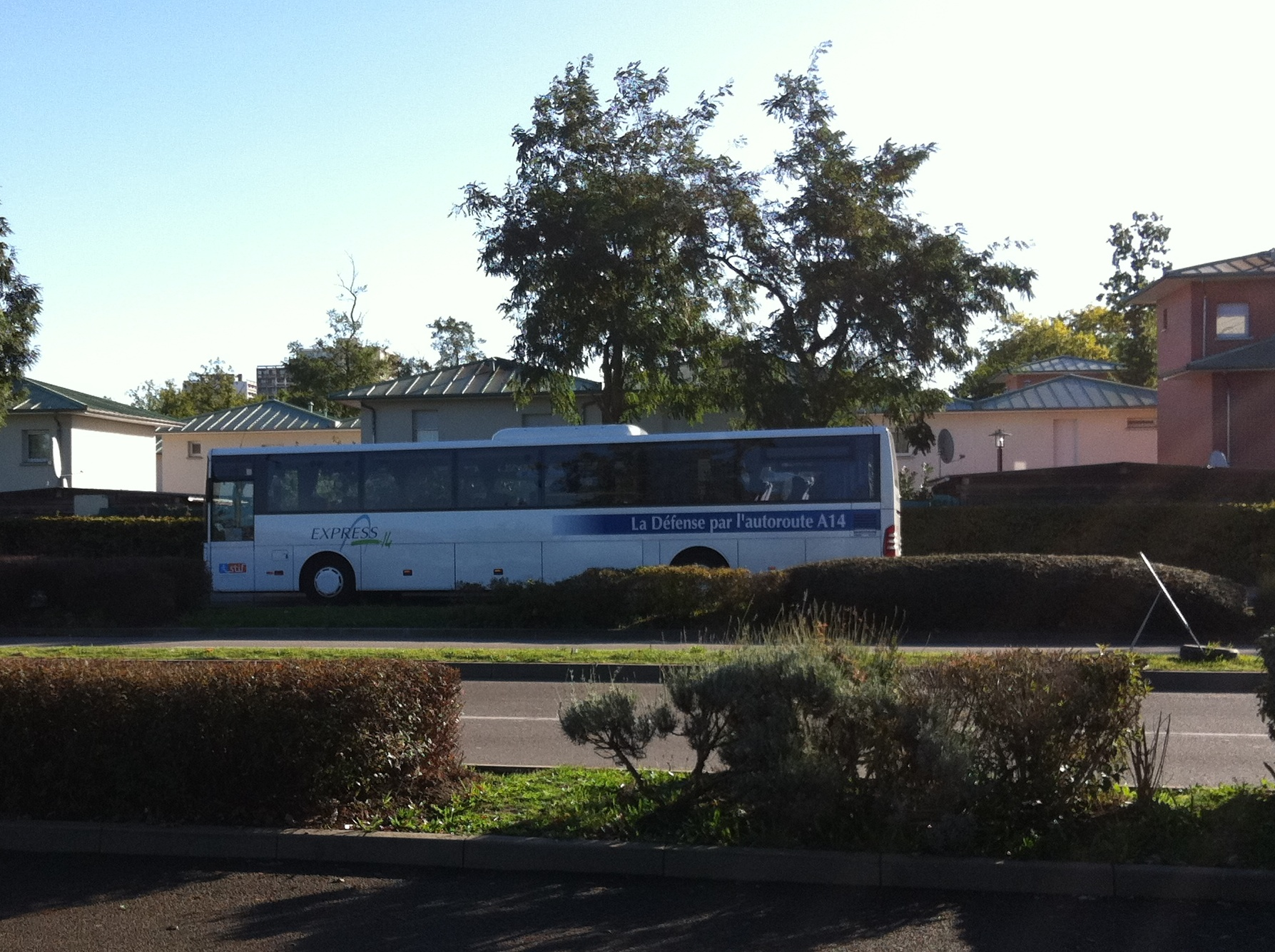
Autocar de l'Express A14.

- les lignes 2A, 2B, 9, 15, 21, 22, 26, 52, 90, 91, A, B, C, D, F, G, M, N, P, R2, V, X, Z et A14 Mantes du réseau de bus du Mantois ;
- les lignes 95-11 et 95-15 du réseau de bus du Vexin ;
- les lignes 78, 80 et 501 du réseau de bus Île-de-France Ouest ;
- la ligne N151 du réseau Noctilien.

#### Réseaux de transport à la demande
La communauté d'agglomération de Mantes-en-Yvelines a mis en place le service TàD Mantois (ex-Tamy). Il s'agit de véhicules qui transportent les habitants des communes les plus rurales de l'agglomération vers les communes centrales, telles que Mantes-la-Jolie, sur réservation et avec un titre de transport au tarif normal.
Mantes-la-Jolie est par ailleurs dotée d'une société de taxis collectifs assurant des liaisons de banlieue à banlieue, notamment en direction des aéroports parisiens. Il s'agit de la société ATA France, créée en 2000 par Aziz Senni, entrepreneur local.

#### Réseaux ferroviaires

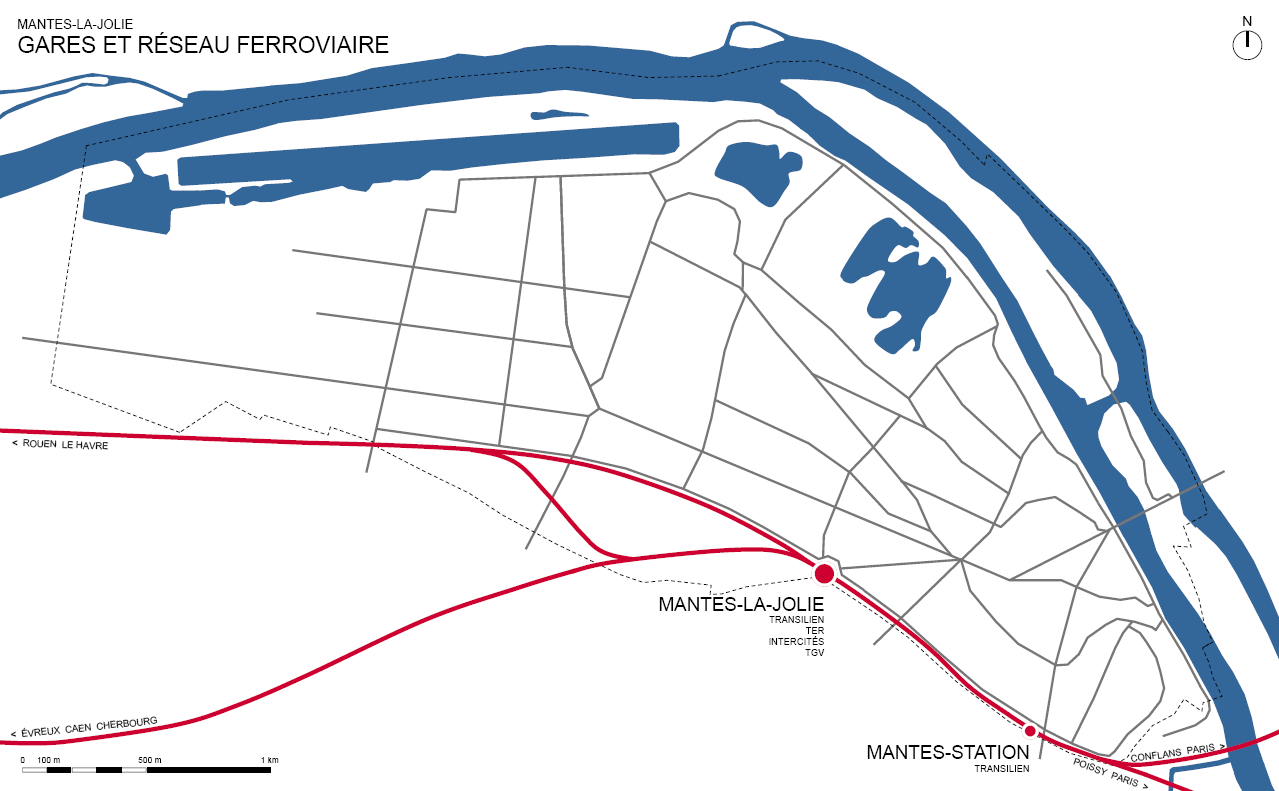
Gares et réseau ferroviaire

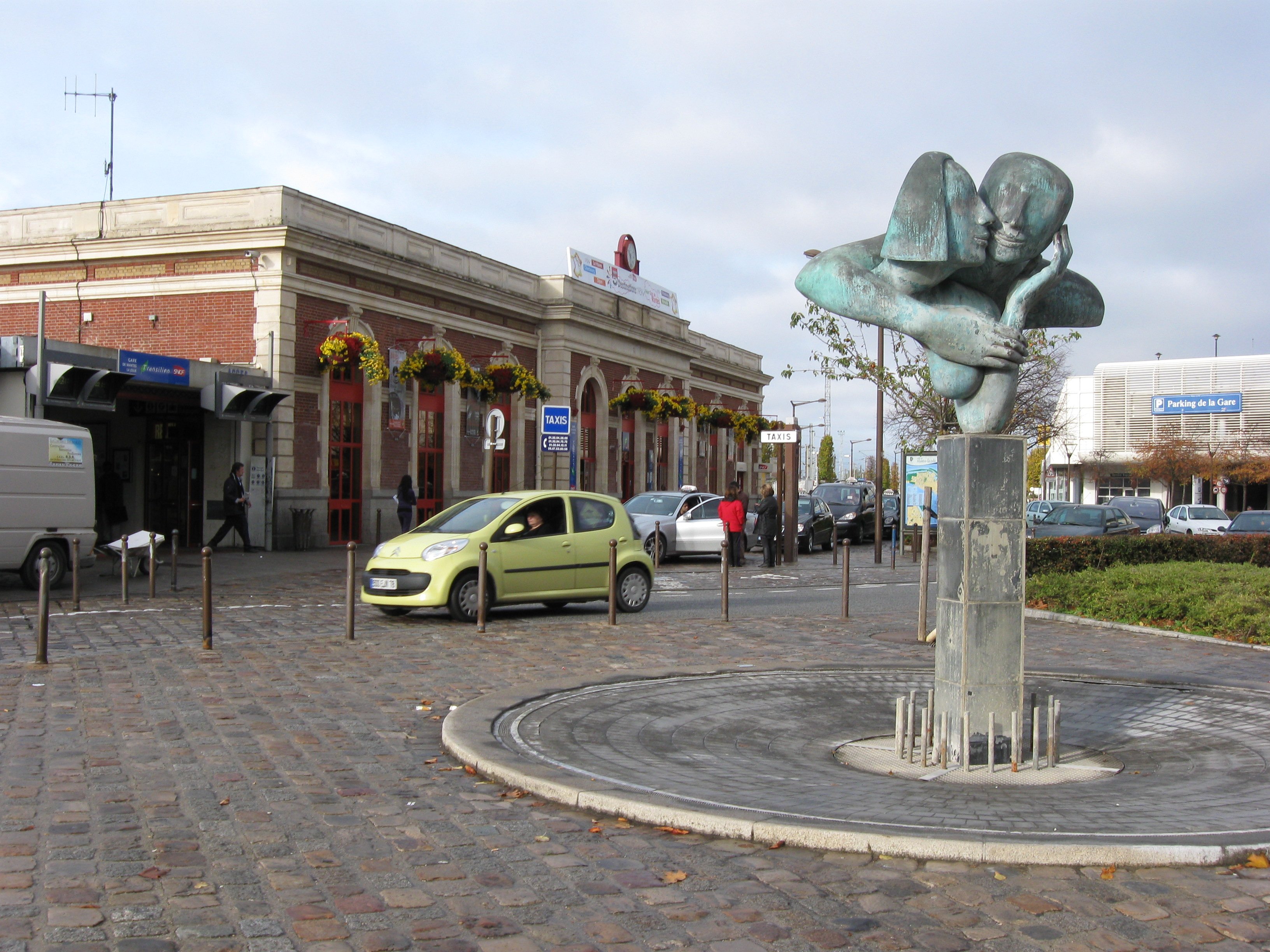
Gare de Mantes-la-Jolie.

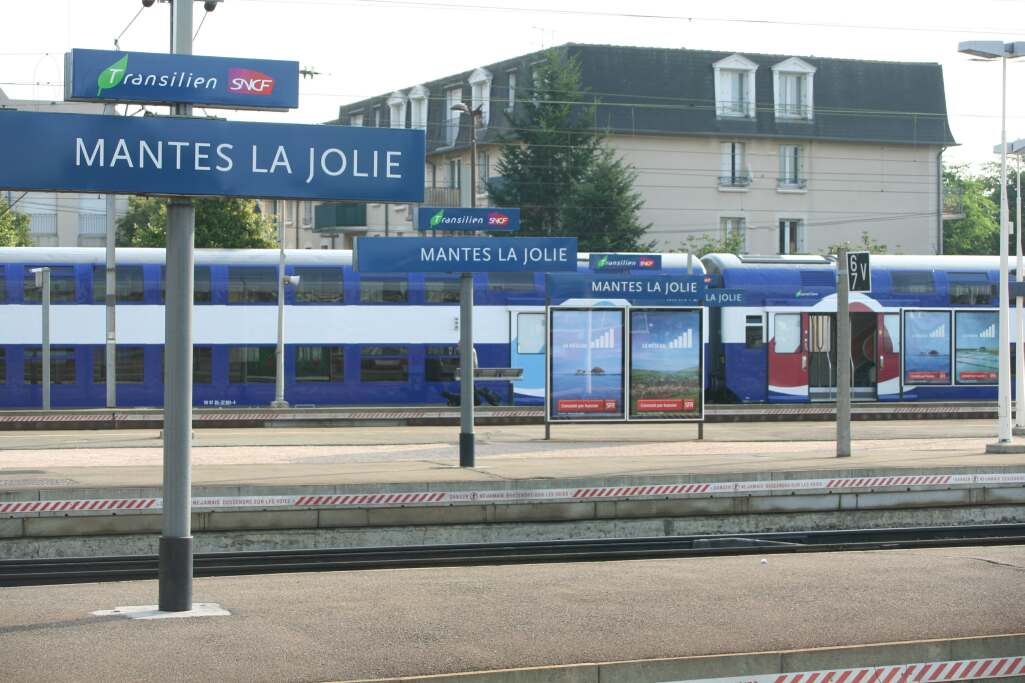
Gare de Mantes-la-Jolie.

Mantes-la-Jolie est un important carrefour ferroviaire et dispose de deux gares situées dans la zone 5 des transports en commun d'Île-de-France :
- Mantes-Station ;
- Mantes-la-Jolie : TER Normandie et TGV inOui.

##### Transilien
Les gares de Mantes-la-Jolie et de Mantes-Station sont desservies par la ligne J du Transilien :
- Paris-Saint-Lazare - Vernon, via Poissy, par la rive gauche de la Seine ;
- Paris-Saint-Lazare - Bréval, via Poissy, par la rive gauche de la Seine ;
- Paris-Saint-Lazare - Mantes-la-Jolie, via Conflans-Sainte-Honorine, par la rive droite de la Seine.

Mantes-la-Jolie bénéficie ainsi de deux liaisons omnibus avec Paris-Saint-Lazare en 55 minutes via Poissy et en 1 heure et 15 minutes via Conflans-Sainte-Honorine.
La gare de Mantes-la-Jolie est desservie par la ligne N du Transilien :
- Paris-Montparnasse - Mantes-la-Jolie, via Plaisir-Grignon, sur la rive gauche de la Seine.

Mantes-la-Jolie bénéficie ainsi d'une liaison omnibus avec Paris-Montparnasse en 1 heure et 15 minutes.

##### TER
La gare de Mantes-la-Jolie est desservie par plusieurs lignes TER Normandie, qui relient Paris-Saint-Lazare à la Normandie :
- Paris – Rouen-Rive-Droite ;
- Paris – Vernon - Giverny ;
- Paris – Serquigny ;
- Paris – Évreux-Normandie.

Mantes-la-Jolie bénéficie ainsi d'une liaison directe avec Paris-Saint-Lazare en 35 minutes.

##### TGV

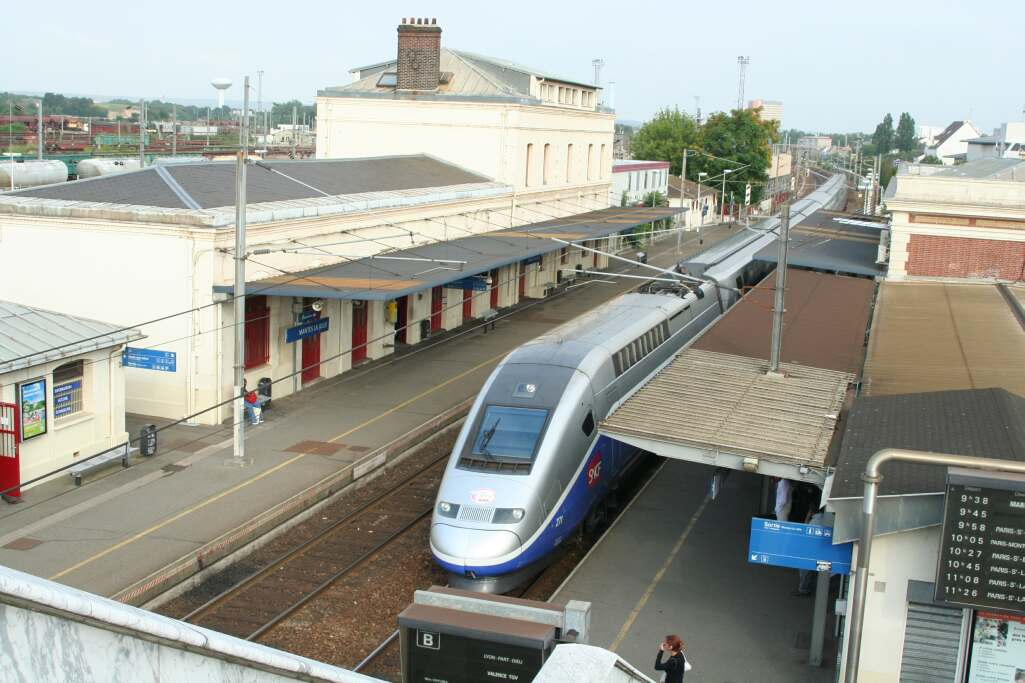
TGV en gare de Mantes-la-Jolie.

La gare de Mantes-la-Jolie est desservie quotidiennement par une ligne TGV inOui transversale contournant Paris :
- Le Havre - Rouen-Rive-Droite - Mantes-la-Jolie - Versailles-Chantiers - Massy-Palaiseau - Lyon-Part-Dieu - Valence TGV - Avignon TGV - Marseille-Saint-Charles.

Les liaisons expérimentales Le Havre - Strasbourg (72 voyageurs par jour en moyenne) et Cherbourg - Dijon (54 voyageurs par jour en moyenne) ont été interrompues à partir du 11 décembre 2010, supprimant de ce fait la liaison quotidienne entre Mantes-la-Jolie et l'aéroport de Paris-Charles-de-Gaulle,.

#### Réaménagement de la gare et transport en commun en site propre
Une convention cadre de partenariat, signée en 2009 entre les villes de Mantes-la-Jolie et de Rosny-sur-Seine afin d'aménager un écoquartier entre ces deux villes, prévoit la création d'un transport en commun en site propre (TCSP) de type bus à haut niveau de service qui devrait relier la gare de Mantes-la-Jolie à celle de Rosny-sur-Seine. Ce projet pourrait être une future ligne du réseau T Zen. En juillet 2013, le STIF approuve le financement des études pour la création du TCSP du Mantois, qui reliera sur un tracé de 4 à 5 kilomètres la gare de Mantes-la-Jolie, le quartier du Val Fourré et le futur écoquartier. Le projet comprend également le réaménagement de la gare de Mantes-la-Jolie, afin d'améliorer le fonctionnement de ce futur pôle multimodal, à l'occasion de la création de ce TSCP et du prolongement de la ligne E du RER. Les travaux sont annoncés sur 7 ans, de 2015 à 2022.

##### RER E

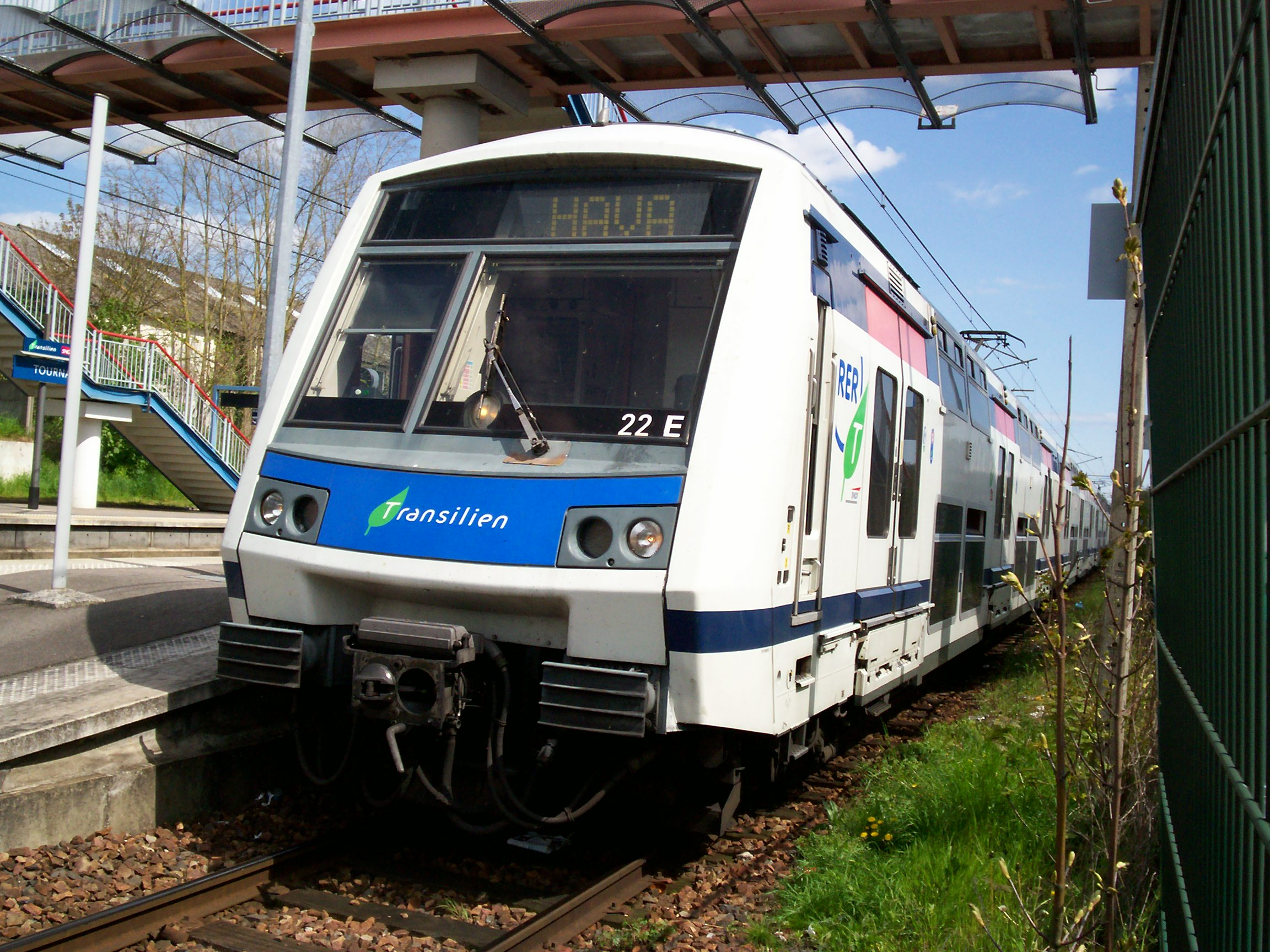
Une rame du RER E en gare de Tournan.

La desserte de Mantes-la-Jolie par une ligne de RER est attendue depuis très longtemps. En 1999, la ligne E du RER est inaugurée entre Paris et l'Est de l'agglomération parisienne. Une seconde phase prévoyait le prolongement à l'ouest de cette ligne en direction de Saint-Nom-la-Bretèche, Versailles-Rive-Droite et Mantes-la-Jolie, via Pont-Cardinet. L'échec de la candidature de Paris pour l'organisation des Jeux olympiques d'été de 2012 et le fait que cette solution ne permette pas de décharger suffisamment la ligne A du RER sont à l'origine de l'abandon de ce projet en 2005.
En 2009, à l'occasion du dixième anniversaire de la ligne E du RER, le Syndicat des transports d'Île-de-France (STIF), Réseau ferré de France (RFF) et la SNCF ont confirmé que la ligne devrait être prolongée à l'ouest jusqu'à Mantes-la-Jolie à l'horizon 2017, dans le cadre du projet du Grand Paris et de la modernisation et de l'amélioration du réseau de transport en commun francilien. Un tunnel doit être creusé entre l'actuel terminus Haussmann Saint-Lazare et La Défense, puis le reste de la ligne sera à l'air libre de Nanterre à Mantes-la-Jolie, en reprenant les infrastructures ferroviaires existantes de la ligne J du Transilien. Ce projet devrait permettre aux habitants de l'agglomération mantaise de rejoindre La Défense en 38 minutes, contre 52 aujourd'hui (avec un changement obligatoire en gare de Houilles-Carrières-sur-Seine).
Le 9 décembre 2009, le conseil d'administration du STIF vote favorablement le dossier d'objectifs et de caractéristiques principales (DOCP) qui lui est présenté et saisit la Commission nationale du débat public (CNDP) le 18 décembre 2009. Cette dernière devrait organiser une concertation publique courant 2010 pour permettre un début des travaux en 2013 et une mise en service envisageable pour 2017.
Le 27 janvier 2010, l'EPAMSA, l'EPAD, l'EPASA et RFF annoncent qu'ils ont signé un protocole de partenariat relatif aux études de mise en œuvre du prolongement du RER E vers l'ouest. Les travaux commencent en 2015 et devaient durer jusqu'en 2022,, mais ils ont pris deux ans de retard, en raison du protocole de financement qui s'est révélé difficile à mettre au point entre toutes les parties intéressées.
Le 31 janvier 2013, le projet est déclaré d’utilité publique.
Les départements des Yvelines et des Hauts-de-Seine apportent 350 millions d’euros nécessaires au bouclage du financement et au début des opérations d’aménagement. De plus, l'État et la Région Île-de-France signent le 7 février 2017 un avenant au Contrat de plan État-région (CPER) 2015-2020 prévoyant 60 millions d'euros supplémentaires pour les transports et permettant de consolider des "projets majeurs", comme le prolongement du RER Éole jusqu'à Mantes-la-Jolie.
Les premiers travaux préparatoires à Mantes-la-Jolie commencent fin 2015 avec l’aménagement provisoire de la place de la Gare. Les travaux d’Éole sont programmés sur 8 ans, de façon à garantir la continuité de l’exploitation de la ligne J de 2016 à 2024. Réalisés sans interruption de la circulation des trains, ils représentent un investissement sans précédent d’un montant global de 3,7 milliards d’euros A Mantes, l’objectif est d’adapter la gare aux besoins d’Éole et à une prévision d’augmentation d’environ 25 % de fréquentation. Une meilleure qualité de service est attendue avec notamment la mise en accessibilité des quais pour les Personnes à Mobilité Réduite, la création d’une nouvelle voie de circulation ferroviaire, l’extension de la gare existante côté Nord, la création d’un nouveau bâtiment voyageur côté sud, la construction d’une nouvelle passerelle pour permettre une meilleure fluidité de circulation des voyageurs.
La construction de cet équipement (situé côté Mantes-la-Ville) a débuté en 2017 et devrait s’achever courant 2018. Il offrira un guichet SNCF, une boutique bus ainsi que des espaces de commerces. Le chantier du bâtiment Nord (situé côté Mantes-la-Jolie) débute au printemps 2018. Il doit être étendu et rehaussé d’un étage. Dès le deuxième semestre 2017, la billetterie, la boutique Relay et la boutique bus sont installés sur le parvis dans des bungalows. La modernisation de l’ensemble de l’édifice (qui conservera sa façade historique) prendra deux ans. Un guichet SNCF, une agence Navigo, une boutique bus ainsi que des commerces s’installeront dans le nouveau hall voyageurs.
À proximité de la chaufferie du Val Fourré, des travaux de démolition de friches industrielles ont eu lieu en 2016. Sur cet espace, sera construit un atelier de maintenance où les rames seront à la fois garées, entretenues et nettoyées. Cet équipement emploiera à terme 200 personnes. Le passage à niveau rue des Piquettes doit être supprimé. À partir de 2019, les voies seront remaniées, les ouvrages d’art et l’atelier sortiront de terre. En 2024, la nouvelle ligne E remplacera la ligne J actuelle Paris/ Mantes via Poissy,[réf. non conforme].

##### Ligne nouvelle Paris-Normandie
Au cours d'un déplacement au Havre le 16 juillet 2009, le président de la République Nicolas Sarkozy indique sa volonté de construire une ligne nouvelle Paris-Normandie entre Paris et Le Havre, via Mantes-la-Jolie et Rouen. Ce projet permettrait de mettre Le Havre à seulement une heure et quinze minutes de Paris, contre deux heures actuellement. C'est le tracé sud, via Mantes-la-Jolie, qui semble privilégié face au tracé nord, envisagé d'avril à juin 2009, qui aurait fait passer cette ligne à grande vitesse (LGV) via Cergy-Pontoise.
Le 9 juillet 2013, Jean-Marc Ayrault, Premier ministre, annonce l'abandon de ce projet LGV Normandie, au profit d'une ligne classique.

## Toponymie
Les plus anciennes références écrites de Mantes mentionnent différentes formes : Medanta au IXe siècle,,, Medunta, Medenta, Medonta castrum, Medonta villa vers 1272.
Toutes ces formes semblent issues d'un primitif *Meduanta, pluriel de *Meduantum,. Ce toponyme est issu d'un hydronyme, comme c'est souvent le cas ; en effet, Medante fluminis (de flumen « fleuve ») est mentionné au Xe siècle. Sa signification possible conforte cette hypothèse car *Meduanta repose sur le gaulois medu- « hydromel », suivi du suffixe -anta. Le nom de la Mayenne (Meduana) est basé sur le même élément.
Ce nom évolua par la suite et subit l'évolution phonétique du gallo-roman au français, avec l'amuïssement régulier de la consonne intervocalique, d'où Maante, puis progressivement Mantes à partir de la fin du XVIIe siècle. Son nom devint sporadiquement Mantes-sur-Seine dès le XVIIe siècle, à l'époque du développement des services postaux, afin éviter toute confusion avec Nantes[réf. nécessaire].
Dès l'origine, trois localités bien distinctes, mais contiguës, portaient le nom de Mante, :
1. Mante-la-Ville, Medanta, Medunta, Medonta-Villa. C'était une paroisse rurale qui correspond à l'actuelle Mantes-la-Ville.
2. Mante-l'Eau. C'était une agglomération de maisons de pêcheurs, qui s'étendait le long de l'actuel quai des Cordeliers, le long de la Seine, jusqu'au village de Mante-la-Ville. Par la suite les fortifications englobèrent le village de pêcheurs.
3. Mante-le-Château, Medanta-Castrum ou Castellum. C'est la butte sur laquelle fut construite la motte castrale[59] puis le château[60].

En 1930, à la suite de la fusion de la ville avec le village de Gassicourt situé à l'ouest, son nom devint Mantes-Gassicourt. La conservation du nom de Gassicourt dans le nom de la nouvelle ville fut l’une des conditions de la fusion. Elle n'a pris son nom actuel qu'en 1953, en reprenant le qualificatif -la-Jolie, déjà officieusement donné depuis longtemps. Ce qualificatif est souvent - plaisamment - attribué à Henri IV. Dans une lettre adressée à Gabrielle d'Estrées, sa maîtresse, qui résidait à Mantes, le roi lui aurait écrit : « je viens à Mantes, ma jolie ». Cependant, ce qualificatif se réfère vraisemblablement au caractère du site en lui-même sur lequel la ville s'est développée : le cadre naturel de la vallée de la Seine[réf. nécessaire].
Aujourd’hui, il n'y a plus de lieux-dits à proprement parler, ceux-ci ayant été absorbés par l’étalement urbain. Cependant, on les retrouve encore généralement dans la toponymie : les bords de Seine, la Butte verte, Chantecoq, les Hautes coquilles, les Basses coquilles, les Cordeliers, la Croix ferrée, Les Garennes, les Martraits, Saint-Nicolas, Gassicourt, le Val Fourré.

## Histoire

### Carrefour désertique au Bas Empire
Sous Rome, la région fait partie de la Gaule lyonnaise et est comprise dans la IVe Lugdunaise. Des médailles d'Auguste, d'Antonin, de Marc Aurèle ainsi que d'autres objets trouvés lors de fouilles laissent supposer que la région fut traversée par des légions romaines.
Mantes était un carrefour important des voies romaines en Gaule allant de :
- de Lutetia à Mediolanum, par Mantes, en passant par le plateau des Mauduits, où on a retrouvé des vestiges d'une ancienne voie romaine ;
- de Caesaromagus à Carnutum, par Mantes, également appelée Chaussée de Beauvais, en passant par Arthies, Saint-Cyr-en-Arthies (à l'ouest de Fontenay-Saint-Père), les Moussets, Limay et Mantes.

Une tradition locale relative à l'hagiographie de saint Maclou et rapportée en 1730 fait mention, non sans certaines incohérences de dates, d'un temple dédié à Cybèle. En 306, celui ci aurait été transformé en hospice et confié au saint, lequel, pourtant réputé mort en 536, y aurait alors dressé son église, l'actuelle église Saint Maclou. De même, des étymologistes téméraires voient dans le nom de Dennemont la trace d'un temple dédié à Diane, dans celui de Ménerville, à Minerve.

### Port fortifié au Haut Moyen Âge
Si l'hagiographie de saint Maclou évoque une Mantes païenne prospérant au VIe siècle, ce n'est qu'à la fin du haut Moyen Âge que remontent les premières traces d'habitation, celle d'un port de pêche. Il demeure que le nom de la ville, plutôt gallo-romain, pourrait prêter à celle-ci une fondation plus ancienne. Les rives de la Seine ont longtemps abrité des pêcheries éparses qui remplissaient au printemps leur filets d'aloses remontant le fleuve.
Bien que les documents historiques ne permettent pas de l'affirmer, les Normands remontant ou descendant la Seine auraient plusieurs fois ravagé la ville et le pays comme en 865, 876, 878, 885, 887…
Au début du IXe siècle, vers la fin de l'époque carolingienne, une motte castrale, attestée vers 825, est construite sur le mont Éclair afin de défendre l'accès à la Seine. Les actuelles rues de L'abbé Hua, du Cloître Notre-Dame et de la Sangle en conservent le contour. Les vestiges qui y ont été fouillés ne remontent qu'au Xe siècle. C’est autour de ce noyau que la ville, défendant la frontière avec le Vexin normand, se développera.
Jusqu'en 911, date de signature du traité de Saint-Clair-sur-Epte, Mantes appartient au comté de Madrie. En 912, elle est rattachée au doyenné du Pincerais.

### Entre France et Normandie
En 974, la comtesse de Meulan Ledgarde de Vermandois, veuve en premières noces de Guillaume Longue-Epée, jarl de Normandie, puis en secondes noces du comte de Blois Thibaud dit « le Tricheur », lègue Arnouville, Issou, Limay et Mantes-la-Ville à l'Église de Mantes-la-Jolie. À la mort de sa douairière, en 991, Mantes passe au beau frère de celle ci, Gautier, vicomte du Vexin. En cette fin du Haut Moyen Âge, vicomte, ou vicaire de comté, est une charge, devenant de fait héréditaire, par laquelle l'évêque, en l'occurrence celui de Rouen, confie l'administration d'un de ses territoires séculiers.
Sous le règne de Robert le Pieux, Gautier II dispose déjà à l'emplacement de la motte castrale d'un excellent dispositif de défense qualifié de château, et en particulier un édifice fortifié massif, la « tour de Ganne », témoin de la violence des incursions normandes. Henri Ier, fils de Robert, mène une lutte acharnée contre Guillaume le Conquérant. Mantes en est souvent le théâtre. C'est dans ce cadre qu'en 1077 Simon de Vexin, ultime héritier, se retire dans les ordres. Son domaine, dont Mantes, est « rendu » à son suzerain, Philippe Ier, roi des Francs.
Afin de faire cesser les incursions françaises en Vexin français, le duc-roi Guillaume le Conquérant exige que Philippe lui remette Pontoise, Chaumont-en-Vexin et Mantes. Sur le refus du roi des Francs, Guillaume lance ses troupes sur Mantes et la région. En juillet 1087, les troupes normandes commandées par Asselin Goet lancent une campagne de représailles dans le Vexin français. Arrivés à Mantes, ils détruisent les moissons et arrachent les vignes comme ils l'ont fait dans les autres contrées.
Le lendemain, comme les bourgeois sortent pour constater les dégâts, Guillaume arrive à l'improviste à la tête de ses gens d'armes. Ils se précipitent dans la ville. Après l'avoir mise à sac, ils brûlent impitoyablement le château, les églises, les maisons. Beaucoup de bourgeois périssent dans l'incendie. Guillaume en personne serait entré à cheval dans l'église. La tradition religieuse locale veut que ce soit la divine Providence qui fasse alors chuter la monture sur le souverain, blessant mortellement celui-ci. Plein de remords superstitieux, sentant sa mort approcher, Guillaume fait donner de grosses sommes d'argent pour obtenir la rémission de ses « brigandages » et pour relever les églises et couvents détruits par ses ordres. La tradition a ajouté que, le 9 septembre 1087, c'est dans la rue de la Chausseterre, près le parvis Notre-Dame, que Guillaume, souffrant d'obésité, trouve la mort pendant son triomphe. En réalité, celui-ci, vraisemblablement victime d'un problème cardiaque, est transporté à Rouen et c'est au prieuré Saint-Gervais, aménagé alors en résidence ducale, qu'il meurt en septembre 1087.
Quelles qu'aient été les dispositions testamentaires prises par ce prince, quelques années plus tard, entre 1095 et 1100, les habitants mobilisent effectivement des sommes considérables pour reconstruire la ville, hormis le château qui n'avait pas été pris par les Normands. C'est en raison de ces embellissements quasi miraculeux qu'elle aurait été alors surnommée la Jolie.
En 1092, Philippe, pour récompenser Odon, évêque de Bayeux, d'avoir béni son mariage avec Bertrade de Montfort, qu'il avait enlevée traîtreusement à Foulques comte d'Anjou, lui fait don de la principale église de la ville. Une dizaine d'années plus tard, le comté de Mantes est restauré au profit de  Philippe de France, fils aîné issu de ce mariage scandaleux, au moment où la reine prend le voile et le pape lève l'excommunication du roi. C'est une décision prise en accord avec le demi-frère de Philippe, le prétendant Louis, dont la prééminence a été actée en 1098.

### Mantes capétienne
Louis VI le Gros, fils de Philippe Ier, eut à combattre Guillaume le Roux, fils de Guillaume le Conquérant, mais également un grand nombre de barons français aux services des Anglais comme Robert de Meulan et Guy de la Roche. La cité et la citadelle, qui se trouve derrière l'église Notre-Dame, possession de Philippe de Mantes, frère du roi de France, sont assiégées par ce dernier qui tombent entre ses mains après plusieurs journées de siège « grâce à la vaillance et à la fidélité des bandes de paysans des domaines ecclésiastiques, organisées en milices et conduites, sous les bannières paroissiales par leurs propres curés. » En 1110, en remerciement de leur fidélité, Louis VI octroya aux bourgeois de Mantes une charte donnant à la ville le statut de commune. En 1188, elle servira de modèle à celle que Philippe-Auguste, depuis Mantes, accordera aux bourgeois de Pontoise, puis en 1221 à celle que le même roi concédera à la ville de Poissy.
Sous le règne de Louis VII, la ville s'embellit. La construction de la collégiale Notre-Dame, entamée vers 1150, s’acheva vers 1510.
Conscients de l’intérêt stratégique de Mantes, plusieurs rois capétiens résidèrent à Mantes, comme Louis VI et Philippe Auguste.
Le 17 août 1188, Philippe Auguste et les milices communales mantaises engagent une bataille à Soindres contre les troupes menée par Henri II Plantagenêt qui ravagent le Mantois et cherchent à prendre le château-fort de Mantes. Les pillards battus, le roi de France s'empare dans la foulée du Vexin normand et Mantes lui sert alors de quartier général. C'est en partant de Mantes qu'il sera vainqueur à Château-Gaillard et à Radepont.
Alors qu'il se trouve à Pacy, Philippe décide d'assister à un concile organisé à Paris. Usé par la maladie, il est obligé de s'arrêter à Mantes, où il meurt le 14 juillet 1223.
L'histoire de Mantes devient ensuite tranquille durant une centaine d'années. Thibaud de Champagne réside souvent à Mantes. Jusqu'en 1346, le commerce prend une grande importance, à tel point que la ville rivalise avec Rouen et Paris.
Après la mort de son époux le roi Philippe III le Hardi le 5 octobre 1285, Marie de Brabant se retire dans son douaire aux Mureaux, où elle meurt trente-six ans plus tard, en 1321. Elle passe ses derniers jours à Mantes.

### L'époque des rois de Navarre
En 1316, Mantes est donnée par le roi Philippe V à son oncle Louis de France, comte d'Evreux, dernier fils de Philippe III, avec Montchauvet, Bréval et d'autres lieux. À sa mort, la ville passe à son fils Philippe III, roi de Navarre et comte d'Evreux puis en 1343, à la mort de ce dernier, à son fils Charles II de Navarre dit Le Mauvais.
En raison de son emplacement stratégique sur la Seine et à la frontière de la Normandie, Mantes représenta un enjeu majeur de la guerre de Cent Ans et fut très convoitée par les Anglais et les rois de France. La ville changea de maîtres à de nombreuses reprises. En effet, le 11 août 1346, lors de la chevauchée d'Édouard III, Mantes est prise et pillée. Elle restera entre les mains anglaises, avant de revenir à son propriétaire, Charles le Mauvais.
Le 22 février 1354, les rois Jean II de France et Charles II de Navarre y signèrent le Traité de Mantes par lequel le roi de France reconnaissait au roi de Navarre la possession d'une grande partie du Cotentin et de terres normandes à l'ouest du comté d'Evreux.
Charles II résida de nombreuses fois à Mantes jusqu'en 1361. Le 22 juillet 1361, Charles, premier fils du roi Charles II et futur roi Charles III de Navarre, naquit au château de Mantes.
Le 7 avril 1364 la ville, alors possession de Charles le Mauvais, fut prise par les troupes du maréchal de France Boucicault et de Bertrand du Guesclin. Charles V fait alors exécuter un grand nombre de travaux aux fortifications. Au traité d'Avignon de 1365, Charles dut accepter d'échanger les villes de Mantes et Meulan contre Montpellier. Les conditions financières de cet échange provoquèrent de nombreux conflits entre le roi de Navarre et Charles V qui durèrent jusqu'en 1375.

### Guerre de Cent Ans
En 1416, lors des conflits entre les Bourguignons et les Armagnacs, Henri V d'Angleterre relance la guerre et fait tomber en son pouvoir Harfleur et toute la Normandie jusqu'à Rouen, les positions fortifiées du Mantois changent plusieurs fois de mains. Le 5 février 1419, assiégée, Mantes se rend par faute de vivres et reste sous domination anglaise jusqu'en 1449.
Sous le règne de Charles VII, les bourgeois de Mantes souffrent de plus en plus de vivre sous le joug anglais. Ils envoient alors clandestinement à Chinon une députation chargée de s'entendre afin de faire rentrer la ville dans le royaume de France. Jean de Lancastre, duc de Bedford, régent pour le roi d'Angleterre l'ayant appris, il fait pendre vingt-deux des notables de la ville.
En 1449, profitant de l'espoir de la présence des troupes françaises à proximité de la ville, la population se soulève contre l'occupant, s'empare de la tour Saint-Martin et de la porte aux Saints, force les troupes à capituler et, le 26 août 1449, ouvre les portes aux troupes françaises commandées par Jean de Dunois. À la fin de l’époque médiévale, les fortifications primitives ont été renforcées et doublées progressivement par une enceinte plus étendue.

### Renaissance
Après la guerre de Cent Ans, en 1453, Mantes retrouve une période de tranquillité et en profite pour s'embellir.
Le 1er mars 1535, la ville accueille Éléonore d'Autriche seconde femme de François Ier.
La construction au XVIe siècle de quelques ravelins (bastions fortifiés de forme triangulaire) rappelle que les guerres de Religion faisaient rage à cette époque.
À la mort d'Henri III et pendant les guerres de Religion, Mantes fut partisane de la Ligue catholique, mais fut prise par Henri IV, qui y installa durant trois années son quartier général, qui était un peu la capitale du royaume, en vue de la conquête de Paris, qui eut lieu le 22 mars 1594. Son ministre Sully disait joyeusement « Le roi s'en retourna à Mantes qui était alors son Paris ».
L'année précédente, en 1593, une conférence connue sous le nom de Dispute de Mantes, eut lieu entre le roi Henri IV et les députés calvinistes inquiets de sa conversion au catholicisme.
Le 27 février 1594, de retour de la cérémonie de son sacre qui eut lieu dans la cathédrale de Chartres, en passant par Mantes, il y tint le premier chapitre de l'ordre du Saint-Esprit où furent faits chevaliers Renaud de Beaune et Charles de Gontaut-Biron.
Après sa prise de pouvoir à Paris, il vint régulièrement à Mantes « jouer à la paume » et passer d'agréables moments avec Gabrielle d'Estrées. La ville s’étendait alors au cœur d’une région de prieurés, de champs et de vignes, propriétés des seigneurs locaux.

### XVIIesiècle

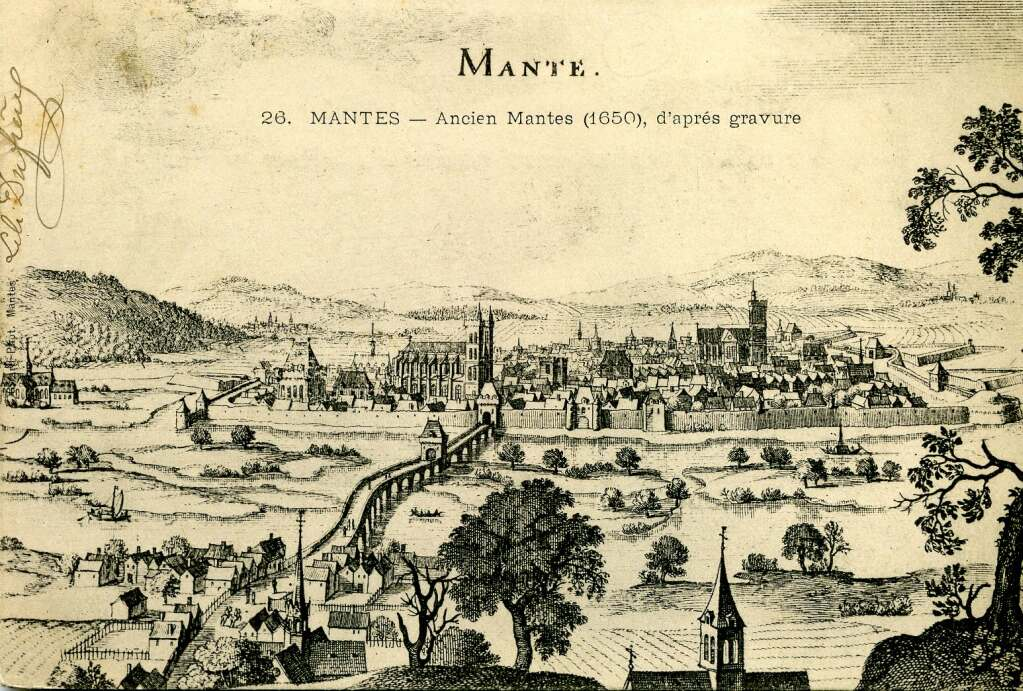
Vue de Mantes en 1650.

En 1610, le vieux pont fortifié, auquel étaient accolés moulins et pêcheries, reliait encore Limay à la grande « porte aux images » de la ville de Mantes. Plusieurs édifices remaniés ou disparus témoignent de l'importance de la ville à cette époque, comme la citadelle ou « porte de Rosny », la tour de l'Horloge, l'église Saint-Maclou et le couvent des Cordeliers.
En 1615, Marie de Médicis fait détruire la citadelle dont les pierres servent ensuite à la construction de l'église et du couvent des Capucins qu'elle fonde à Limay.
En 1617, lors d'un voyage à Rouen, Louis XIII s'arrête dans la ville.
Le 9 juillet 1640, Jean de Rotrou se marie dans la ville avec Marguerite Camus, fille d'un bourgeois mantois.
En 1641, une assemblée générale du clergé se déroule dans la ville.
En 1645, Anne d'Autriche, Louis-Dieudonné et Philippe duc d'Anjou, alors enfants, accompagnés du cardinal de Mazarin, passèrent quelques jours à Mantes. Le cardinal logea au château et les enfants furent accueillis dans une maison qui serait située actuellement au 1, rue Baudin
Durant la Fronde, le maire de Mantes ouvre les portes de la ville à l'armée des princes. Il sera destitué par la suite.

### Lent déclin auXVIIIesiècle

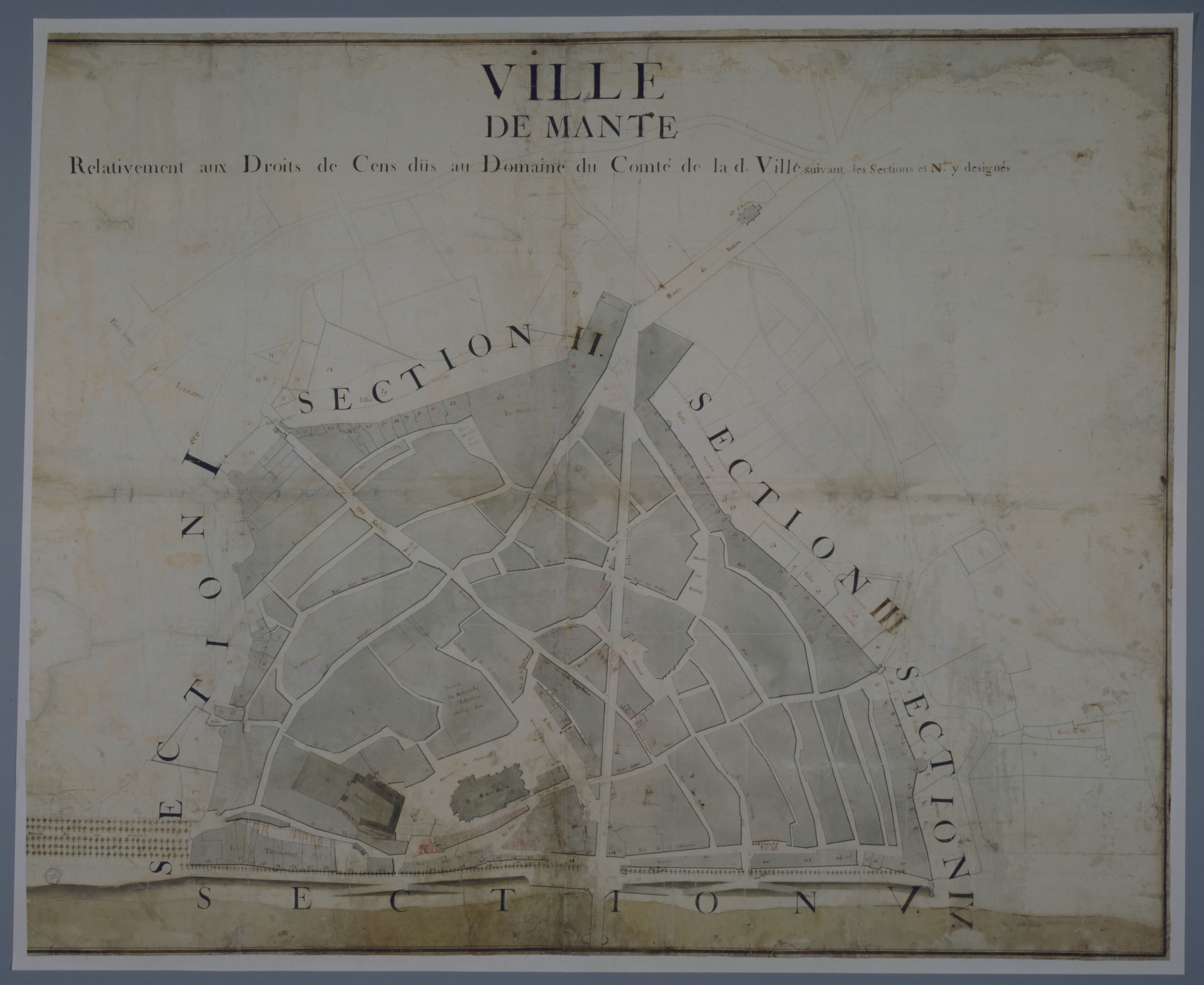
Plan de Mantes au XVIIIe siècle.

La ville de Mantes déclina au XVIIIe siècle, en raison d'un dépeuplement progressif dû à la proximité de Versailles, aux charges toujours plus lourdes représentées par le logement des troupes de passage, à la perte de la plupart des privilèges qui avaient été donnés à la ville par la charte de 1110, au désintérêt du roi pour une ville qui a perdu son importance stratégique et à la baisse des ventes du vin, première ressource de la ville. La plus grande partie des fortifications est démolie en 1739 sur ordre de Louis XV.
Les maisons médiévales des bords de Seine sont remplacées progressivement par de riches hôtels particuliers, dont on peut trouver quelques vestiges dans l’actuelle rue Baudin.
Les premières fondations du nouveau pont, conçu par Jean-Rodolphe Perronet, ingénieur des Ponts et Chaussées, pour améliorer la circulation vers Rouen font leur apparition en aval du vieux pont qui reste praticable pendant les travaux.
Le 26 juin 1786 Louis XVI s'y arrête lors d'un voyage à Cherbourg.
Durant la Révolution, il n'y eut pas de scènes sanglantes. Toutefois la haine religieuse et les exécutions des décrets de la Convention y furent appliquées. Mantes fut le siège d'un tribunal de première instance et d'une maison d'arrêt, dont on a conservé les livres d'écrou.

### Le développement à l'ère industrielle

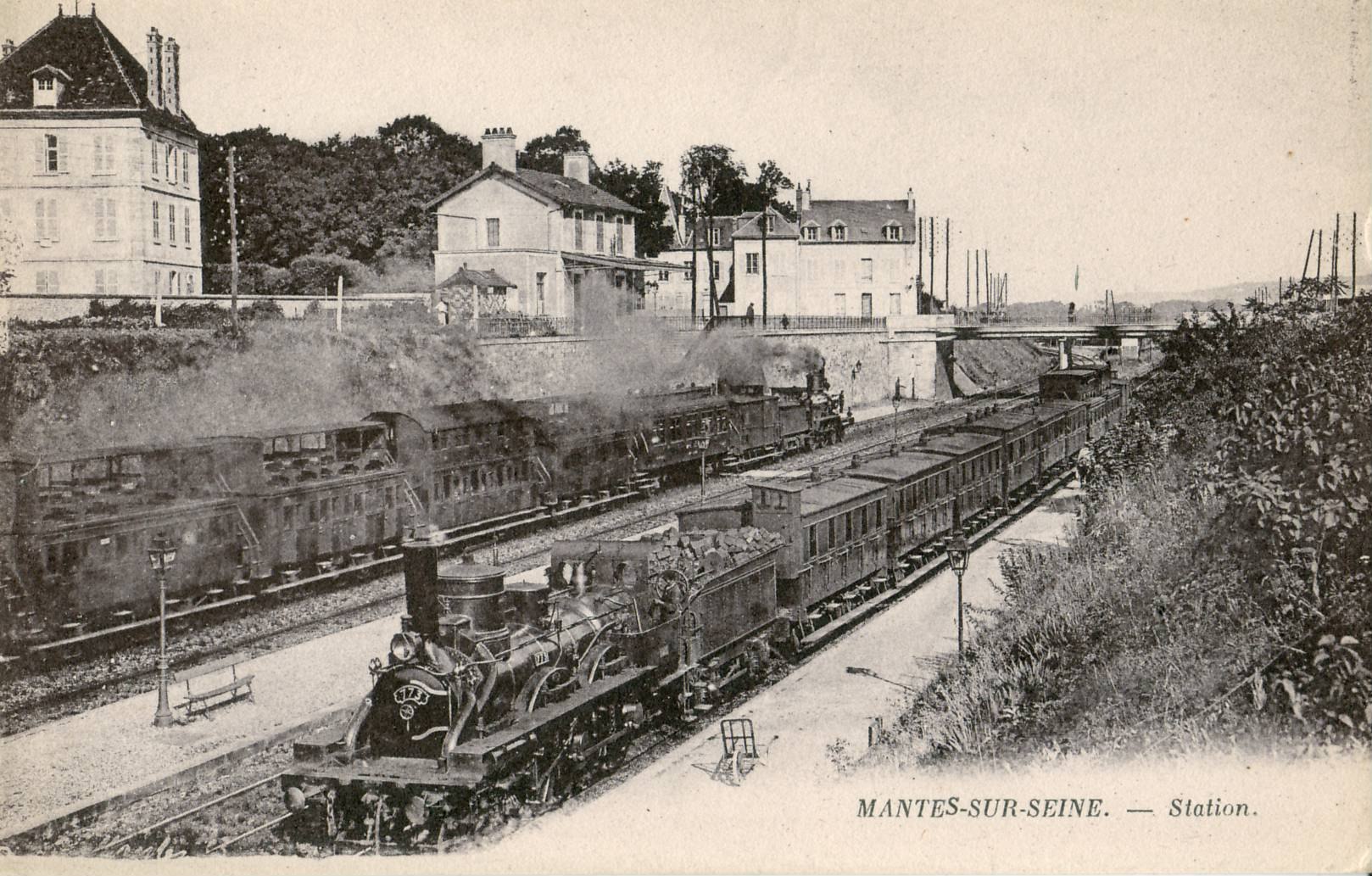
Gare de Mantes-sur-Seine.

À partir du XIXe siècle, la ville connut une expansion importante vers l'ouest, par l'annexion de territoires appartenant autrefois à Mantes-la-Ville. L’ouverture en 1843 de la ligne de chemin de fer entre Paris et Rouen et l’installation de nouvelles industries dans la région relance l’attractivité de Mantes. Des résidences cossues commencèrent à être bâties dans les nouveaux quartiers. La ville se développe alors largement au-delà des limites du centre historique et de ses anciennes fortifications.
Le 22 septembre 1870, lors de la guerre franco-prussienne de 1870, une quarantaine de francs-tireurs tendent une embuscade à l'entrée de Mézières-sur-Seine à un groupe de uhlans qui s'avancent en direction de Mantes-la-Jolie. Le soir, l'ennemi revient en force ; le général Adalbert von Bredow en personne, à la tête d'une colonne de cavalerie et d'artillerie appuyée par un détachement d'infanterie bavaroise, se dirige alors sur Mézières. Une reconnaissance du 13e dragons du Schleswig-Holstein tombe dans une embuscade à Aulnay-sur-Mauldre tendue par quatre francs-tireurs. Les Allemands arrivés à Mézières, le maire de la ville est roué de coups mais parvient toutefois à s'enfuir et le village est canonné, criblé d'obus puis l'arrière-garde, torche à la main, y met le feu. Une soixantaine de maisons seront détruites. En fin d'après-midi, la colonne arrive devant Mantes-la-Jolie. Après avoir canonné la ville, l'infanterie bavaroise du 2e régiment Prince Royal entre en ville, saccage les deux gares, Mantes-la-Jolie et Mantes-Station, tue et blesse des civils et emmène des otages. La population affolée s'enfuit jusque dans les bois de Rosny-sur-Seine. Après sa terrifiante apparition aux portes de Mantes, la colonne retourne dans ses cantonnements, traversant les ruines fumantes de Mézières-sur-Seine.
Le 26 septembre 1870, le ballon-poste États-Unis s'envole de l'usine à gaz de La Villette à Paris alors assiégé et termine sa course à Mantes-la-Jolie après avoir parcouru 58 kilomètres. Prokofiev y passa l'été 1920 pour orchestrer le ballet Chout.

### L'expansion démographique auXXesiècle
La croissance de la ville s’accélère en 1930 avec l’annexion de l’ancien village voisin de Gassicourt.
La Seconde Guerre mondiale laissera de nombreuses traces à Mantes. En août 1944, les combats de la Libération de la France s’accompagnent de plusieurs vagues de bombardements qui firent plus de 450 morts. Celui du 30 mai 1944, particulièrement violent, détruisit le pont ainsi qu’une grande partie du cœur historique de la ville et ses hôtels du XVIe siècle. La ville reçut pour cela, au titre de Gassicourt, la croix de guerre 1939-1945 avec étoile de vermeil.
L’après-guerre est marqué par la reconstruction des zones détruites dans le centre-ville.
À la suite de la mise en place d’une nouvelle politique d’urbanisation, une zone à urbaniser en priorité (ZUP) est créée à Mantes-la-Jolie au début dans les années 1960. C’est alors le début de la construction du quartier moderne du Val Fourré, sous la direction de l’architecte-urbaniste Raymond Lopez, en lieu et place de l’aérodrome.

### Les baillis et capitaines de Mantes
1427, Thomas Giffard, écuyer ; 1430, Jehan de Hanford, chevalier ; 1431, Jehan Hanneford, chevalier ; 1439-1440, Thomas Hoo, chevalier ; 1518, Guillaume II de Morainvillier.

## Politique et administration

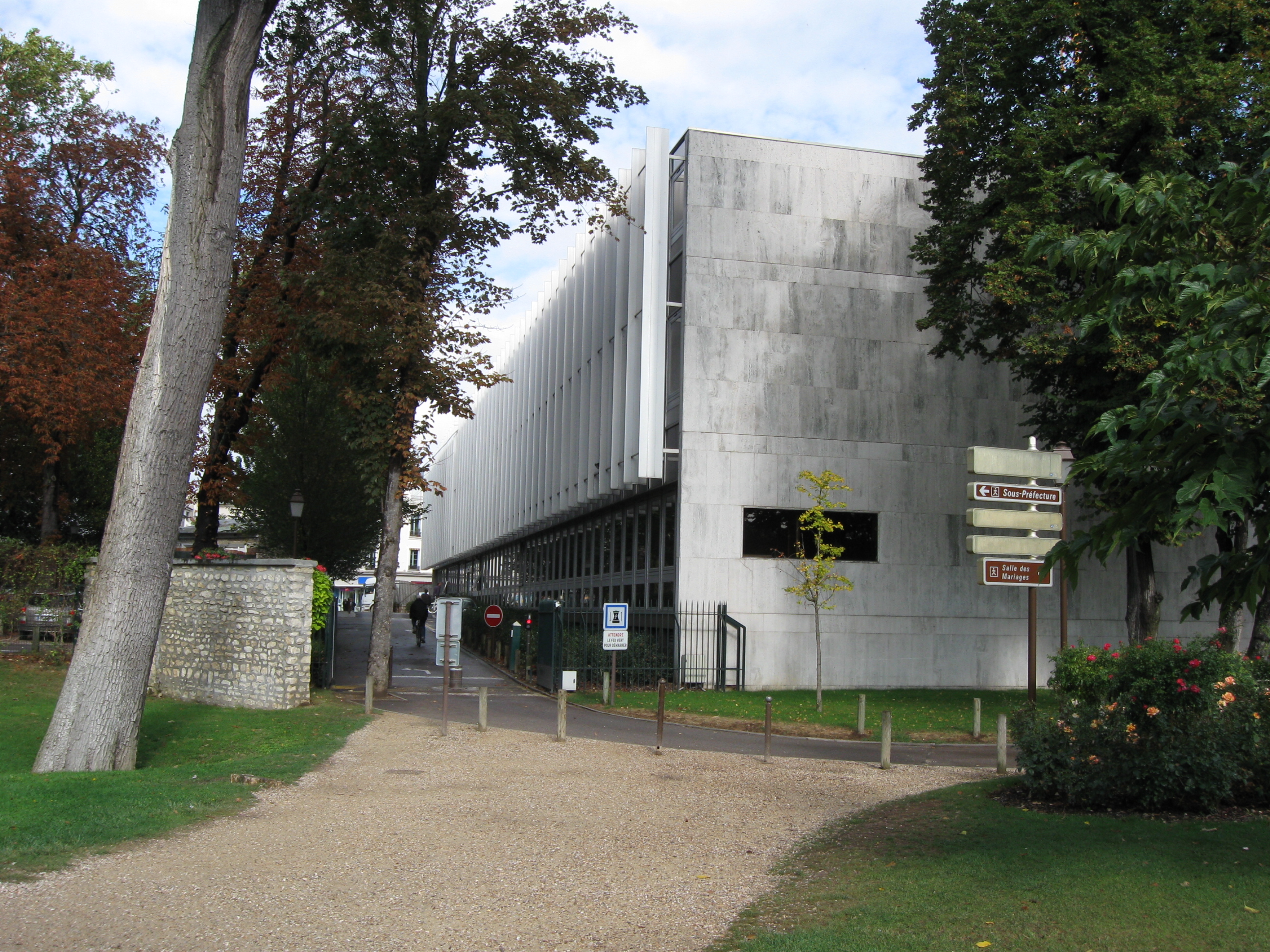
L'hôtel de ville.

### Rattachements administratifs et électoraux

#### Rattachements administratifs
Antérieurement à la loi du 10 juillet 1964, la commune faisait partie du département de Seine-et-Oise. La réorganisation de la région parisienne en 1964 fit que la commune appartient désormais au département des Yvelines, après un transfert administratif effectif au 1er janvier 1968.
Mantes a été chef-lieu d'arrondissement de l'ancien département de Seine-et-Oise de 1800 jusqu'à 1967, sauf entre 1926 et 1943. Lors de la mise en place du département des Yvelines en 1967, elle devient l'une de ses trois sous-préfectures (les autres arrondissements étant ceux de Saint-Germain-en-Laye et de Rambouillet).
Mantes-la-Jolie était depuis 1793 le chef-lieu du canton de Mantes-la-Jolie. Dans le cadre du redécoupage cantonal de 2014 en France, cette circonscription administrative territoriale a disparu, et le canton n'est plus qu'une circonscription électorale.
La commune est incluse depuis 2008 dans le périmètre de l'opération d'intérêt national Seine-Aval, concernant la vallée de la Seine dans le nord des Yvelines, et destinée à permettre le développement économique ainsi que la rénovation urbaine du secteur compris entre Conflans-Sainte-Honorine et Bonnières-sur-Seine, incluant notamment les pôle urbains des Mureaux et de Mantes-la-Jolie.

#### Rattachements électoraux
Pour les élections départementales, la commune est  depuis 2014 le bureau centralisateur d'un nouveau canton de Mantes-la-Jolie porté de une à cinq communes.
Pour l'élection des députés, elle fait partie de la huitième circonscription des Yvelines.

### Intercommunalité

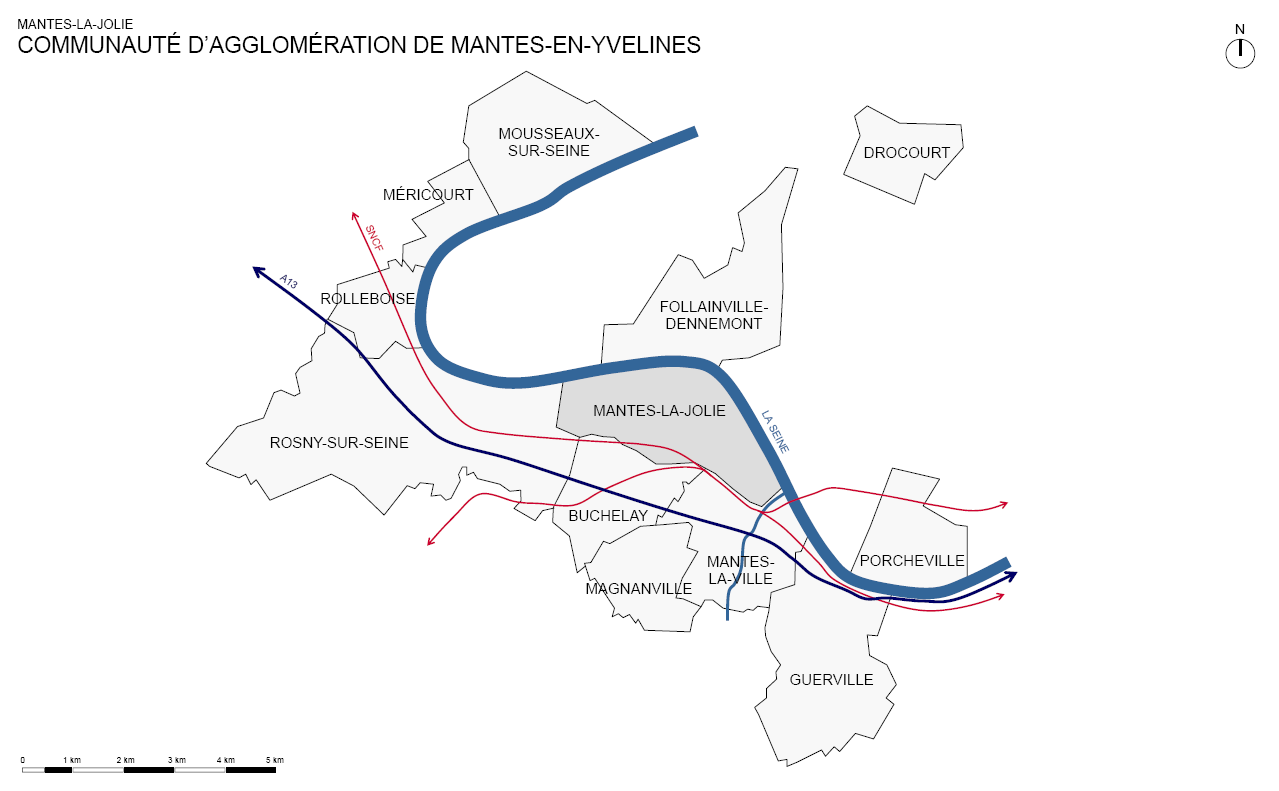
L'ancienne communauté d'agglomération de Mantes-en-Yvelines.

L'actuelle GPS&O, traversée par la Seine, et son siège situé à Aubergenville.

Mantes-la-Jolie était le siège de la communauté d'agglomération de Mantes-en-Yvelines (CAMY), une structure intercommunale qui regroupait trente-cinq communes et comptait plus de 112 000 habitants créée le 2 décembre 1999. Cette communauté d'agglomération succédait au district urbain de Mantes (DUM), créé en 1966. Le DUM avait lui-même remplacé le syndicat intercommunal d'assainissement de l'agglomération mantaise fondé en 1951.
La loi de modernisation de l'action publique territoriale et d'affirmation des métropoles (loi MAPAM) impose la création de grandes intercommunalités d'au moins 200 000 habitants en seconde couronne de Paris, afin d'équilibrer leurs relations avec la métropole du Grand Paris.
C'est ainsi qu'est créé, le 1er janvier 2016, la communauté urbaine Grand Paris Seine et Oise (GPS&O), regroupant 73 communes et plus de 400 000 habitants, et issue de la fusion de six communautés d'agglomérations et communautés de communes de la vallée de la Seine, dont la CAMY.
Le 4 octobre 2010, la ville de Mantes-la-Jolie rejoint le syndicat mixte d'études Paris Métropole.

### Élections municipales et communautaires

#### Tendances politiques et résultats

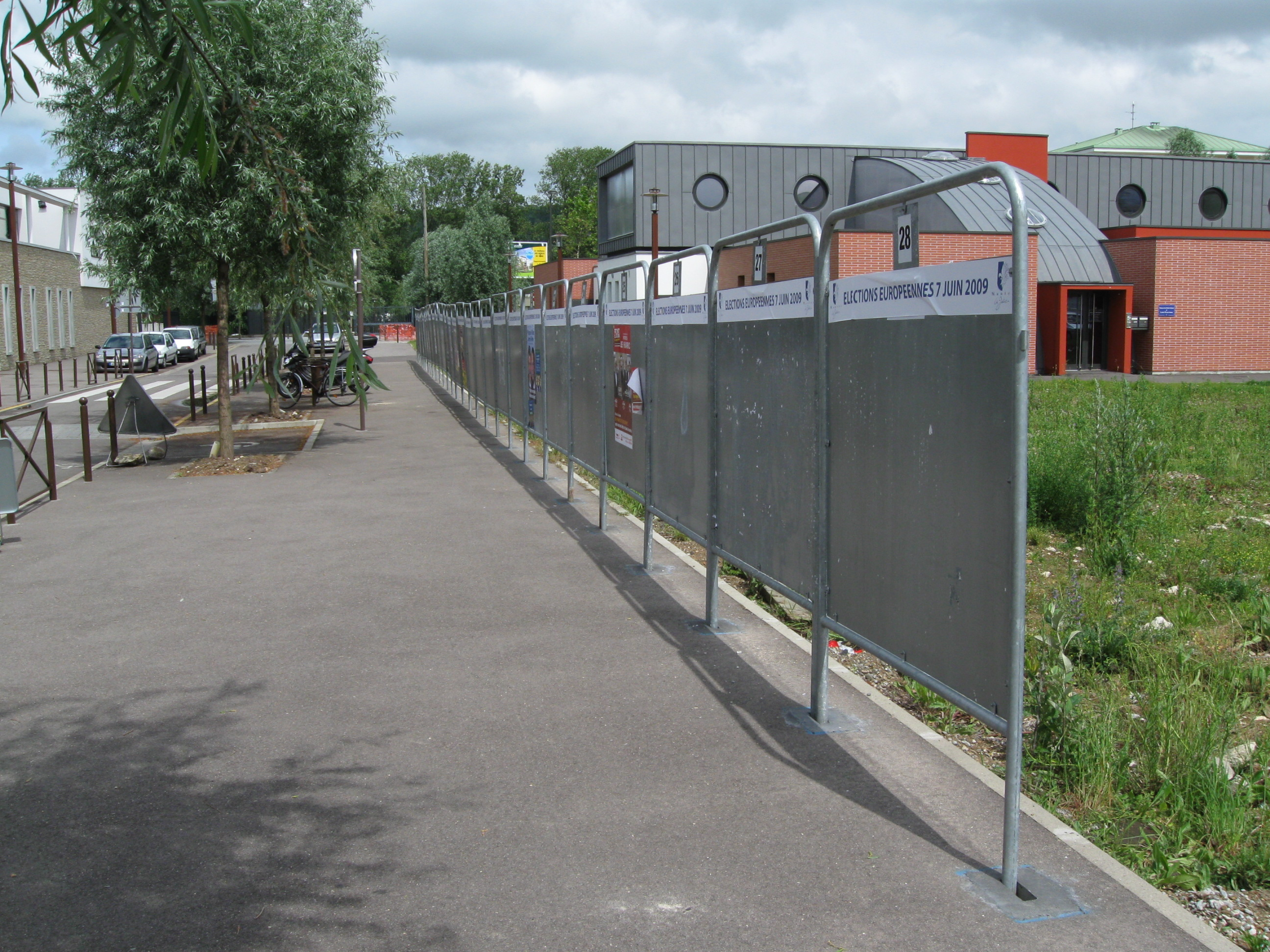
Affichage électoral lors des élections européennes de 2009.

Politiquement, Mantes-la-Jolie est orienté à droite depuis 1995. Après cinq mandats du maire centriste Jean-Paul David entre 1947 et 1977, puis trois mandats du maire socialiste Paul Picard entre 1977 et 1995, Pierre Bédier (UMP) a été élu maire en 1995, et réélu en 2001. Après son départ en 2002 pour exercer d’autres fonctions, l’ancien 1er maire-adjoint Michel Sevin exerce la fonction de maire jusqu’au retour de Pierre Bédier en 2004. Un an plus tard, c’est Michel Vialay, ancien maire-adjoint qui reprend la succession de Pierre Bédier.
Il est réélu lors des élections municipales françaises de 2008, où le taux de participation pour le premier et unique tour, fut faible avec seulement 52,51 % de votants. Sur les 19 729 inscrits sur les listes électorales, 10 360 Mantais se sont exprimés. Michel Vialay, à la tête d'une liste de la majorité présidentielle soutenue par une partie du MoDem et nommée Ensemble pour Mantes-la-Jolie, a été élu avec une majorité absolue de 51,78 %. Il fut suivi par la liste de gauche Pour réussir ensemble, rassemblant le PS, PRG et Décil avec à sa tête Guillaume Quévarec, qui a recueilli 37,26 % des suffrages. La liste communiste menée par Marc Jammet et nommée Pour changer vraiment se place troisième en ayant rassemblé 8,60 % des suffrages. La liste Lutte ouvrière, avec à sa tête Thierry Gonnot, a rassemblé 2,36 % des suffrages, ce qui ne lui permet pas d'avoir d'élus au conseil municipal.
Lors du second tour des élections municipales de 2014 dans les Yvelines, la liste UMP-UDI menée par Michel Vialay obtient la majorité obsolue des suffrages exprimés, avec 5 522 voix (59,40 %, 35 conseils municipaux élus dont 22 communautaires), devançant très largement les listes menées respectivement par : 

- Rama Sall (PS, 225 voix, 24,29 %, 5 conseillers municipaux élus dont 3 communautaires) ;

- Joël Mariojouls (DVG, 1 516 voix, 16,30 %, 3 conseillers municipaux élus).

Lors de ce scrutin, 54,20 % des électeurs se sont abstenus. 	
Lors du premier tour des élections municipales de 2020 dans les Yvelines, la liste LR-SL du maire sortant Raphaël Cognet — qui a succédé en 2017 à Michel Vialay après son élection comme député — obtient la majorité absolue des suffrages exprimés avec 4 095 voix (72,19 %, 38 conseillers municipaux élus dont 12 communautaires), devançant très largement celles menées respectivement par : 

-  Marc Jammet (PCF - POID, 1 267, 22,33 %, 4 conseillers municipaux élus dont 1 communautaire) ;
 
-  Thierry Gonnot (LO, 310 voix, 5,46 %, 1 conseiller municipal élu).

Lors de ce scrutin marqué par la pandémie de Covid-19 en France, 72,56 % des électeurs se sont abstenus.
Après un long conflit entre Pierre Bédier, ancien maire devenu président du conseil départemental des Yvelines et son successeur Raphaël Cognet, celui-ci démissionne en janvier 2022 de son mandat de maire et de président de la communauté urbaine Grand Paris Seine et Oise. De nouvelles élections municipales sont donc organisées en mai 2022, et, d'ici l'élection du nouveau maire, son intérim est assuré conformément aux dispositions du code général des collectivités territoriales par le premier adjoint, Sidi El Haimer, fidèle de Pierre Bédier,. 
Les élections qui ont eu lieu le 15 mai 2022 voient le succès des le premier tour de la liste menée par le maire démissionnaire Raphaël Cognet avec 51,15 % des suffrages exprimés. La liste LR menée par  Jean-Luc Santini — où était candidat Pierre Bédier — obtient 30,74 % des suffrages exprimés (dont 78,07 % et 57,08 % dans les deux bureaux de vote du quartier du Val Fourré), et celle de Guillaume Quévarec (EELV-PS) a obtenu 10,74 %.
Lors de ce scrutin, 57,51 % des électeurs se sont abstenus, soit 27 points de moins qu’en 2020.
Compte tenu de la population de la commune, le conseil municipal de Mantes-la-Jolie est composé de quarante-trois membres, y compris le maire et les maires-adjoints.

#### Liste des maires

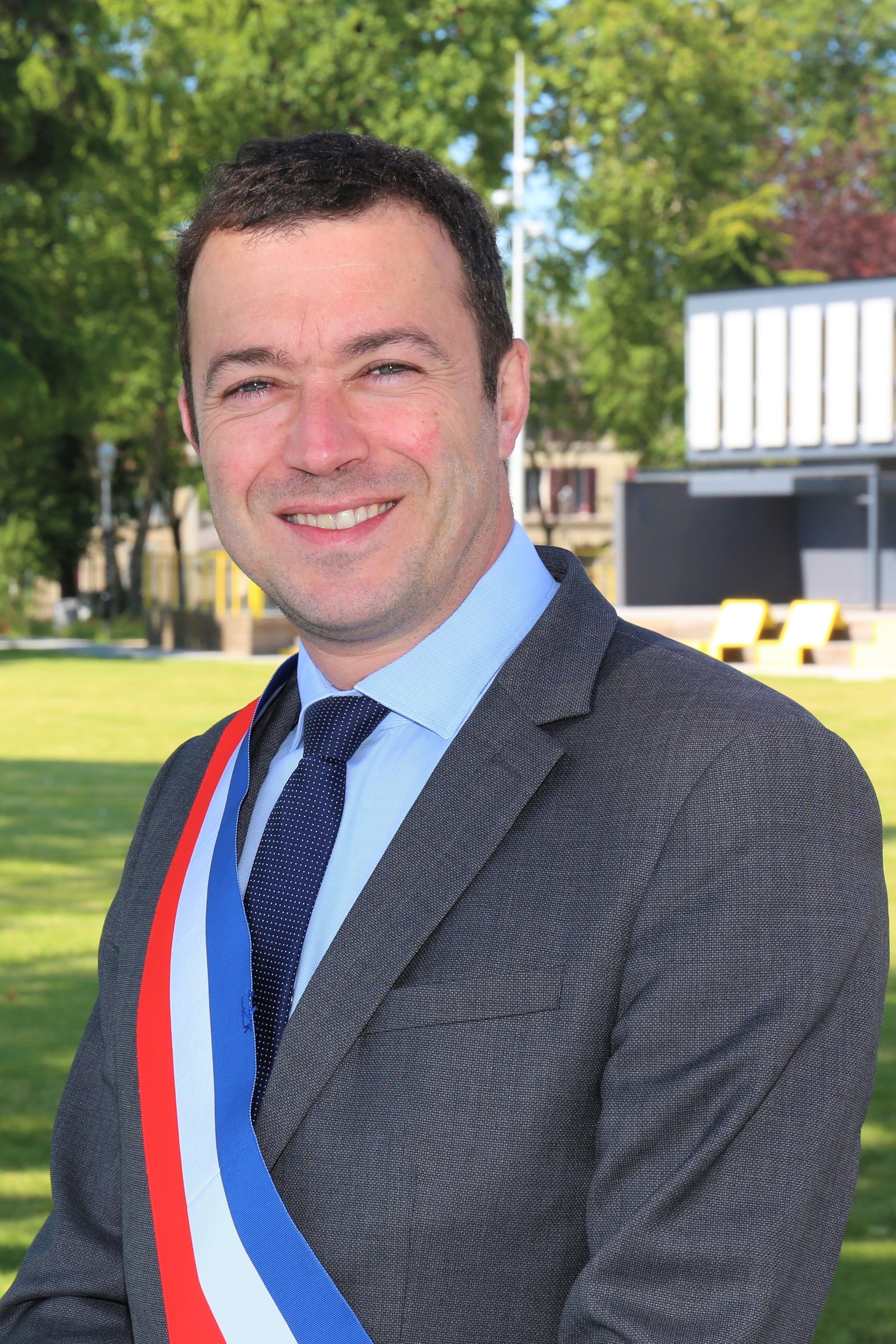
Raphaël Cognet, maire de Mantes-la-Jolie.

Cette liste recense les maires de la ville ayant exercé leur mandat depuis la Libération de la France :
| Période        | Période                       | Identité         | Étiquette        | Qualité |
| -------------- | ----------------------------- | ---------------- | ---------------- | --- |
| 1944           | 1945                          | Auguste Goust,   | Rad. Soc.        | Maire de 1908 à 1941, cheminot Député de Seine-et-Oise (1914 → 1919 et 1923 → 1928) |
| 1945           | 1947                          | Claude Gilliet   | PCF              | |
| 1947           | 1977                          | Jean-Paul David, | PLE              | Député de Seine-et-Oise (1947 → 1962) |
| 1977           | 1995                          | Paul Picard      | PS               | Conseiller général de Mantes-la-Jolie (1982 → 1994) |
| 1995           | 2002                          | Pierre Bédier    | RPR puis UMP     | Secrétaire d’État (2002 → 2004) Député des Yvelines (8e circ. (1995 → 1997) Conseiller général puis départemental de Mantes-la-Jolie (1994 → 1995, 2004 → 2009, 2013 → ) Démissionnaire à la suite de sa nomination au gouvernement                                  |
| 2002           | 2004                          | Michel Sevin,    | UMP              | Démissionnaire à la suite du départ du gouvernement de P. Bédier. |
| 2004           | 2005                          | Pierre Bédier    | UMP              | Secrétaire d’État (2002 → 2004) Député des Yvelines (8e circ.) (2004 → 2005) Conseiller général puis départemental de Mantes-la-Jolie (1994 → 1995, 2004 → 2009, 2013 → ) Démissionnaire à la suite de son élection comme président du conseil général des Yvelines. |
| 2005           | décembre 2017                 | Michel Vialay    | UMP → LR         | Conseiller général de Mantes-la-Jolie (2009 → 2013) Vice-président de la CAMY (2014 → 2016) Député des Yvelines (2017 →) Démissionnaire à la suite de son élection comme député                                                                                      |
| décembre 2017, | En cours (au 16 octobre 2022) | Raphaël Cognet,  | LR puis Horizons | Ancien assistant parlementaire de Pierre Bédier Président (2020 → 2022 puis vice-président (2022 → ) de la CU Grand Paris Seine et Oise Réélu en mai après sa démission de janvier 2022,                                                                             |

### Autres élections
Lors du référendum sur le traité constitutionnel pour l’Europe du 29 mai 2005, les mantais ont majoritairement voté contre le texte, avec 56,46 % de Non et 43,54 % de Oui, avec un taux d’abstention de 40,95 %. Ce résultat est proche de la moyenne nationale qui fut de 54,67 % de Non et 45,33 % de Oui.
Lors du premier tour de l’élection présidentielle française de 2007, les Mantais ont placé en tête Ségolène Royal avec 38,74 % des suffrages, suivie de Nicolas Sarkozy avec 25,83 %, puis de François Bayrou avec 16,71 % et enfin de Jean-Marie Le Pen avec 7,78 %, aucun autre candidat ne dépassant le seuil des 5 %. Au second tour, les électeurs mantais ont voté à 59,58 % pour Ségolène Royal contre 40,42 % pour Nicolas Sarkozy. Pour cette élection présidentielle, le taux de participation a été assez élevé puisque 83,88 % des inscrits se sont exprimés. Ces résultats montrent qu’au niveau national, la ville de Mantes-la-Jolie semble plutôt ancrée à gauche.
Il faut noter que les électeurs de Mantes-la-Jolie ne votent pas de manière uniforme sur tout le territoire. Une analyse[Laquelle ?] des résultats des élections passées montre que le centre-ville a tendance à être favorable aux partis de droite. Au Val Fourré, plus populaire, les résultats de la gauche sont bien meilleurs que dans les deux autres quartiers, notamment aux élections nationales. Le cas du quartier résidentiel de Gassicourt est variable en fonction des scrutins.
Pour illustrer ce propos, on peut évoquer le second tour de l’élection présidentielle de 2007, où Ségolène Royal (PS) a obtenu 82,06 % des suffrages au Val Fourré, 51,68 % à Gassicourt et 39,97 % au centre-ville. Cette tendance se retrouve dans les résultats de l’élection municipale de 2008, où la liste de Michel Vialay (UMP) a rassemblé 38,75 % des suffrages au Val Fourré, 53,13 % à Gassicourt et 64,71 % au centre-ville.
Lors de l'élection présidentielle de 2022, les électeurs de la commune se sont exprimés à 75,90 % pour Emmanuel Macron et à 24,10 % pour Marine Le Pen, puis aux élections européennes du 9 juin 2024 à 43,09 % pour la liste « La France insoumise - Union populaire ».

### Institutions de démocratie participative
La ville de Mantes-la-Jolie a mis en place huit « comités consultatifs de quartier » (CCQ), correspondant à huit secteurs géographiques du territoire. Chaque comité se réunit une fois par an en séance publique et une fois tous les deux mois en séance privée. Le maire de Mantes-la-Jolie préside les comités qui sont composés d'un président délégué ayant une bonne connaissance du secteur, de quatre élus désignés par le maire et de douze représentants bénévoles des habitants désignés à la suite d'un appel à candidature. Ces réunions permettent des échanges directs entre les élus et la population : la ville peut informer et consulter les habitants de manière ciblée et les administrés peuvent interpeller les élus et leur soumettre leurs remarques et leurs demandes.
Les huit « comités consultatifs de quartier » de Mantes-la-Jolie sont : Butte-Verte, Centre-ville, Fragonnard, Garennes, Gassicourt, Martraits, Pierre Sémard et Sully.

### Politique de développement durable
La ville s’est engagée dans une politique de développement durable en lançant une démarche d'Agenda 21 en 2008.
Le 3 juillet 2020, l'Agence Régionale de la Biodiversité en Île-de-France (ARB îdF) a reconnue la commune de Mantes-la-Jolie comme « Territoire engagé pour la nature » en Île-de-France,.

### Relations internationales
Jumelages
Au 1er janvier 2018, Mantes-la-Jolie est jumelée avec :
- Hillingdon (Angleterre) depuis 1958[118] ;
- Schleswig (ville) (Allemagne) depuis 1990[119] ;
- Maïa (Portugal) depuis 2000[120].

Chaque année, une rencontre sur le thème du développement durable est organisée à tour de rôle par l’une des villes jumelles. La municipalité favorise la mise en relation des associations, notamment sportives et culturelles, des villes jumelées.
Coopération décentralisée
La ville réalise des projets de coopération décentralisée avec plusieurs collectivités d'où sont originaires de nombreux mantais :
- Rabat (Maroc) depuis 1999[121]
- Matam (Sénégal) depuis 2007[122]

Le but de ces opérations est d’accompagner le développement de ces pays en mobilisant leurs ressortissants afin de conjuguer le développement du pays d’origine et celui du territoire. Mantes-la-Jolie est associée à Rabat, la capitale marocaine, pour des projets concernant l'artisanat et le développement social, économique et culturel et à la ville de Matam, au Sénégal, pour un projet d'appui à la petite enfance.
Dans le cadre d'un vaste programme de construction de centres culturels marocains à travers le monde, la ville a été choisie par le Maroc pour accueillir l'un d'entre eux. En 2009, Michel Vialay, maire de Mantes-la-Jolie, a signé avec Mohammed Ameur, ministre chargé de la Communauté marocaine résidant à l'étranger, une convention prévoyant la cession par la ville d'un terrain pour un euro symbolique au ministère qui financera la construction du centre culturel. En 2012, le projet est abandonné après le désengagement du Maroc.
Consulat du Maroc
En juin 2012, les autorités marocaines signent un décret autorisant l'ouverture d'un consulat à Mantes-la-Jolie. Cette nouvelle antenne consulaire devrait permettre de soulager le consulat du Maroc de Pontoise et permettre aux ressortissants marocains de Normandie un accès plus rapide pour effectuer leurs démarches administratives.

### Visites de personnalités politiques
Mantes-la-Jolie, avec son image de ville de la grande banlieue parisienne, fait souvent l'objet de visites par des personnalités politiques d'envergure nationale, notamment dans le cadre des campagnes électorales. Le quartier du Val Fourré est devenu un lieu de passage récurrent des candidats à l'élection présidentielle. De nombreux ministres sont également venus et se servent de la médiatisation de leurs visites pour y faire des annonces concernant les actions du gouvernement.
- 30 mai 1997 : Jean-Marie Le Pen, président du Front national, est en visite à Mantes-la-Jolie où il vient soutenir sa fille aînée, Marie-Caroline, candidate aux élections législatives dans la huitième circonscription des Yvelines. Au cours de cette visite, le leader d'extrême droite interpelle violemment Annette Peulvast-Bergeal, la candidate socialiste à la députation, qui s'effondre en pleurs. Quelques minutes plus tard, il assène un coup de pied dans les testicules à Claude Brunet, maire communiste d'Issou. Enfin, il prend à partie Pierre-Alexandre Lasri, un lycéen de 19 ans qui lui tournait autour, en s'exclamant : « J'vais te faire courir moi tu vas voir le rouquin là bas. Hein ! Pédé ! »[126].
- 15 janvier 1998 : Jacques Chirac, président de la République, et Bernard Kouchner, ministre de la Santé, inaugure le nouveau centre hospitalier François-Quesnay[127],[128].
- 4 mars 2002 : Jacques Chirac, président de la République et candidat à l'élection présidentielle, effectue une visite de campagne à Mantes-la-Jolie au cours de laquelle il se rend à la gare SNCF, au Val Fourré, à la mairie et dans un centre culturel[129].
- 27 mars 2002 : Corinne Lepage, présidente de Cap 21 et candidate à l'élection présidentielle, effectue une visite de campagne au Val Fourré à l'invitation d'une association féministe[130].
- 14 mai 2002 : Luc Ferry, ministre de l'Éducation nationale, effectue sa première visite à Mantes-la-Jolie dans une école primaire et au lycée Saint-Exupéry, où il a effectué une partie sa scolarité[131].
- 20 novembre 2002 : Renaud Dutreil, ministre des PME, du Commerce et de l'Artisanat, effectue une visite à Mantes-la-Jolie sur le thème de l'entrepreneuriat chez les jeunes[132].
- 9 février 2007 : François Bayrou, président de l'UDF et candidat à l'élection présidentielle, est en visite au Val Fourré où il participe à un dîner avec une centaine de femmes du quartier[133].
- 23-25 mars 2007 : José Bové, candidat à l'élection présidentielle, passe un week-end dans le Mantois. Il visite notamment le Val Fourré et son marché et participe à diverses manifestations[134].
- 4 février 2008 : Roselyne Bachelot, ministre de la Santé et des Sports, pose la première pierre du futur pôle aquatique de Mantes-en-Yvelines dans le quartier du Val Fourré[135].
- 25 avril 2008 : Valérie Pécresse, ministre de l'Enseignement supérieur et de la Recherche, est en visite à Mantes-la-Jolie où lui est présenté le projet urbain « Mantes-Université »[136].
- 8 juillet 2008 : Xavier Darcos, ministre de l'Éducation nationale, se rend à l'école Marie-Curie de Mantes-la-Jolie pour rencontrer des enseignants et des élèves qui suivent des stages de remise à niveau pendant les vacances[137].
- 10 juillet 2008 : Laurent Wauquiez, secrétaire d'État chargé de l'Emploi, et Fadela Amara, secrétaire d'État chargée de la Politique de la ville, sont à Mantes-la-Jolie pour la signature des premiers contrats d’autonomie avec 18 jeunes âgés de 16 à 25 ans[138].
- 14 mars 2009 : Rachida Dati, ancienne ministre de la Justice et candidate aux élections européennes, effectue une visite de campagne au Val Fourré[139].
- 2 avril 2009 : Brice Hortefeux, ministre du Travail, Patrick Devedjian, ministre chargé de la mise en œuvre du plan de relance et Valérie Létard, secrétaire d'État chargée de la Solidarité, annonce à Mantes-la-Jolie un volet du plan de relance de l'économie qui concerne les établissements d’accueil des personnes âgées et handicapées et posent la première pierre de l'EHPAD Léopold Bellan[140].
- 24 juillet 2009 : François Fillon, Premier ministre, et Roselyne Bachelot, ministre de la Santé et des Sports, participent à une table ronde sur la grippe H1N1 à la sous-préfecture de Mantes-la-Jolie[141].
- 26 septembre 2009 : Rachida Dati, députée européenne, revient à Mantes-la-Jolie, six mois après sa dernière visite, et se rend à une exposition sur l'histoire urbaine de la ville ainsi qu'au Val Fourré[142].
- 3 octobre 2009 : Rama Yade, secrétaire d'État chargée des Sports, inaugure des mini-terrains de football couverts dans le quartier du Val Fourré[143].
- 21 février 2010 : Valérie Pécresse, ministre de l'Enseignement supérieur et de la Recherche et candidate aux élections régionales, est en visite de campagne au Val Fourré et participe à une émission de radio locale où elle est interviewée par des enfants du quartier[144].
- 27 février 2010 : Jean-Paul Huchon, président du conseil régional d'Île-de-France et candidat aux élections régionales, se rend sur le marché du centre-ville de Mantes-la-Jolie auprès des élus socialistes du Mantois. Une semaine après sa principale concurrente, il participe à la même émission de radio où il est interrogé par des enfants[145].
- 15 avril 2010 : Benoist Apparu, secrétaire d'État chargé du Logement et de l'Urbanisme, vient à Mantes-la-Jolie pour constater les effets de la rénovation urbaine du Val Fourré[146].
- 1er juin 2010 : Dominique de Villepin, ancien Premier ministre, visite le quartier du Val Fourré, quelques jours avant la création de son parti politique[147].
- 6 mai 2011 : Claude Guéant, ministre de l'Intérieur, de l'Outre-mer, des Collectivités territoriales et de l'Immigration, vient à la rencontre des patrouilleurs, nouvelle génération de policiers de proximité dont Mantes-la-Jolie est l'une des quatre villes françaises testant le dispositif[148].
- 10 juillet 2011 : Ségolène Royal, présidente de la région Poitou-Charentes et candidate à la primaire socialiste en vue de l'élection présidentielle de 2012, se rend sur le marché du Val Fourré et rencontre des membres du personnel du centre hospitalier François Quesnay[149].
- 5 novembre 2011 : Nathalie Arthaud, candidate de Lutte ouvrière à l'élection présidentielle de 2012, tient un meeting à Mantes-la-Jolie[150].
- 20 décembre 2011 : François Hollande, candidat socialiste à l'élection présidentielle de 2012, se rend sur la dalle commerciale du Val Fourré pour aborder le thème dès l'inscription des jeunes sur les listes électorales[151].
- 23 janvier 2012 : Claude Guéant, ministre de l'Intérieur, de l'Outre-mer, des Collectivités territoriales et de l'Immigration et Jeannette Bougrab, secrétaire d'État à la Jeunesse et à la Vie associative, viennent participer au Val Fourré à une table ronde sur le thème « jeunes, entreprises et quartiers »[réf. nécessaire].
- 9 février 2012 : Marc Laffineur, secrétaire d'État auprès du ministre de la Défense et des Anciens combattants, inaugure la nouvelle maison de la mémoire implantée dans le Pavillon Duhamel[réf. nécessaire].
- 2 mars 2012 : François Bayrou, président du Modem et candidat à l'élection présidentielle de 2012, se rend sur le marché du Val Fourré[152].
- 29 août 2012 : Dominique Bertinotti, ministre déléguée chargée de la Famille, rend visite aux salariés de la Caisse d'allocations familiales de Mantes-la-Jolie après qu'un homme se soit immolé par le feu dans les locaux quelques semaines auparavant[153].
- 10 octobre 2012 : Jean-François Copé, secrétaire général de l'UMP et candidat à la présidence du parti, tient un meeting de campagne à Mantes-la-Jolie[154].

## Équipements et services publics

### Enseignement
Les établissements de Mantes-la-Jolie relèvent de l'Académie de Versailles et font partie de la zone C pour les vacances scolaires. L'enseignement primaire (de la maternelle à l'élémentaire) relève des compétences de la commune, les collèges du département et les lycées de la région. La ville de Mantes-la-Jolie comprend dix-huit écoles maternelles, treize écoles élémentaires, trois écoles primaires, sept collèges, trois lycées et plusieurs établissements d’enseignement supérieur.
Mantes-la-Jolie compte cinq réseaux « éducation prioritaire + » (REP+) sur son territoire qui regroupent des écoles maternelles, des écoles élémentaires, des écoles primaires et des collèges dans le but d'améliorer l'égalité des chances : REP+ Cézanne, REP+ Chénier, REP+ Clemenceau, REP+ Pasteur et REP+ Gassicourt.

#### Primaire
- Écoles maternelles : les Anémones, les Bleuets, les Campanules, les Capucines, les Clématites, les Gentianes, les Glycines, les Jonquilles, les Lavandes, les Mimosas, les Myosotis, les Pensées, les Pervenches, les Primevères, les Roses, les Tulipes, Albert-Uderzo, les Violettes, Notre-Dame (établissement privé).
- Écoles élémentaires : Hélène-Boucher, Ferdinand-Buisson, Gabrielle-Colette, Pierre-de-Coubertin, Jacques-Cousteau, Louis-Lachenal, Jean-Mermoz, Claude-Monet, Jean-Jacques-Rousseau, Madame-de-Sévigné, Albert-Uderzo, Jules-Verne, Louise-de-Vilmorin, Notre-Dame (établissement privé), Eva-de-Vitray (établissement privé), La Boussole (établissement privé).
- Écoles primaires : Louis-et-Auguste-Lumière, Henri-Matisse, Marie-Curie.

À la rentrée scolaire 2017-2018, la moyenne des élèves par classe dans les écoles mantaises est de 23,12 en maternelle et de 22,73 en élémentaire.

#### Secondaire
- Collèges : Nouveau Collège , Georges-Clemenceau, Jules-Ferry, Gassicourt, Notre-Dame (établissement privé), Louis-Pasteur.
- Lycées : Saint-Exupéry, Notre-Dame (établissement privé), Jean-Rostand.

Mitoyens, les lycées Saint-Exupéry et Jean-Rostand étaient auparavant réunis. Un projet de fusion en un seul établissement est apparu en 2008 avant d'être abandonné en 2009. Actuellement[Quand ?], seul le lycée Jean-Rostand est classé en zone d'éducation prioritaire (ZEP).

#### Supérieur
- Brevets de technicien supérieur (BTS), aux lycées Saint-Exupéry et Jean-Rostand
- Classes préparatoires aux grandes écoles (CPGE), au lycée Saint-Exupéry
- Centre de formation d'apprentis (CFA), au lycée Jean-Rostand
- Institut universitaire de technologie (IUT) de Mantes-en-Yvelines, rattaché à l’université de Versailles-Saint-Quentin-en-Yvelines
- Institut de formation en soins infirmiers (IFSI)
- Centre d’information et de recrutement de l’Armée de terre (CIRAT)

L'IUT de Mantes-en-Yvelines, situé dans le quartier de Gassicourt, va être transféré à Mantes-la-Ville au sein de la ZAC « Mantes-Université », futur pôle universitaire de l'agglomération, où l'on trouvera également une école d’ingénieurs et une plate-forme de recherche en mécatronique et sur les éco-industries.

### Équipements sportifs

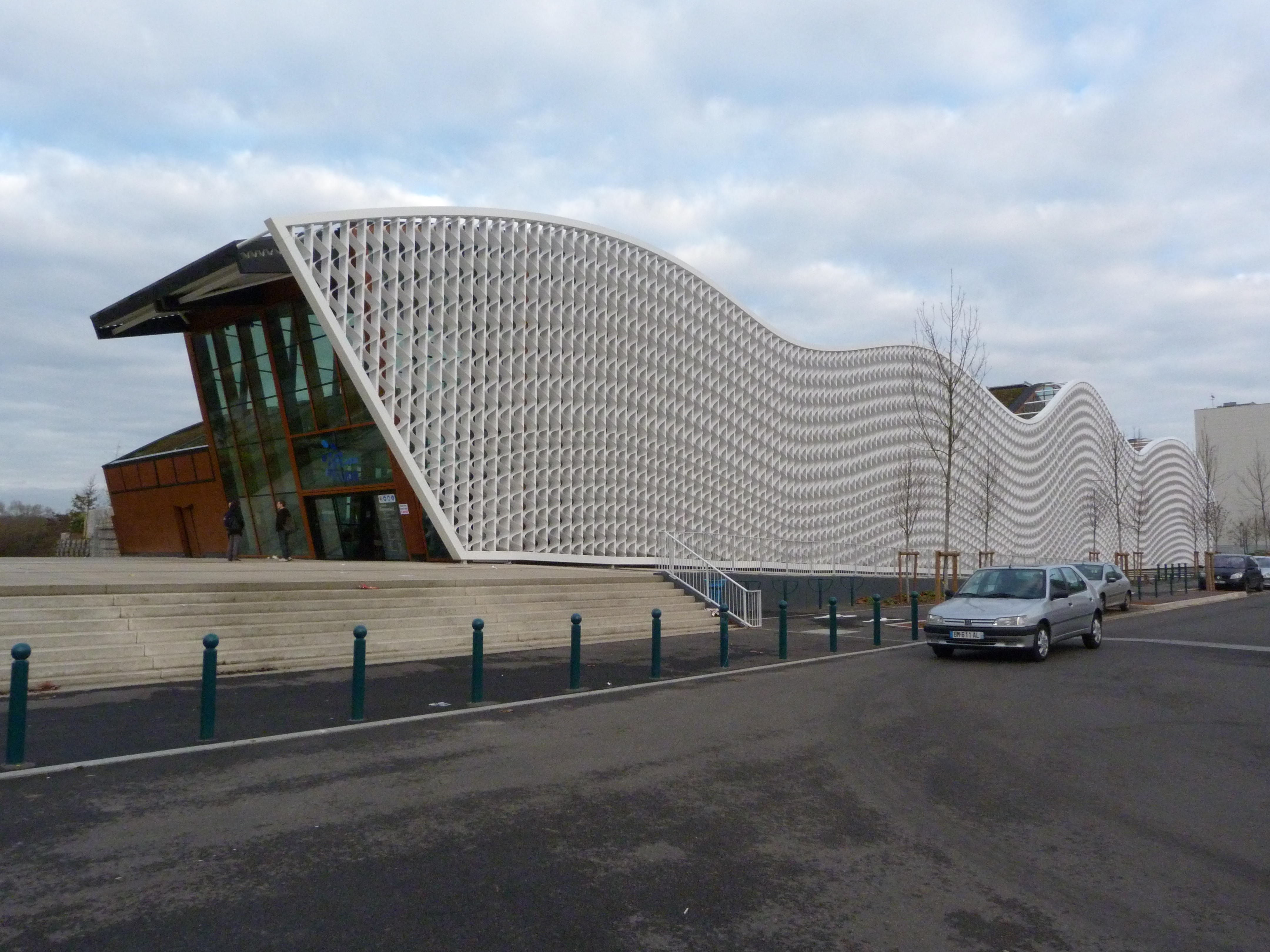
Aqualude.

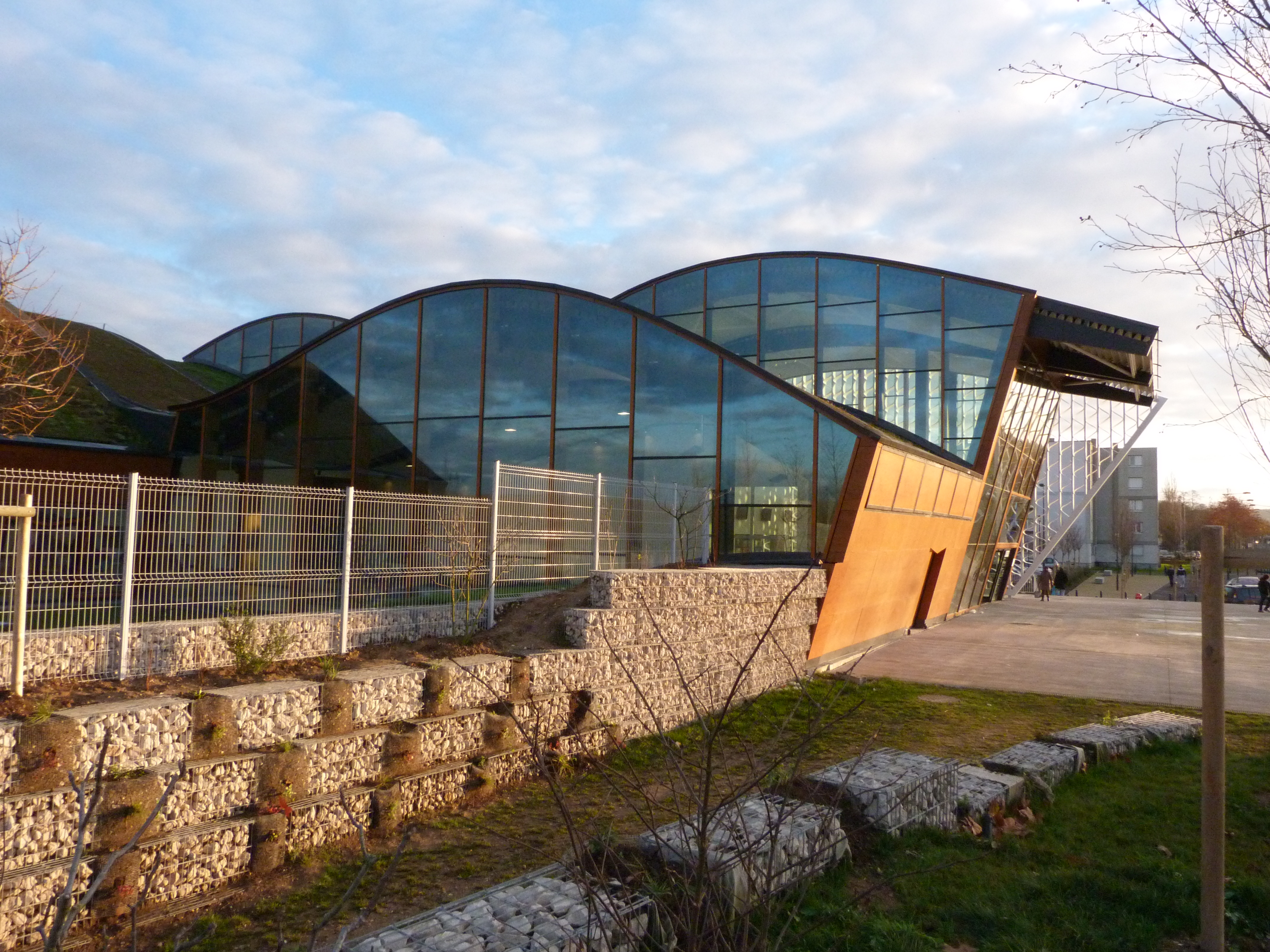
Aqualude.

Mantes-la-Jolie comprend de nombreux équipements sportifs urbains, accessibles à tous :
- 8 terrains de football ;
- 4 terrains de basket-ball ;
- 14 terrains de handball / basket-ball ;
- 3 skate-parks.

Il existe d’autres équipements plus importants :
- Patinoire de Mantes-en-Yvelines ;
- Aqualude (pôle nautique) ;
- Stade Jean-Paul-David (1 terrain d'honneur, 4 terrains de football, 2 terrains de rugby et 1 piste d'athlétisme) ;
- Terrains Marcel-Doret (2 mini terrains de football extérieurs couverts) ;
- Complexe sportif Félicien-Dantan ;
- Complexe sportif Pierre-Souquet ;
- Gymnase Jules-Ladoumègue ;
- Gymnase Michel-Chérency ;
- Gymnase Georges-Lucan ;
- Gymnase Albert-Camus ;
- Gymnase Louis-Lecuyer ;
- Salles de sports Jean-Claude-Bouttier ;
- Stade bouliste Edmond-Gauvrit ;
- Stade nautique international Didier-Simond ;
- Base de canoë-kayak Patrick-Forêt ;
- Base de ski-nautique ;
- Base de voile ;
- Tennis de l'Île-aux-Dames : 13 courts de tennis dont 5 couverts et 2 courts de padel ;
- Terrains hippiques ;
- Terrains de football de la Butte-Verte ;
- Circuit de karting de la Butte-Verte ;
- Parcours sportif de la Butte-Verte.

Le centre-ville de Mantes-la-Jolie est traversé du nord au sud par le sentier de grande randonnée GR 11 dont le parcours forme une grande boucle autour de Paris, en Île-de-France et dans l'Oise. Ce sentier relie les villes de Chevreuse, Milly-la-Forêt, Fontainebleau, Montereau-Fault-Yonne, Provins, Coulommiers, Lizy-sur-Ourcq, Chantilly et Magny-en-Vexin. À Mantes-la-Jolie, le sentier arrive de Limay, puis emprunte le pont Neuf, la rue Thiers, la rue du Château, la rue du Cloître Notre-Dame, la rue de la Sangle, la rue Maurepas, la rue Sausseuse, la rue d'Arnouville, la rue des Martraits, la rue du Chapeau-Rouge, le boulevard Victor-Duhamel, le boulevard Calmette puis continue vers Mantes-la-Ville par la rue de Verdun.

### Équipements culturels

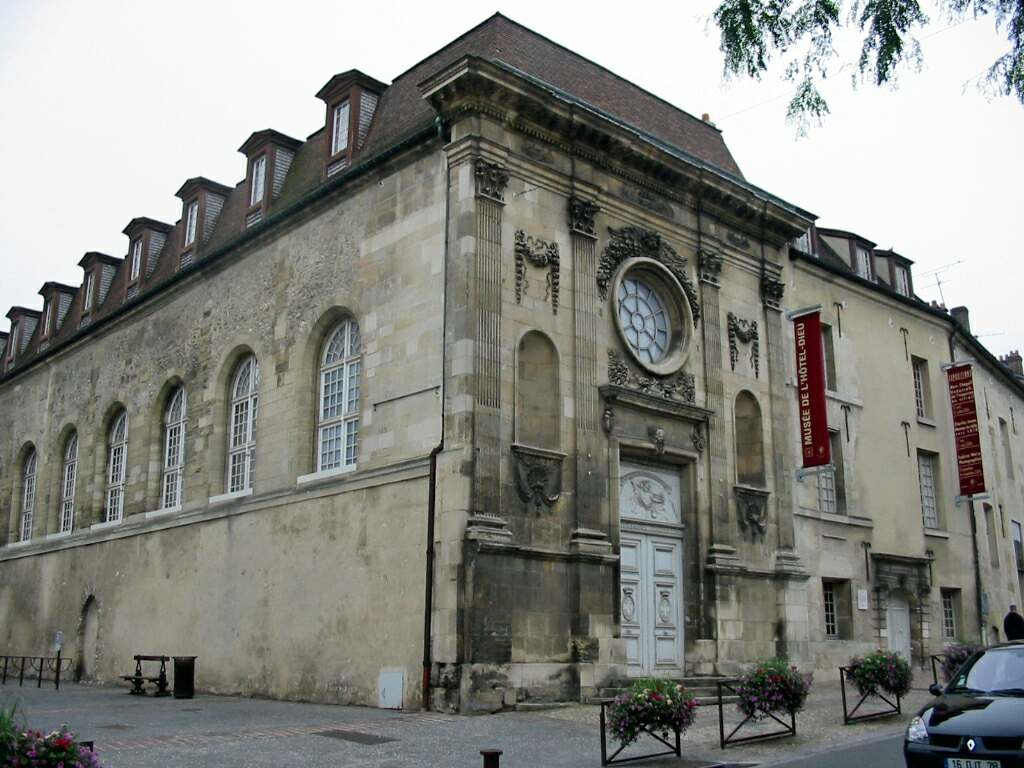
Musée de l’Hôtel-Dieu

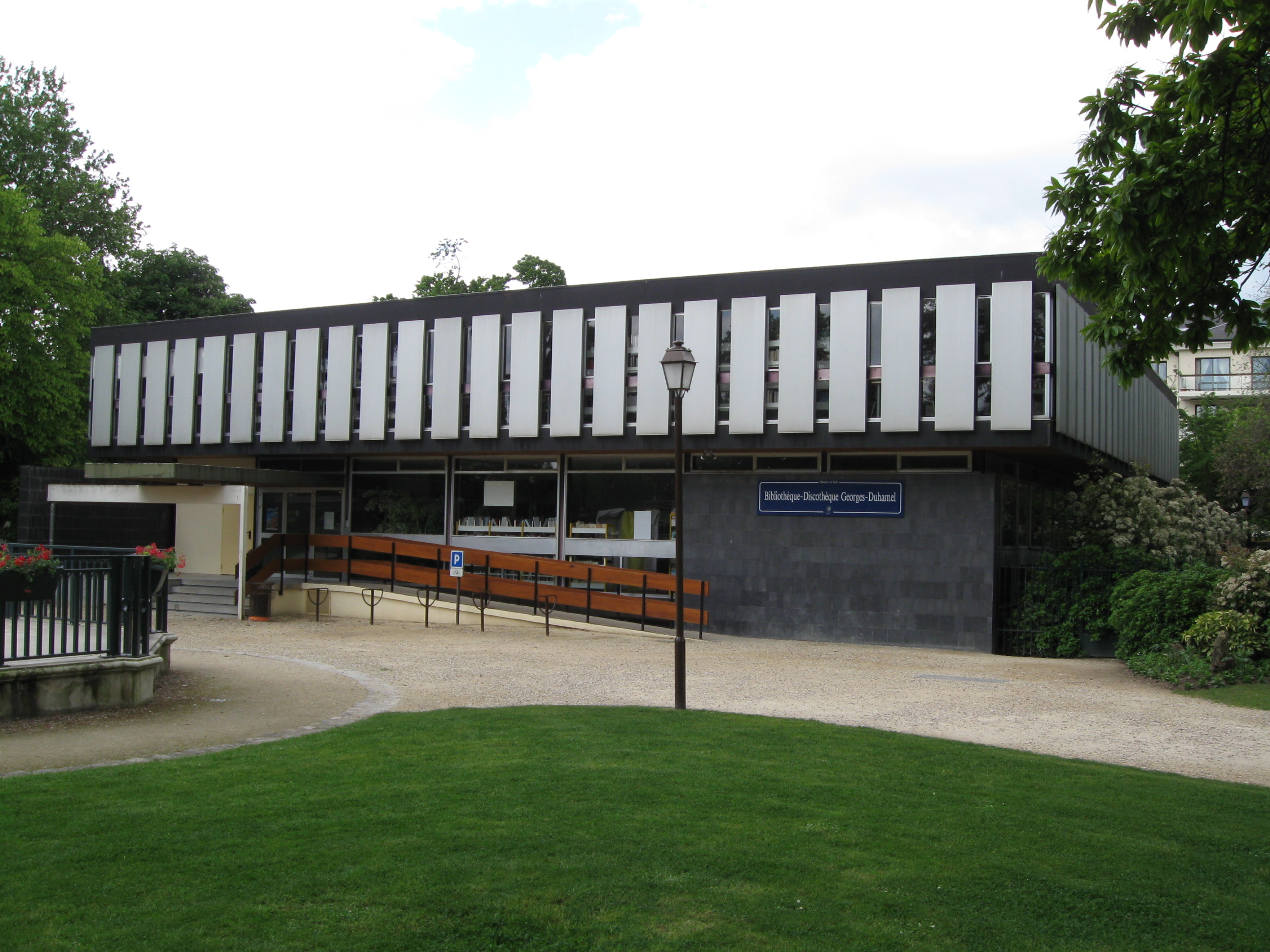
Médiathèque Georges-Duhamel.

La ville de Mantes-la-Jolie dispose d'un grand nombre de lieux culturels tels que des espaces d'exposition, des salles de cinéma ou de concert, des médiathèques et des centres culturels :
- Musée de l'Hôtel-Dieu (collections médiévales, peintures dont le plus important fonds d’œuvres de Maximilien Luce) ;
- Chapelle Saint-Jacques ;
- Pavillon Duhamel ;
- Médiathèque Georges-Duhamel ;
- Médiathèque Louis-Aragon ;
- Ludothèque Chopin ;
- Multiplexe Méga-CGR (9 salles) ;
- Espace culturel multimédia Le Chaplin ;
- École nationale de musique, de danse et de théâtre de Mantes-en-Yvelines ;
- Centre d’art Abel-Lauvray[160] ;
- Centre culturel du Maroc (en projet) ;
- Atelier Chopin ;
- Collectif 12 ;
- Espace Brassens ;
- Théâtre de verdure de l'Ile-aux-Dames ;
- Parc des expositions de l'Ile-l'Aumône.

Dans le cadre de la ZAC « Dunant d’Estrées », une numérithèque devrait être créée entre la place Henri-Dunant et le palais de justice. Le projet devrait consister en la reconversion et l'extension de l'ancienne résidence du sous-préfet. Depuis plusieurs années, l'idée de la création d'un palais des congrès dans l'agglomération mantaise fait souvent son apparition. Il devrait finalement être implanté au cœur de la ZAC « Mantes-Université », sur le territoire de Mantes-la-Ville.

### Santé
- Clinique du Val Fourré

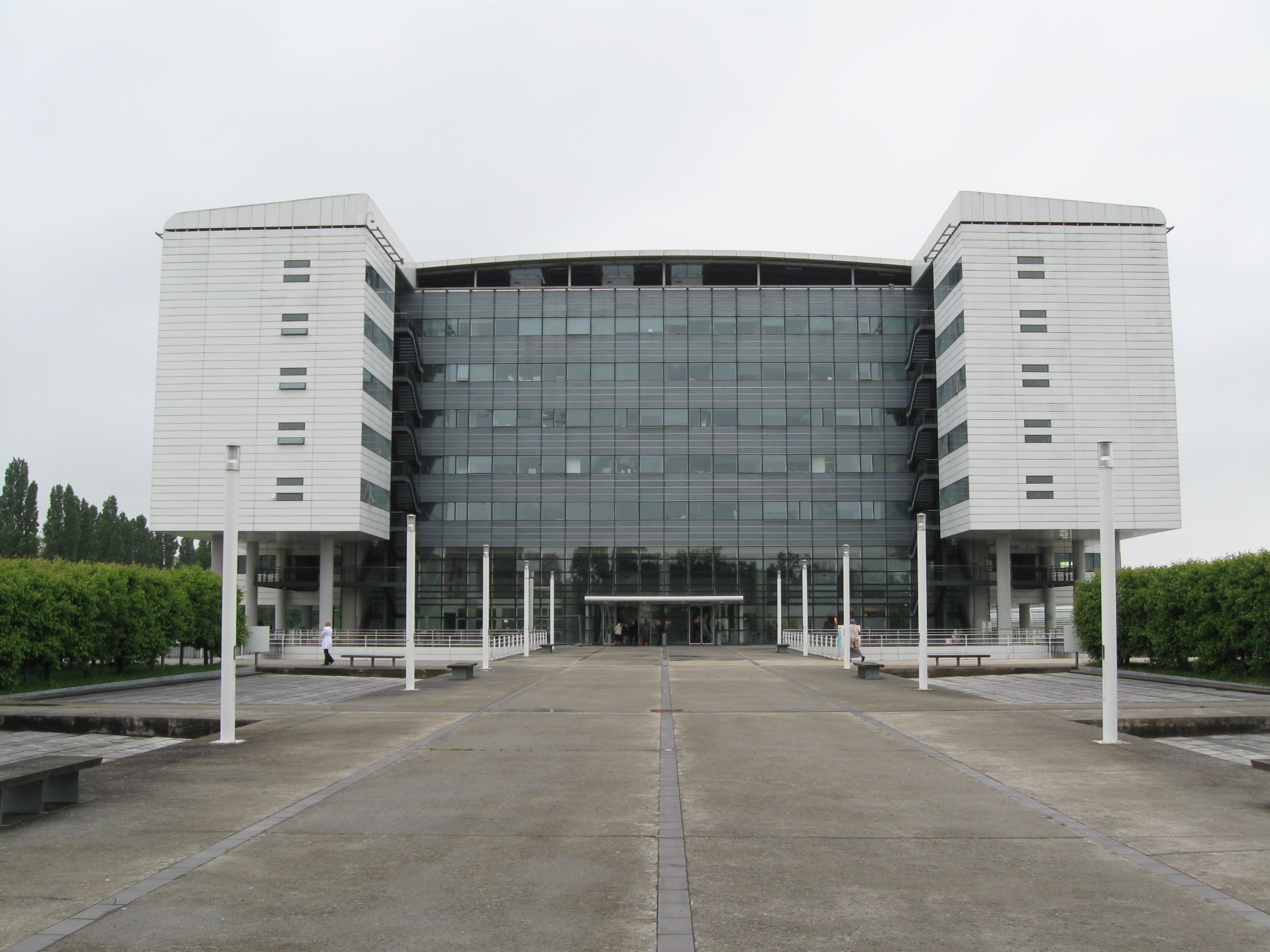
Centre hospitalier François-Quesnay.

- Polyclinique de la région mantaise
- Centre hospitalier François-Quesnay, historiquement situé au centre-ville, le bâtiment a été démoli au début des années 2000, un nouvel édifice ayant été construit au Val Fourré.
- Établissement d'hébergement pour personnes âgées dépendantes Léopold-Bellan

### Justice, sécurité, secours et défense
Depuis mai 2009, un système de vidéosurveillance est mis en place sur le territoire communal.
En septembre 2012, le ministre de l'Intérieur, Manuel Valls, lance une première vague de zones de sécurité prioritaires (ZSP). Mantes-la-Jolie (quartier du Val Fourré) et Mantes-la-Ville (quartier des Merisiers) constituent l'un des 15 territoires qui ont été choisis pour tester ce dispositif avant l’élargissement à 49 autres en 2013. En janvier 2013, la sous-préfecture de Mantes-la-Jolie annonce que la délinquance a baissé de 16 % sur la période août-novembre entre 2011 et 2012.
La commune est le siège d'un tribunal d'instance dont dépendent une grande partie des communes de l'arrondissement de Mantes-la-Jolie[réf. nécessaire].

## Population et société

### Démographie
La ville de Mantes-la-Jolie étant issue de la fusion en 1930 de la commune de Mantes et de celle de Gassicourt, les statistiques concernant la population sont présentées pour chacune de ces deux entités.

#### Mantes-la-Jolie
L'évolution du nombre d'habitants est connue à travers les recensements de la population effectués dans la commune depuis 1793. Pour les communes de plus de 10 000 habitants les recensements ont lieu chaque année à la suite d'une enquête par sondage auprès d'un échantillon d'adresses représentant 8 % de leurs logements, contrairement aux autres communes qui ont un recensement réel tous les cinq ans,.

En 2022, la commune comptait 44 246 habitants, en évolution de +0,63 % par rapport à 2016 (Yvelines : +2,72 %, France hors Mayotte : +2,11 %).
| 1793  | 1800  | 1806  | 1821  | 1831  | 1836  | 1841  | 1846  | 1851  |
| ----- | ----- | ----- | ----- | ----- | ----- | ----- | ----- | ----- |
| 4 803 | 3 800 | 3 976 | 3 811 | 4 148 | 3 818 | 4 280 | 4 400 | 4 374 |

| 1856  | 1861  | 1866  | 1872  | 1876  | 1881  | 1886  | 1891  | 1896  |
| ----- | ----- | ----- | ----- | ----- | ----- | ----- | ----- | ----- |
| 5 046 | 5 372 | 5 345 | 5 697 | 5 649 | 6 056 | 6 607 | 7 032 | 8 015 |

| 1901  | 1906  | 1911  | 1921  | 1926  | 1931   | 1936   | 1946   | 1954   |
| ----- | ----- | ----- | ----- | ----- | ------ | ------ | ------ | ------ |
| 8 034 | 8 329 | 8 821 | 9 329 | 9 944 | 13 865 | 13 978 | 13 181 | 15 155 |

| 1962   | 1968   | 1975   | 1982   | 1990   | 1999   | 2006   | 2011   | 2016   |
| ------ | ------ | ------ | ------ | ------ | ------ | ------ | ------ | ------ |
| 18 905 | 26 062 | 42 465 | 43 564 | 45 087 | 43 672 | 41 930 | 42 727 | 43 969 |

| 2021   | 2022   | - | - | - | - | - | - | - |
| ------ | ------ | - | - | - | - | - | - | - |
| 44 539 | 44 246 | - | - | - | - | - | - | - |

Certains évènements expliquent les fortes augmentations de la population mantaise :
- En 1930, Mantes a fusionné avec le village de Gassicourt.
- Vers 1960, le Val Fourré commence à sortir de terre.

#### Pyramide des âges
La population de la commune est relativement jeune.
En 2018, le taux de personnes d'un âge inférieur à 30 ans s'élève à 43,9 %, soit au-dessus de la moyenne départementale (38 %). À l'inverse, le taux de personnes d'âge supérieur à 60 ans est de 19,5 % la même année, alors qu'il est de 21,7 % au niveau départemental.
En 2018, la commune comptait 21 977 hommes pour 22 250 femmes, soit un taux de 50,31 % de femmes, légèrement inférieur au taux départemental (51,32 %).
Les pyramides des âges de la commune et du département s'établissent comme suit.
| Hommes | Classe d’âge | Femmes |
| ------ | ------------ | ------ |
| 0,4    | 90 ou +      | 1,0    |
| 6,0    | 75-89 ans    | 6,5    |
| 11,8   | 60-74 ans    | 13,2   |
| 16,6   | 45-59 ans    | 16,0   |
| 21,0   | 30-44 ans    | 19,5   |
| 20,9   | 15-29 ans    | 21,7   |
| 23,3   | 0-14 ans     | 22,0   |

| Hommes | Classe d’âge | Femmes |
| ------ | ------------ | ------ |
| 0,6    | 90 ou +      | 1,4    |
| 6      | 75-89 ans    | 7,8    |
| 13,5   | 60-74 ans    | 14,8   |
| 20,7   | 45-59 ans    | 20,1   |
| 19,6   | 30-44 ans    | 19,9   |
| 18,5   | 15-29 ans    | 16,8   |
| 21,2   | 0-14 ans     | 19,2   |

#### Niveau d’études
En 2014, le niveau d'éducation à Mantes-la-Jolie est inférieur à la moyenne du département des Yvelines. En effet, la part dans la population totale des titulaires de diplômes de niveau bac+2 ou supérieur est, dans la commune, de 22,1 %, contre 41,8 % en moyenne yvelinoise, d'autre part 42,5 % de la population n'est titulaire d'aucun diplôme (contre 23,6 % au niveau départemental). En 2014, la ville comptait 2 189 personnes relevant de la catégorie « cadres et professions intellectuelles supérieures » (soit 14,1 % de la population active).

#### Gassicourt
L'évolution de Gassicourt avant la fusion a été la suivante :
| 1793 | 1800 | 1806 | 1821 | 1831 | 1836 | 1841 | 1846 | 1851 |
| ---- | ---- | ---- | ---- | ---- | ---- | ---- | ---- | ---- |
| 343  | 318  | 291  | 299  | 297  | 299  | 293  | 290  | 272  |

| 1856 | 1861 | 1866 | 1872 | 1876 | 1881 | 1886 | 1891 | 1896 |
| ---- | ---- | ---- | ---- | ---- | ---- | ---- | ---- | ---- |
| 294  | 335  | 377  | 341  | 347  | 397  | 497  | 607  | 985  |

| 1901  | 1906  | 1911  | 1921  | 1926  | - | - | - | - |
| ----- | ----- | ----- | ----- | ----- | - | - | - | - |
| 1 361 | 1 728 | 2 145 | 2 814 | 3 149 | - | - | - | - |

### Vie associative
La ville de Mantes-la-Jolie soutient le développement de la vie associative grâce à une maison des associations, appelée Agora, où ceux qui souhaitent créer leur propre structure peuvent disposer de conseils pratiques et d'aides techniques.
De nombreuses associations forment le paysage associatif mantais. La « Compagnie du Théâtre du Mantois » et le « Collectif 12 » sont deux groupes d’artistes de la ville de Mantes-la-Jolie. On peut également évoquer le « Collectif des aînés », association de promotion du troisième âge, qui sort les personnes âgées de leur isolement en les faisant participer à la vie sociale de la ville.
L’association « Diam's Music », créée en 2002, propose aux jeunes de la ville une offre de loisirs axée sur les cultures urbaines : danse hip-hop, chant rap, slam, théâtre et organisation de spectacles en lien avec des jeunes artistes de la scène locale.
L'association « Le Clos des Vieilles Murailles » réunit des bénévoles qui s'occupent d'une parcelle comprenant environ 160 pieds de vigne d'un cépage alsacien, situés en contrebas de la collégiale. Chaque année, plus de 200 kilogrammes de raisin sont ramassés au mois d'octobre, ce qui permet la production d'une centaine de litres de vin destinés aux adhérents de l'association.

### Sports

#### Associations sportives

Logo du FC Mantois 78.

L’office municipal des sports (OMS) est une association dont l'objectif est de rassembler les clubs et les sportifs mantais. Il participe également au développement de la pratique sportive à Mantes-la-Jolie. Actuellement[Quand ?], une soixantaine d'associations sportives en font partie.
L'association sportive mantaise (ASM), créée en 1951, est le plus grand club omnisports des Yvelines. Elle regroupe près de 4 000 membres et propose un large panel de sport : 30 sections représentant 28 disciplines. Nous y trouvons des sports traditionnels (athlétisme, badminton, basket-ball, escrime, gymnastique artistique et volontaire, haltérophilie, handball, judo, karaté, haltérophilie, musculation, pétanque, plongée, randonnée pédestre, rugby, sport adapté, tennis, tennis de table et tir à l'arc) ainsi que des sports uniques dans le secteur comme le 4×4, le hockey sur glace, le karting, le patinage artistique ou encore les sports mécaniques tout-terrain. L'ASM profite de la Seine et du stade nautique international Didier-Simond de Mantes-en-Yvelines pour permettre la pratique de l'aviron, du canoë-kayak et de la voile. Le club crée et organise de nombreuses manifestations sportives nationales et internationales : marche Paris-Mantes, course cycliste Paris-Mantes-en-Yvelines, championnats d’Europe et coupe du Monde de canoë-kayak, championnats de France d’aviron.
D'autres associations permettent la pratique d'activités supplémentaires : Baseball club de Mantes, Association Oxygène (boxe), Bougainville sports (football, tennis de table, marche et randonnée), Association Avalanche (football en salle), Karaté club Okinawa, Arts martiaux chinois de Mantes (kung-fu, tai-chi-chuan et qi-gong), Actions univers sport (musculation et culturisme), Taekwondo Val de Seine et le Cercle de yoga du Mantois. Depuis 1901, une association de pêcheurs Le Goujon mantais permet la pratique de la pêche dans les différents plans d'eau de la ville.
Le Football Club Mantois 78, fondé en 1994, est basé à Mantes-la-Jolie, Mantes-la-Ville et Buchelay. Au cours de la saison 2010-2011, le club évolue en championnat de France amateur (CFA). À la fin de la saison, l'équipe doit descendre en CFA 2 pour la saison 2011-2012, mais reste en CFA à la suite d'une décision administrative. Le club a atteint les 16es de finale de la Coupe de France de football 2015-2016 contre le Football Club de Nantes (défaite 0-1 en prolongation).
La plupart des collèges et des lycées mantais possèdent une association sportive scolaire (ASS) qui propose aux élèves des établissements des activités sportives extra-scolaires.
Afin de soutenir le sport de haut niveau, la ville de Mantes-la-Jolie récompense l'excellence sportive et encourage les athlètes en attribuant chaque année des bourses d'au moins cinq cents euros, qui représentent une enveloppe totale de quinze mille euros.

#### Événements sportifs
De nombreuses manifestations sportives annuelles sont organisées à Mantes-la-Jolie :
- Paris-Mantes pédestre (depuis 1935) ;
- Paris-Mantes cycliste (depuis 1945) ;
- Trophée de tennis de la ville de Mantes-la-Jolie (depuis 2000) ;
- Foulées du Mantois-Vexin (depuis 2005) ;
- Cross des écoles (depuis 1977) ;
- Régates de Mantes (depuis 2009) ;
- Tournoi international de football (depuis 1985) ;
- Golden Blocks (depuis 2016);

Du 6 au 13 juillet 2000, Mantes-la-Jolie a organisé la 6e édition des Jeux mondiaux des sapeurs-pompiers.
Le stade nautique international a accueilli la Coupe du monde de canoë-kayak en juin 2001 et les sélections françaises de canoë-kayak pour les Jeux Olympiques d'Athènes en 2004. En plus d'accueillir les "régates de masse" chaque année au printemps, il reçoit souvent des championnats de France d'aviron.
En mars 2014, Mantes-la-Jolie accueille le départ de la seconde étape de la 70e édition de la course cycliste Paris-Nice.
La ville accueille en juin 2014, les championnats d'Europe de canoë-kayak de course en ligne, juniors et moins de 23 ans.
Le 9 novembre 2014, la ville accueille la StrongmanRun, parcours du combattant sur 25 kilomètres qui s'est déroulé en ville et sur les berges de la Seine.
Du 28 juin au 1er juillet 2018, la ville accueille les Championnats de France de Cyclisme.

### Manifestations culturelles et festivités

Logo des France Ô Folies.

Les principales manifestations culturelles et festivités de la ville de Mantes-la-Jolie sont :
- Salon de la Chasse (mars) ;
- Salon de l'Habitat (mars)
- Salon des Vins et des Saveurs (mars) ;
- La Grande Dictée (mars) ;
- Festival Les Francos (mars-avril) ;
- Parlons Jardin (depuis 2006, mars-avril) ;
- Jumping CSI/CSO (avril-mai) ;
- Village Santé (mai)
- Festival Bulles de Mantes - Bande dessinée (mai) ;
- Fête de Gassicourt (mai) ;
- Feu d'artifice sur les berges de la Seine (en juillet) ;
- Rencontre Sports et Culture (septembre) ;
- Salon de la Maquette et du Modèle réduit (en septembre)
- Salon du camping-car (septembre) ;
- Mantes & Compagnie (octobre)
- Parlons Terroir (octobre)
- Festival Blues sur Seine (depuis 1998, novembre) ;
- Foire aux oignons (562e édition en décembre 2010) ;
- Marché de Noël (en décembre).

En 2009, la ville de Mantes-la-Jolie participe à la première édition des France Ô Folies, aux côtés de huit autres villes de la région Île-de-France : Asnières-sur-Seine, Les Ulis, Meaux, Saint-Denis, Sarcelles, Stains, Trappes et Villeneuve-Saint-Georges. L'événement, créé par la chaîne de télévision publique France Ô, est organisé en partenariat avec les collectivités locales et la Société des auteurs, compositeurs et éditeurs de musique (SACEM). L'objectif est de mettre en avant des jeunes talents du milieu de la musique par le biais de l'organisation de concerts. Dans chaque ville, un appel à candidatures est lancé afin de sélectionner cinq artistes qui se produiront dans leur fief lors d'un concert à l'issue duquel un jury de professionnels sélectionne un artiste. Les neuf lauréats se produisent lors d'un concert-événement organisé en juillet, aux Francofolies de La Rochelle. En 2009, Charles Aznavour a parrainé les artistes issus de Mantes-la-Jolie et c'est Nina Desprès qui a été sélectionnée pour représenter la ville à La Rochelle. En 2010, Mantes-la-Jolie participe pour la seconde fois à cet évènement avec les villes de Meaux, Asnières-sur-Seine et Saint-Denis, qui ont également participé à l'édition 2009, ainsi qu'avec Versailles, Évry, Saint-Ouen, Champigny-sur-Marne et Argenteuil, qui participent pour la première fois.

### Médias

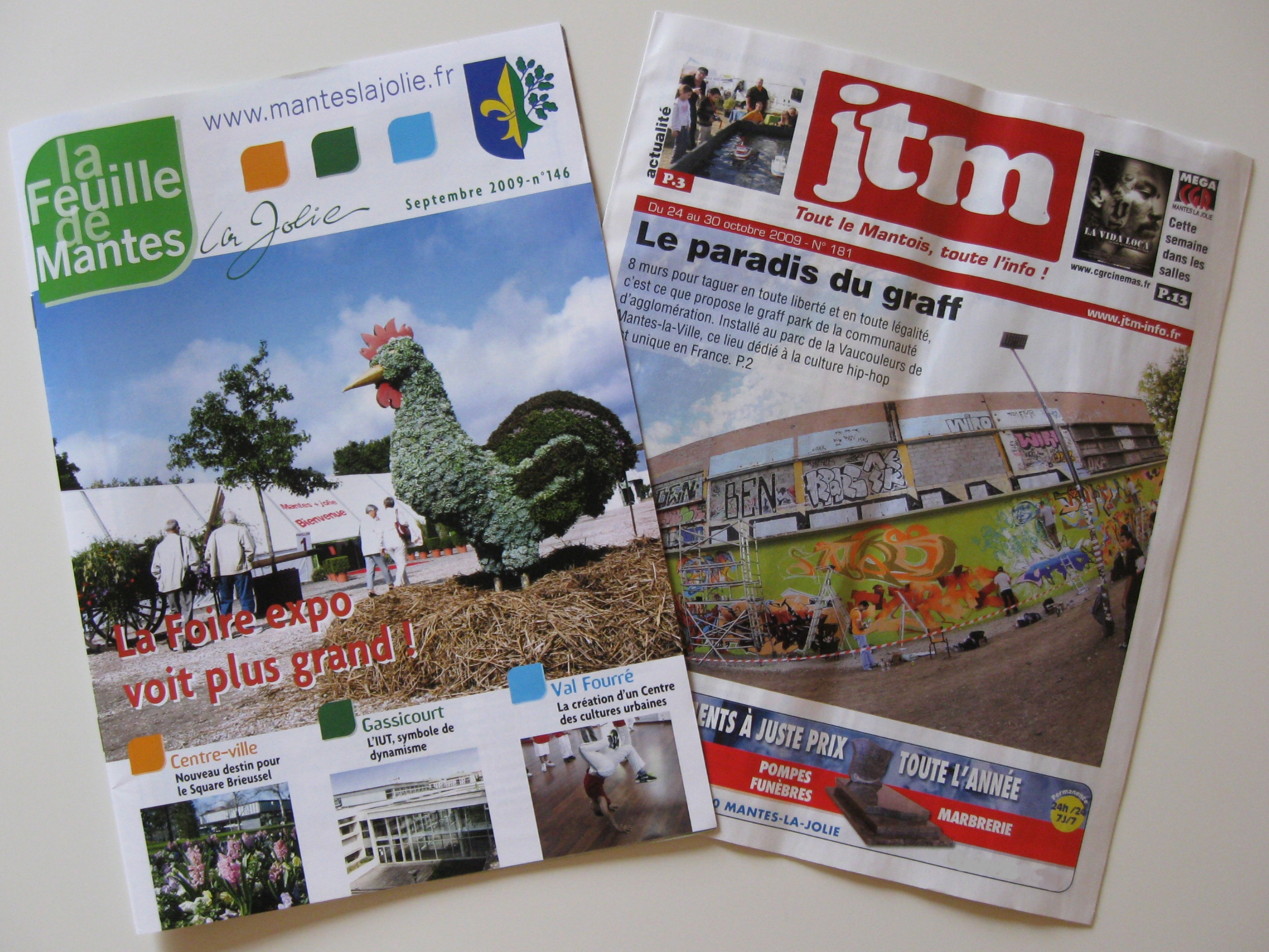
La Feuille de Mantes et JTM.

#### Presse
La presse locale est représentée par le journal Le Parisien qui possède une antenne à Mantes-la-Jolie et qui publie quotidiennement une édition des Yvelines. Le Courrier de Mantes est un journal hebdomadaire local dont le siège se trouve à Mantes-la-Jolie.
Les services de la ville éditent depuis 1995 un magazine municipal mensuel intitulé La Feuille de Mantes et qui informe les habitants de l'actualité des quartiers.

#### Radio
Depuis 2007, la radio BPM émet dans un rayon d'une soixantaine de kilomètres autour de Mantes-la-Jolie sur la fréquence 102.1 de la bande FM. La programmation de cette station est axée sur l'information locale, la musique, la culture. Présente sur la plupart des grands événements du Mantois, cette radio est proche de ses auditeurs. Elle totalise 20 000 auditeurs par jour.
Auparavant attribuée à la radio associative « Radio Droit de Cité » (RDC) disparue en 2007, la fréquence 95.5 de la bande FM a été attribuée par le Conseil supérieur de l'audiovisuel (CSA) à la radio LFM le 7 avril 2009, à la suite d'un appel d'offres lancé le 7 octobre 2008,. Disponible autour de Mantes-la-Jolie, LFM (anciennement appelée « Elles FM ») émettra ses programmes à partir du 31 octobre 2009. La radio portera un regard féminin sur la banlieue et s'intéressera particulièrement à la culture, aux sports, à la vie associative, à l'emploi et aux sujets de société de la région mantaise.

#### Télévision
(octobre 2019).
La télévision numérique terrestre est accessible sur le territoire mantais depuis son déploiement le 30 mars 2005 sur l'émetteur de Mantes-Maudétour. Depuis le lancement de la TNT en Île-de-France le 13 septembre 2007, les foyers de Mantes-la-Jolie peuvent recevoir des chaînes supplémentaires qui ont été sélectionnées par le CSA : Demain IDF - BDM TV - Cinaps TV - Télé Bocal en temps partagé sur le canal 21, IDF1 sur le canal 22, NRJ Paris sur le canal 23 et Cap 24 sur le canal 24. Depuis le 24 septembre 2007, la commune peut également recevoir, grâce à la TNT, la chaîne France Ô sur le canal 20.

#### Internet
Depuis 2009, il existe deux Web TVs locales qui diffusent des émissions et des journaux d'information.

### Cultes

#### Lieux de culte

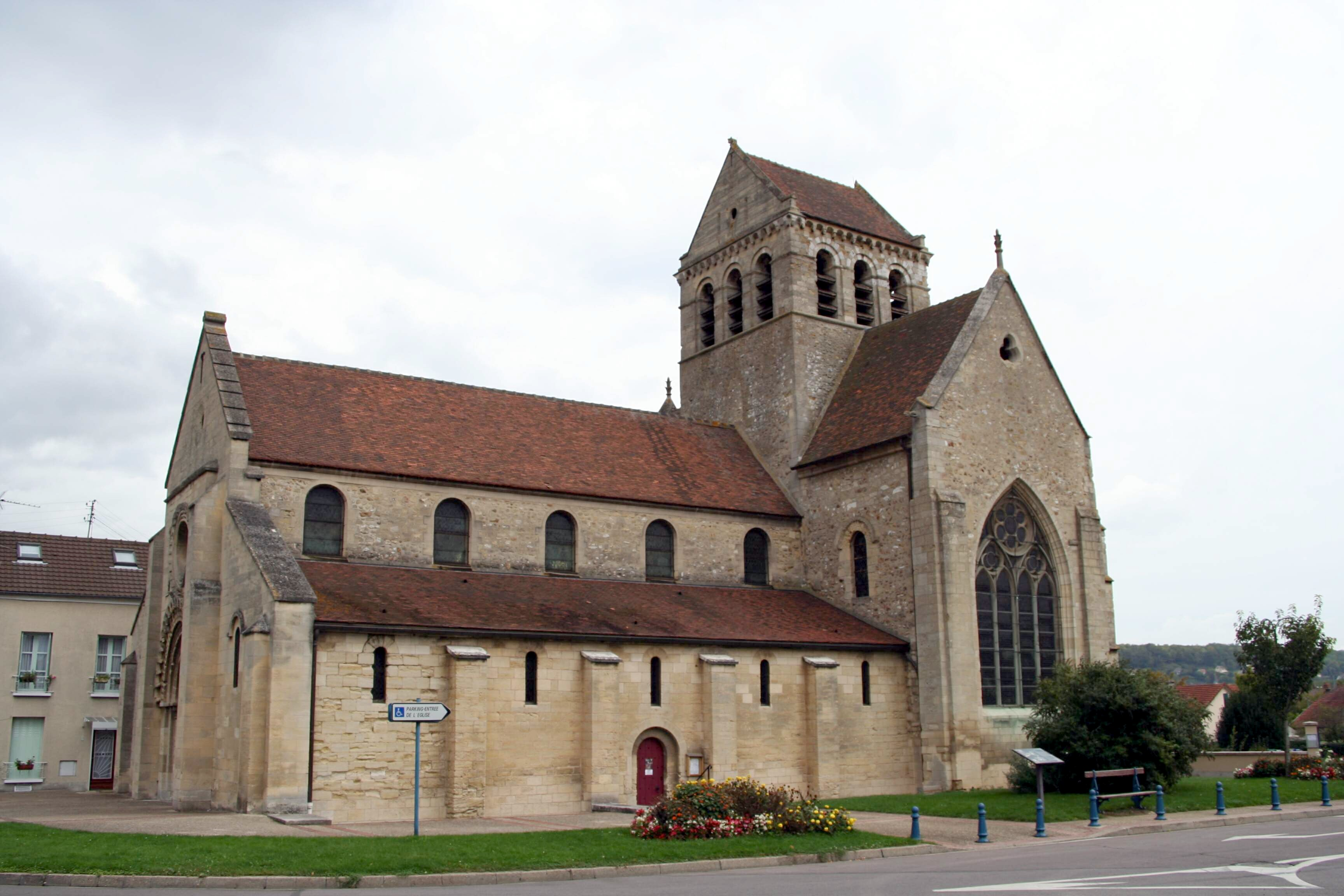
Église Sainte-Anne de Gassicourt.

- Culte catholique dépendant du diocèse de Versailles
  - Collégiale Notre-Dame de Mantes-la-Jolie
  - Église Sainte-Anne de Gassicourt
  - Église Saint-Jean-Baptiste du Val-Fourré
- Culte protestant
  - Église évangélique de Mantes en Yvelines : EMY[176]
  - Temple protestant de Mantes-la-Jolie, construit en 1866, Église réformée, membre de l'Église protestante unie de France
  - Église de Jésus-Christ des saints des derniers jours
  - Temple du culte antoiniste[177]
- Culte musulman
  - Grande mosquée de Mantes-la-Jolie
  - Mosquée Othmân ibn Affân (en chantier).
  - Mosquée En-Nour

#### Cimetières
La ville compte deux cimetières :
- le cimetière Duhamel, au centre-ville ;
- le cimetière de Gassicourt, à Gassicourt.

## Économie

### Revenus de la population et fiscalité
En 2020, le niveau de vie médian était de 17 180 €. A titre de comparaison, le niveau de vie médian départemental est de 27 470 €, le niveau régional est de 24 490 € et le niveau médian de la France Métropolitaine est de 22 400 €.
En 2010, le revenu fiscal médian par ménage était de 24 514 €, ce qui plaçait Mantes-la-Jolie au 23 991e rang parmi les 31 525 communes de plus de 39 ménages en métropole. Ce chiffre est nettement inférieur à la moyenne départementale (40 560 €), en faisant la commune la plus défavorisée des Yvelines.
Au niveau de la fiscalité, on dénombre, en 1999, 109 Mantais redevables de l'impôt sur la fortune (ISF). L'impôt moyen sur la fortune à Mantes-la-Jolie est alors de 5 568 € par an. Le patrimoine moyen des redevables mantais de l'ISF est estimé, à la même époque, à environ 1 491 461 € par an.

### Emploi
Mantes-la-Jolie est la ville principale de la zone d'emploi éponyme. En 2006, la population active totale de la commune s'élève à 18 037. Le taux d'activité entre 25 et 54 ans est de 81,1 %, sachant que la moyenne nationale est de 88,9 %. La même année, on dénombre 3 336 chômeurs mantais, soit un taux de chômage s'élevant à 18,5 %, contre 11,6 % au niveau national à la même époque.
Répartition de la population de 15 ans ou plus par catégorie socioprofessionnelle en 2006
|                 | Agriculteurs exploitants | Artisans, commerçants chefs d'entreprise | Cadres et professions intellectuelles supérieures | Professions intermédiaires | Employés | Ouvriers | Retraités | Autres personnes sans activité professionnelle |
| --------------- | ------------------------ | ---------------------------------------- | ------------------------------------------------- | -------------------------- | -------- | -------- | --------- | ---------------------------------------------- |
| Mantes-la-Jolie | 0 %                      | 1,7 %                                    | 5,3 %                                             | 11,2 %                     | 18,6 %   | 17,8 %   | 17,9 %    | 27,4 %                                         |
| France          | 1,1 %                    | 3,2 %                                    | 8,1 %                                             | 13,5 %                     | 16,8 %   | 13,9 %   | 25 %      | 18,3 %                                         |

La ville de Mantes-la-Jolie dispose[Quand ?] d'une agence du pôle emploi[réf. nécessaire].

### Industries
En 2011, de nombreuses industries trouvent leur place à Mantes-la-Jolie. On peut citer FCI, Dunlopillo, Dupont et d'autres.
FCI Mantes est par exemple un employeur industriel important à Mantes-la-Jolie.

### Commerces

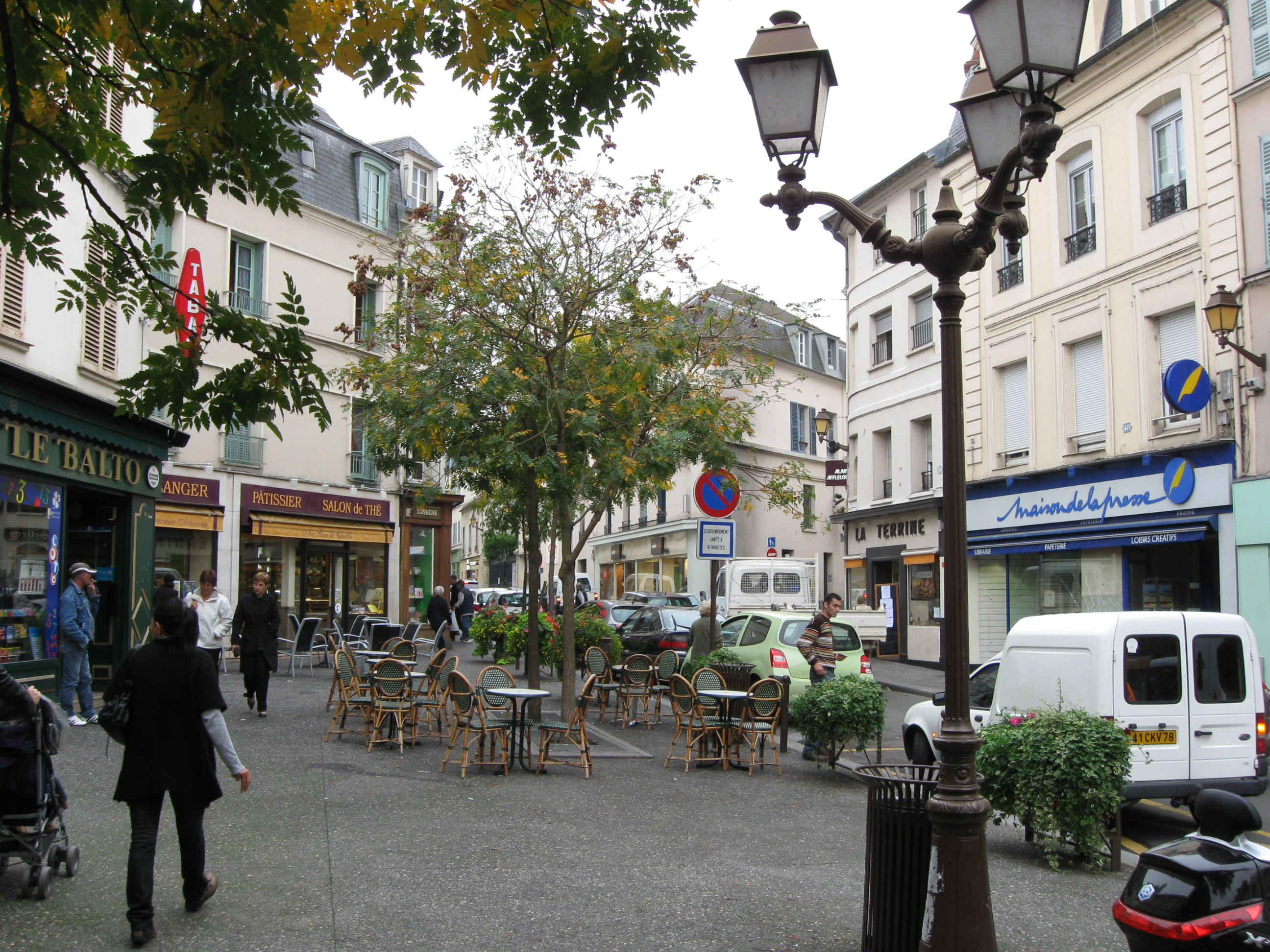
Rue Nationale.

Les commerces sont très concentrés dans le centre-ville. On y trouve de nombreuses rues piétonnes avec de nombreuses boutiques, mais aussi quelques supermarchés et épiceries. En revanche, ils sont plus rares dans les zones urbanisées aux XIXe et XXe siècles, à l'exception du Val Fourré et de son grand centre commercial, situé au cœur du quartier et qui est le pendant des commerces du centre-ville.
Le marché du centre-ville, ancienne tradition mantaise, se tient le mercredi et le samedi matin sur la place du Marché au Blé, la place Saint-Maclou et les rues d'Alsace, de Chanzy et du Vieux-Pilori. Le marché couvert du Vieux-Pilori, situé au rez-de-chaussée d'un immeuble d'habitations, vient le compléter. Ce dernier devrait être restructuré dans les années à venir, dans le cadre de la ZAC Dunant d’Estrées, qui prévoit de concevoir une véritable place du marché, à proximité du marché couvert.
Le marché du Val Fourré se tient le mardi et le vendredi après-midi, ainsi que le dimanche de 10 à 18 h depuis juin 2010, autour du centre commercial Mantes 2. C’est une véritable institution de la vie commerçante de la ville, inaugurée le 4 avril 1976 par le maire de l'époque, Jean-Paul David.
En 2009, une société d'économie mixte (SEM) a été créée afin de revitaliser l'offre commerciale, notamment du centre-ville. Le rôle de cet organisme est de dénicher des surfaces commerciales intéressantes ou de les créer, par exemple en fusionnant ou en divisant des locaux, afin de convaincre de grandes enseignes de venir s'installer à Mantes-la-Jolie. En 2009, les enseignes Picard et Sephora se sont implantées dans la ville et en 2010 ce sera au tour de Monoprix, sur le parvis de l'hôtel de ville, dans une immeuble mixte en cours de construction.
En 2023, la halle Sulzer, qui a notamment servi de site de production de pompes industrielles, va être réhabilitée pour être transformée en trois parties (enseignement, activités culturelles et commerces),.

## Culture locale et patrimoine

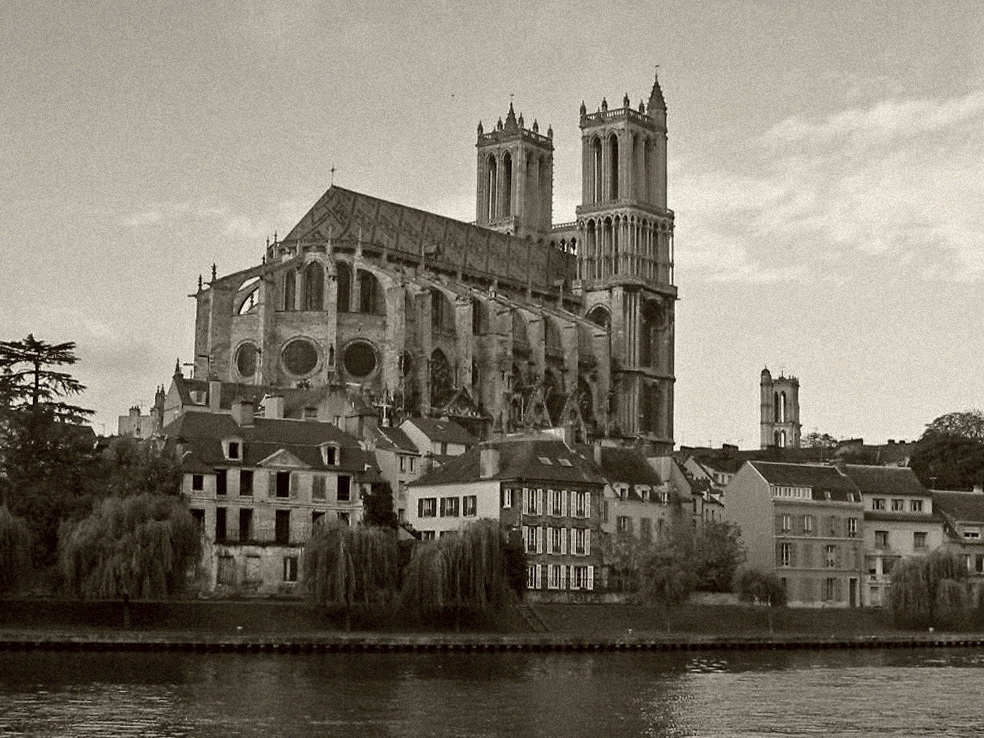
Collégiale Notre-Dame.

### Patrimoine architectural
Mantes conserve de son histoire des vestiges et édifices, comme la collégiale Notre-Dame et le Vieux Pont, immortalisés par Camille Corot.

#### Patrimoine religieux
- Collégiale Notre-Dame, église gothique des XIIe et XIIIe siècles, classée monument historique depuis 1840
- Tour Saint-Maclou, datant du XVIe siècle, dernier vestige d'une église démolie en 1806
- Église Sainte-Anne de Gassicourt, église romane du début du XIIe siècle
- Prieuré Sainte-Marie-Madeleine, fondé au début du XIIe siècle et détruit à la révolution.
- Église Saint-Jean-Baptiste du Val-Fourré, construction moderne du XXe siècle

#### Patrimoine civil
- Fontaine dite « Renaissance »
- Tour Saint-Martin, vestige des fortifications
- Porte au Prêtre, vestige des fortifications
- Porte Chant-à-l'Oie, ou plutôt un vestige faisant partie des anciennes fortifications
- Quelques hôtels particuliers
- Trois portails de la rue Baudin dans le centre-historique
- Le Vieux Pont, dont l'origine remonte au XIIe siècle. Il reliait la ville de Limay à Mantes, mais une partie fut démolie pour construire le pont Peronnet au XVIIIe siècle. Il n'en reste que quelques arches. Ce pont, classé monument historique depuis 1923, figure sur un tableau de Jean-Baptiste Camille Corot (Le Pont de Mantes, musée du Louvre).

### Patrimoine naturel

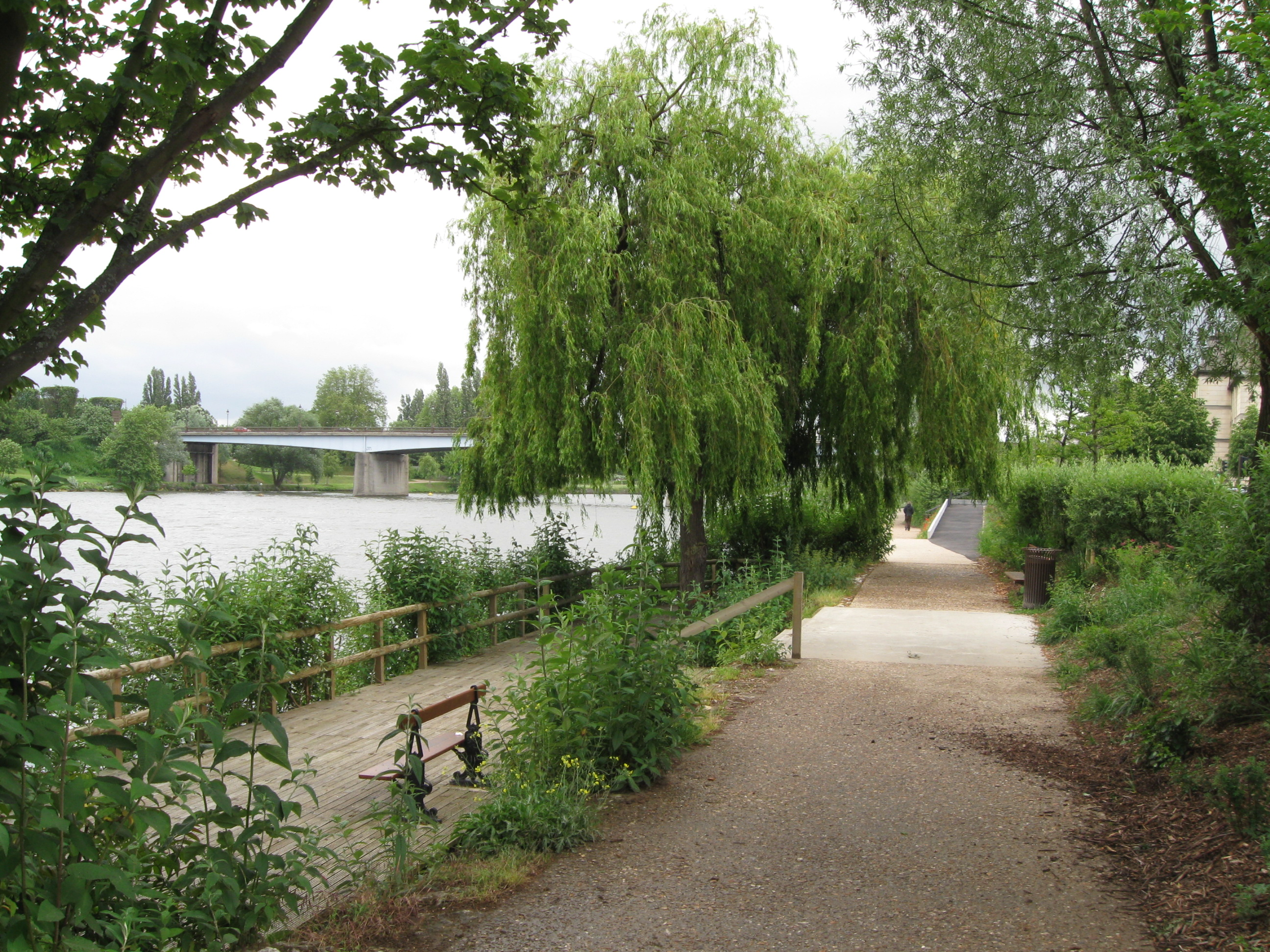
Quai de la Tour.

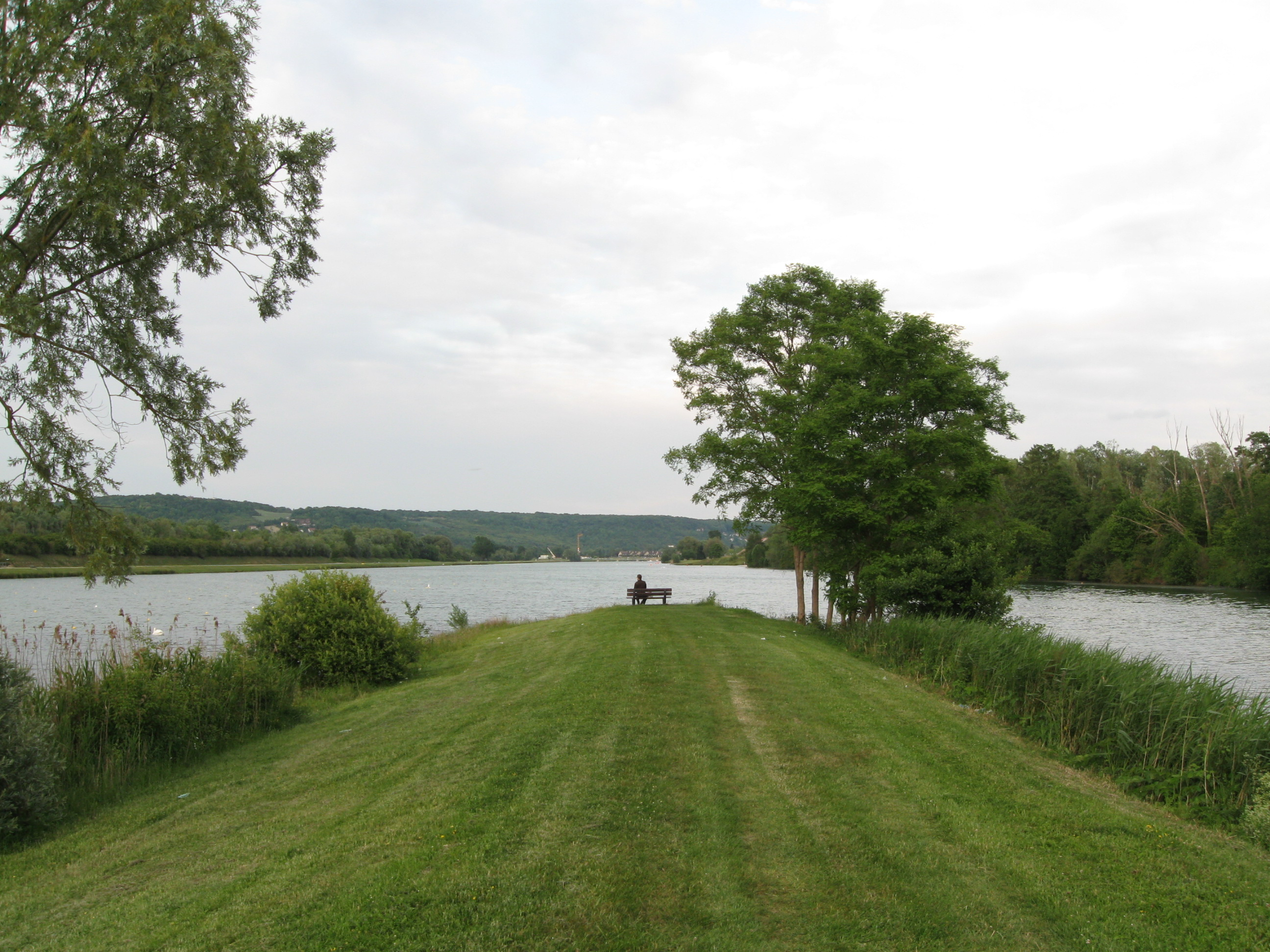
Stade nautique international.

La ville participe au Concours des villes et villages fleuris et possède trois « fleurs » en 2008.

#### Ceinture verte
Inaugurée début 2009, la ceinture verte est un ensemble de circulations douces traversant l’agglomération mantaise. Son parcours permet un cheminement continu depuis le bois de la Butte-Verte (Mantes-la-Jolie) jusqu'au parc de la Vallée (Mantes-la-Ville), en passant par le stade nautique international, l'étang Pierre-Bréan, le lac des Pêcheurs, le lac de Gassicourt, le quai de la Tour, le quai des Cordeliers, puis les rives de la Vaucouleurs. Sur ce parcours balisé, la priorité est donnée aux circulations piétonnes et cyclistes.[réf. nécessaire]

#### Parcs, jardins et plans d'eau
Mantes-la-Jolie compte de nombreux parcs et squares au cœur de la ville et de vastes espaces naturels sur les berges de la Seine :
- Square Brieussel-Bourgeois ;
- Square Gabrielle-d'Estrées ;
- Square Camille-Thibaut ;
- Square du Château ;
- Square des Peintres ;
- Square de la Paix ;
- Square des Clos ;
- Île aux Dames ;
- Île l'Aumône ;
- Réserve ornithologique de l'île l'Aumône ;
- Bois de la Butte-Verte ;
- Lac des Pêcheurs ;
- Lac de Gassicourt ;
- Étang Pierre-Bréan ;
- Stade nautique international Didier-Simond.

### Patrimoine artistique

#### Œuvres diverses
- Un tableau de 1958 de Maurice Boitel a été laissé en dépôt par le Fonds national d'art contemporain et peut être vu à la sous-préfecture de Mantes-la-Jolie.
- Le dénouement du roman Le Triangle d'or de Maurice Leblanc (Arsène Lupin) se déroule en partie autour de Mantes et de Vernon.

#### Artistes ayant représenté Mantes
- Gaston Balande
- Claude Chastillon

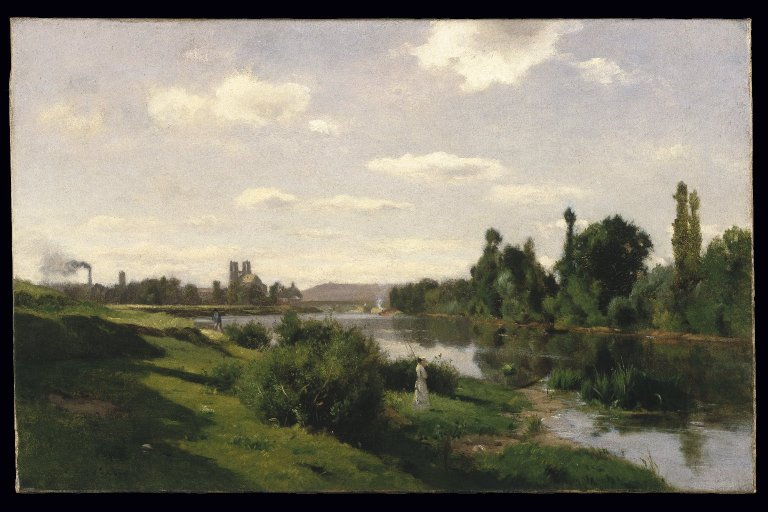
Les bords de la Seine à Mantes
Charles-François Daubigny
(Brooklyn Museum).

- Jean-Baptiste Corot était accueilli chez François-Parfait Robert lors de ses visites dans la ville et a peint en 1842, un cycle décoratif élaboré pour sa salle de bain (Robaut 435-440)[189].
- Charles-François Daubigny
- Joachim Duviert
- Jean Guérin*
- Françoise Chamska
- Abel Lauvray[190]
- Adolphe Maugendre
- Johann Peeters
- Bernadette Kanter
- Allain Leprest a écrit et interprété une chanson intitulée Mantes la Jolie.

Mantes par Camille Corot
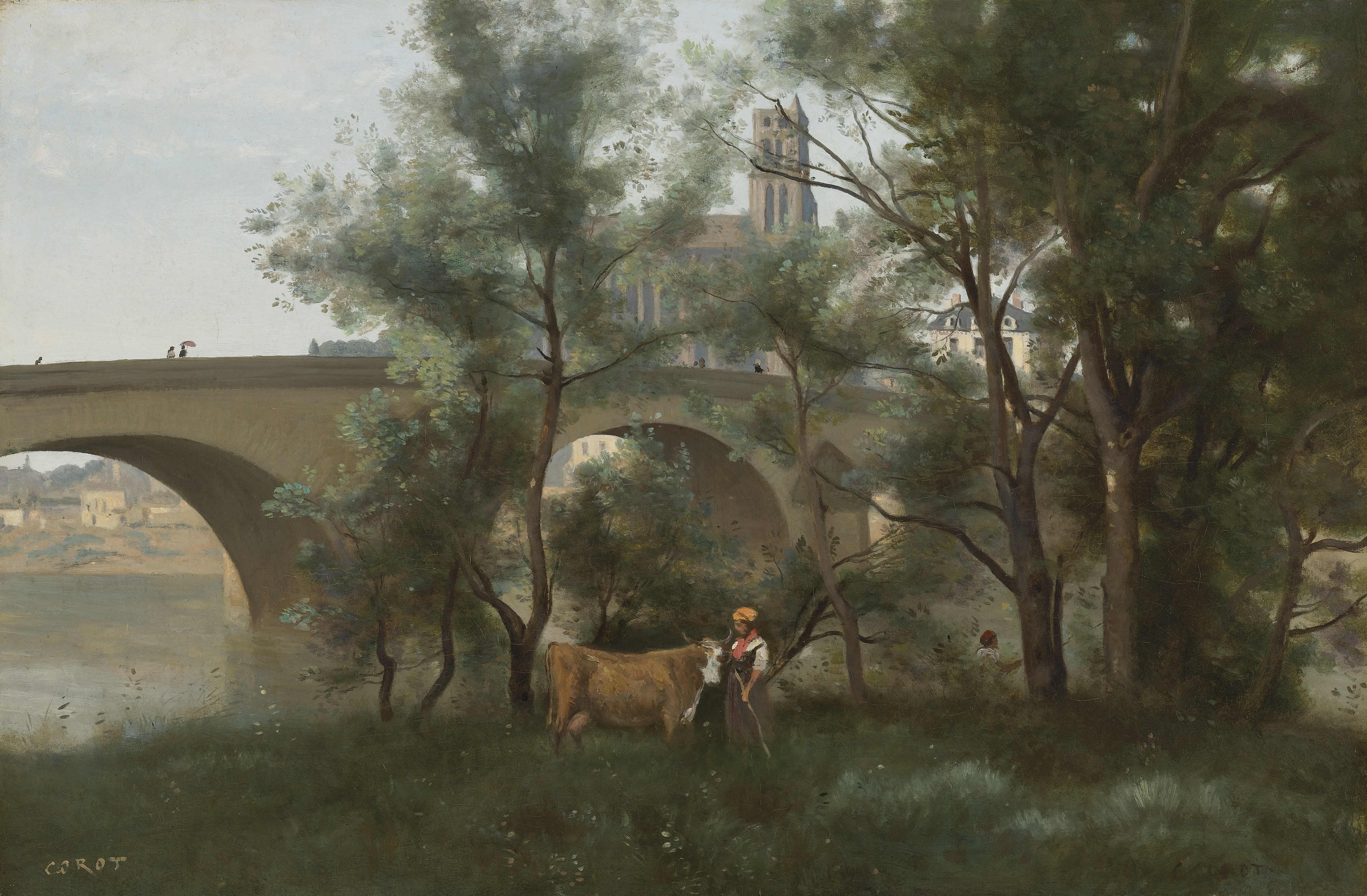
Mantes, les bords de la Seine au pied du pont, vers 1842 Collection privée, Vente 2011.
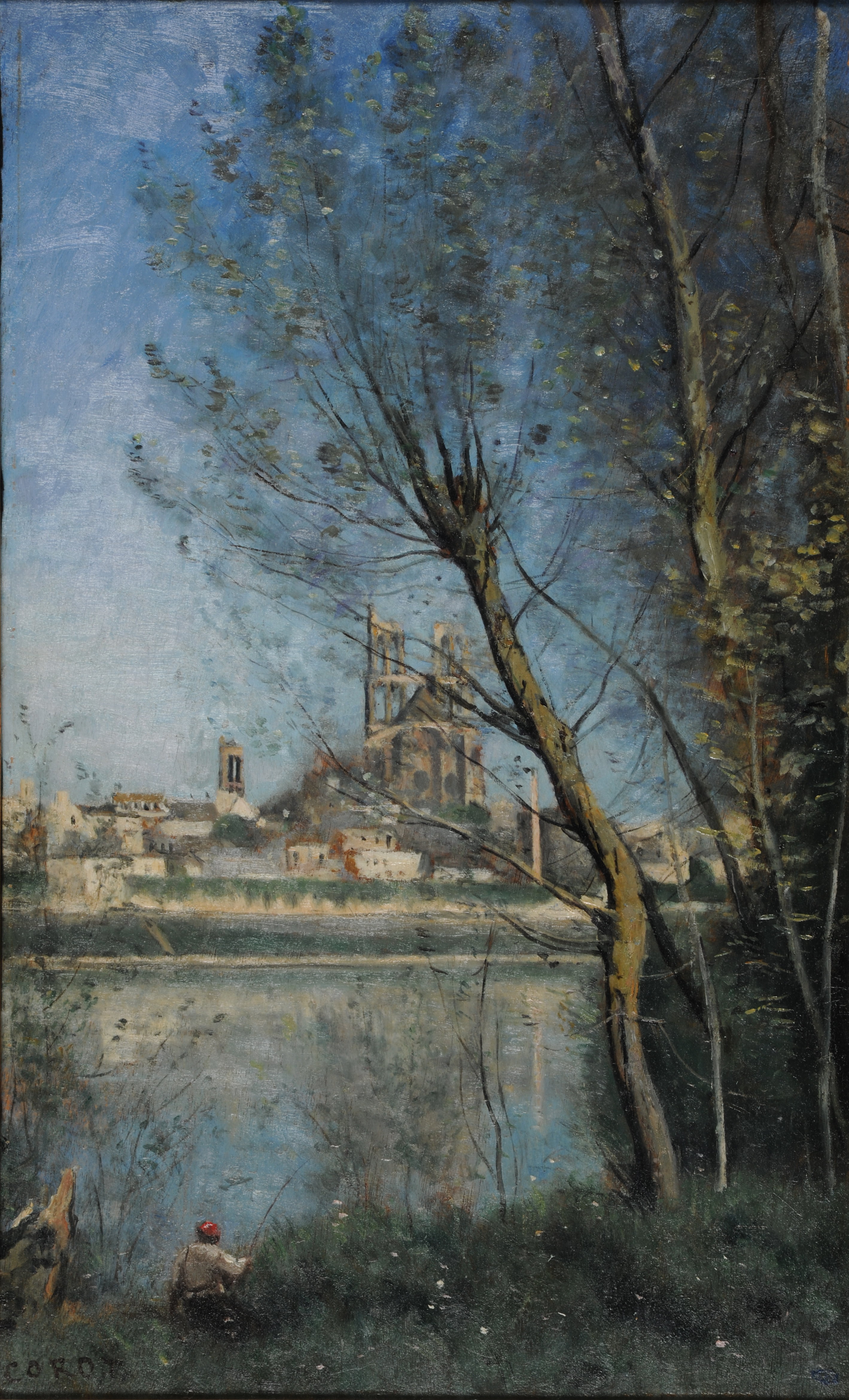
Mantes (le matin) dit aussi Cathédrale de Mantes, vers 1865 Musée des beaux-arts de Reims.
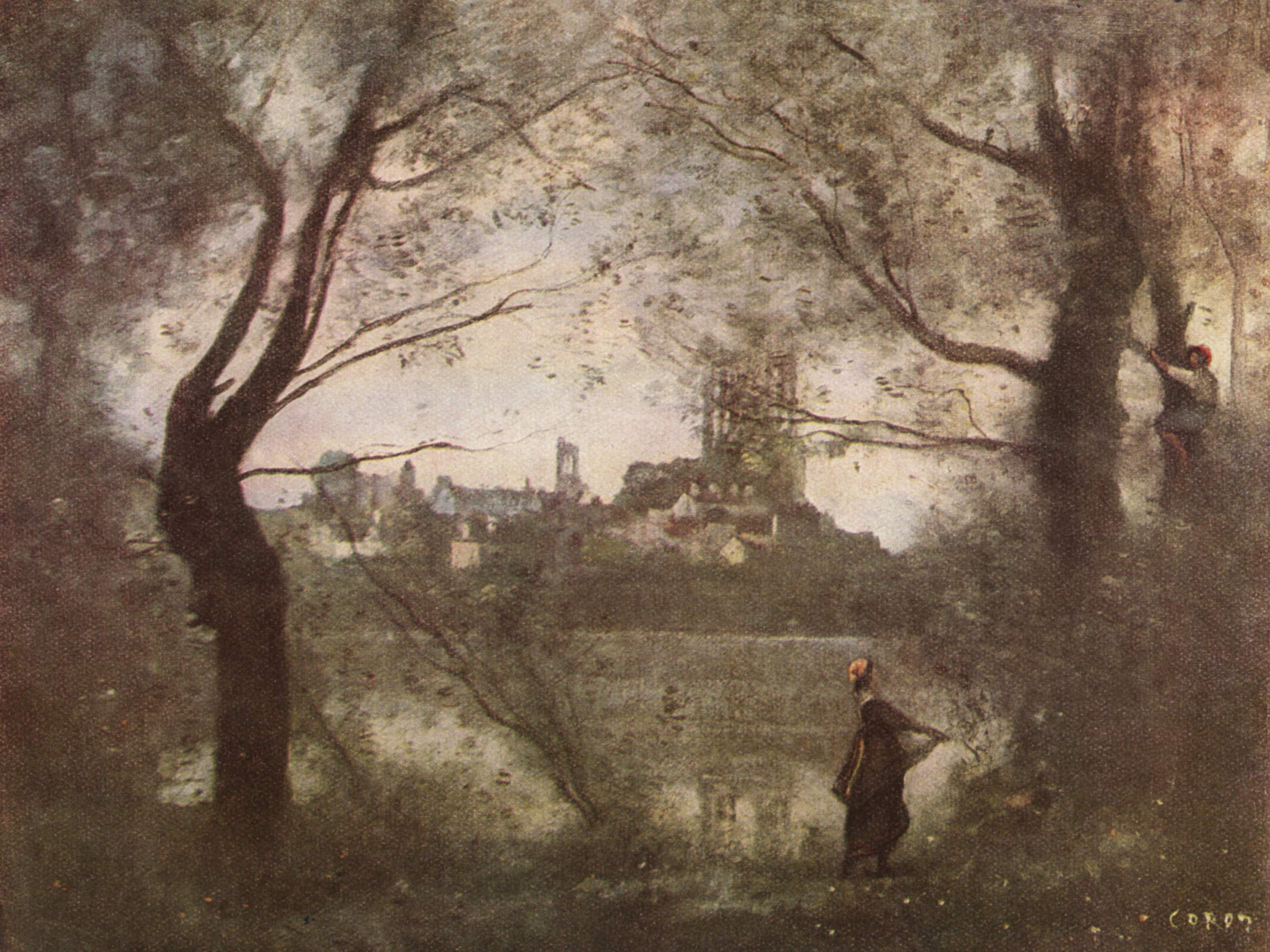
Mantes, la Cathédrale et la Ville vues à travers les arbres, le soir, 1860-1865 Musée des beaux-arts de Reims.
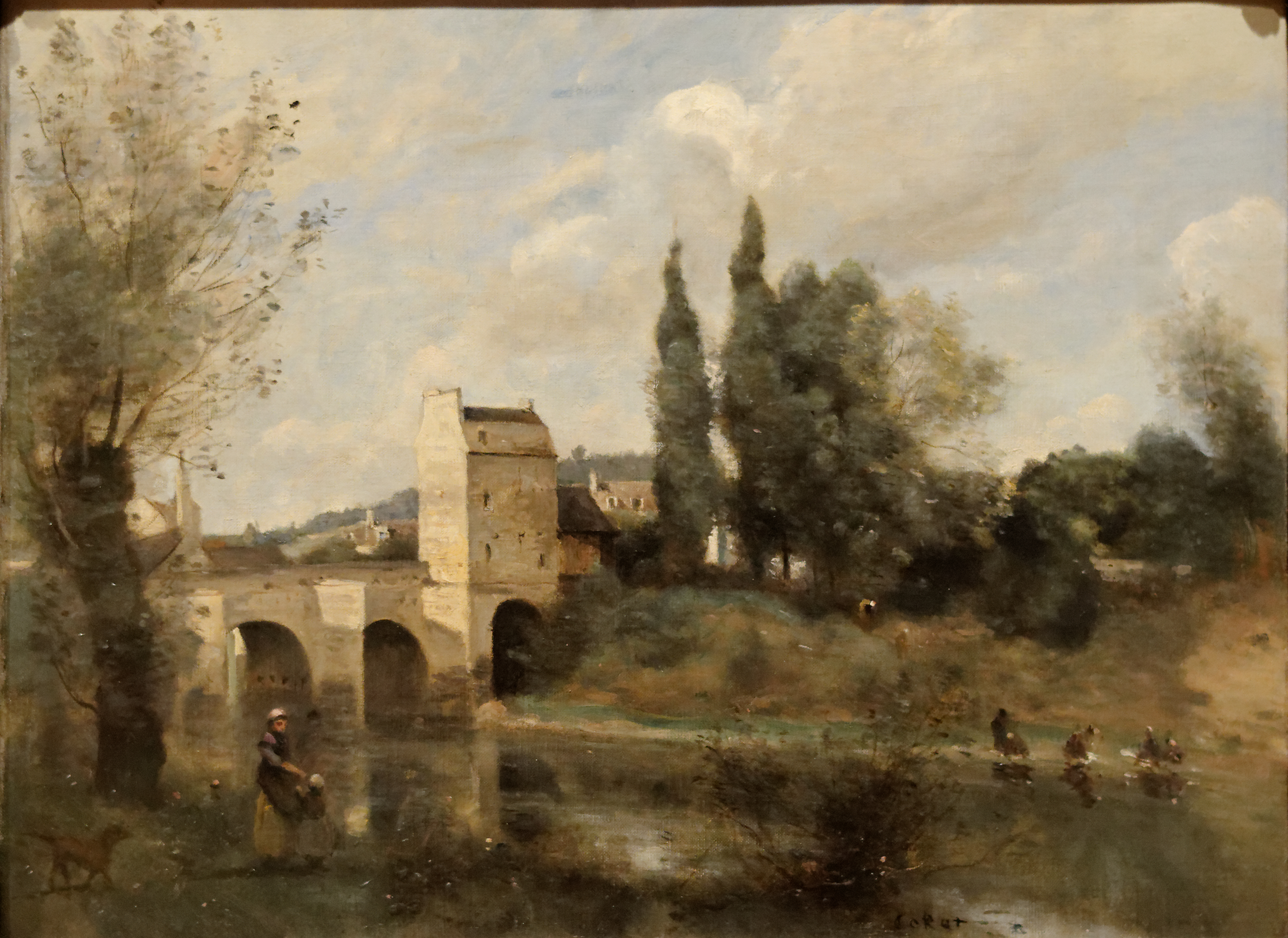
Le Pont de Mantes, 1868-1870 Musée Calouste-Gulbenkian, Lisbonne.
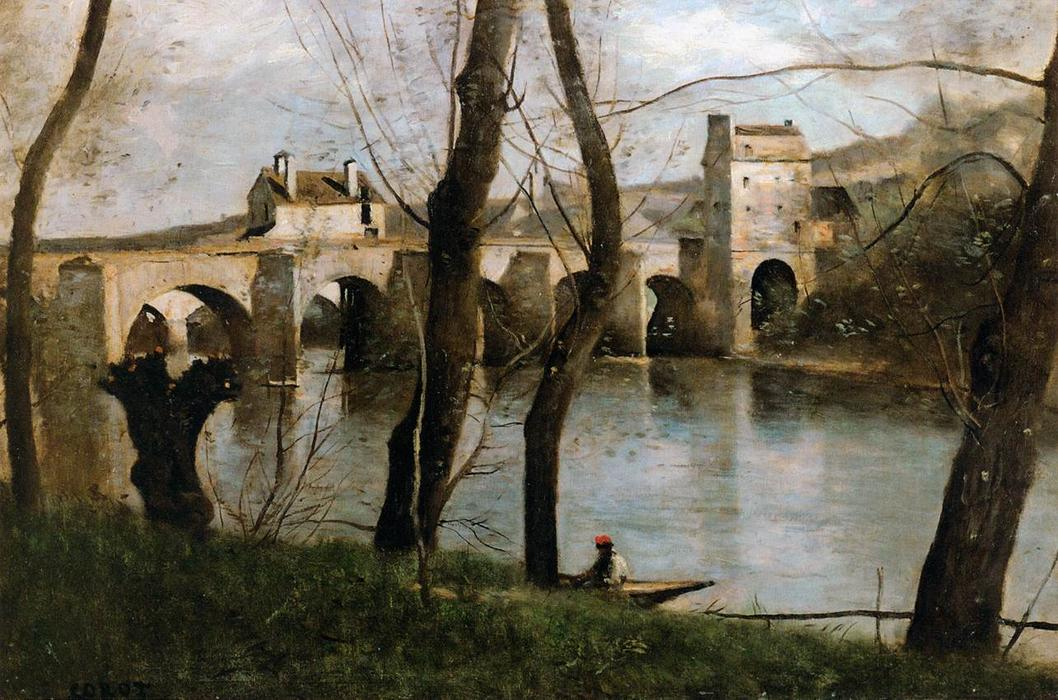
Le Pont de Mantes, 1868-1870 Musée du Louvre, Paris.
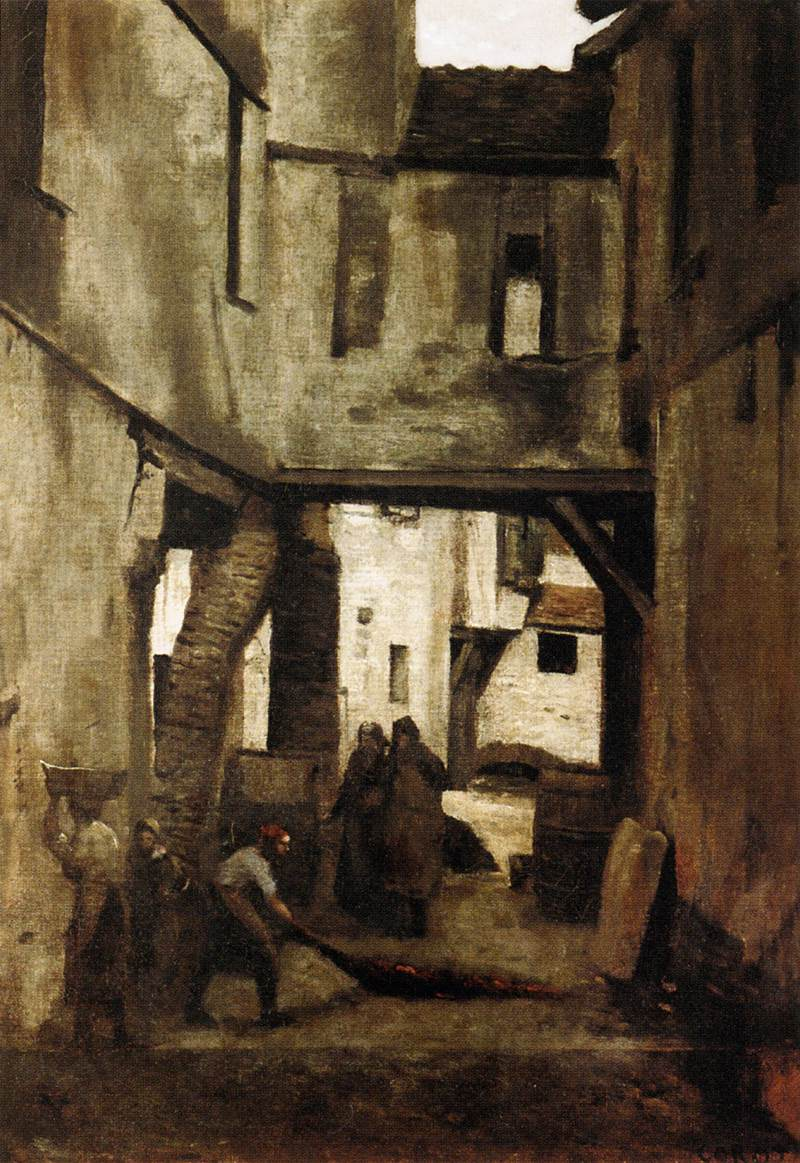
Les Tanneries de Mantes, 1873 Musée du Louvre, Paris.

### Personnalités liées à la commune

#### Qui y naquirent
Mantes-la-Jolie étant dotée de cliniques spécialisées puis d'une maternité, à partir des années 1950, pratiquement toutes les personnes de la région sont nées dans cette ville (certains accouchements se pratiquaient encore à domicile, mais ils devenaient rares).
- Charles III le Noble, en 1361

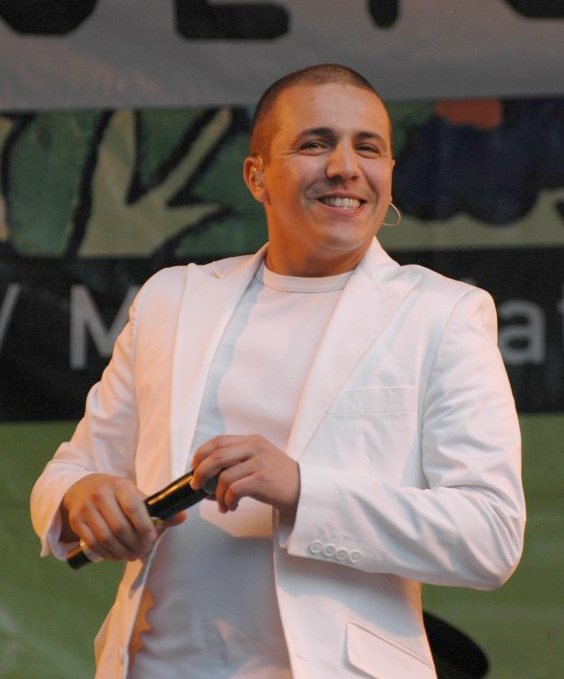
Faudel.

- Pierre Brébiette, peintre et graveur, vers 1598.
- Nicolas Bernier, compositeur, le 28 juin 1664
- Pierre Daret, graveur, né en 1610 à Mantes ou Pontoise (voire Paris selon la page wikipédia), mort en 1675 à La Lucque (Dax).
- Claude Chopier (1728-1812), homme politique né à Mantes-la-Jolie, député du clergé aux États généraux de 1789.
- Jacques Delavigne (1743-1824), avocat, député de Paris, et président de l’Assemblée électorale de Paris.
- Denis Christophe Pasquier de Bois-Rouvray, le 1er avril 1751, chevalier, capitaine de cavalerie, premier aide de camp du maréchal de Broglie, seigneur du comté de Villers et Domptin, vicomté d'Oisy, Bézu-le-Guéry, et autres lieux, député aux États généraux de 1789 et émigré[191].
- Jacques Varennes, acteur, le 8 novembre 1894
- Armand Thirard, directeur de la photographie, le 25 octobre 1899
- René Cédolin, footballeur, le 13 juillet 1940
- Josiane Lévêque, actrice, le 29 août 1943
- Christian Laudu, footballeur, le 25 janvier 1946
- Michel Leclère, pilote de course automobile, le 18 mars 1946
- Dominique Setzepfandt, journaliste, écrivain, le 27 septembre 1958
- Patrick Lefoulon, vice-champion olympique de kayak, le 6 mai 1958
- Didier Le Bornec, auteur, scénariste, journaliste, le 18 septembre 1959
- Jean-Charles Massera, écrivain, critique d'art, le 31 mars 1965
- Madjid Fahem, guitariste, en 1973
- Albine Caillié, coureuse cycliste, le 9 novembre 1974
- Nicolas Le Roux, joueur français de rugby à XV, le 1er octobre 1976
- Audrey Fleurot, actrice, le 6 juillet 1977
- Ibtissem Guerda, actrice, scénariste, le 17 décembre 1977
- Grégory Bouchelaghem, combattant de MMA, le 23 mars 1978
- Faudel, chanteur, acteur, producteur de cinéma, le 6 juin 1978
- Djamal Damou, champion de kick boxing, le 5 juillet 1978
- Uliano Courville, footballeur, le 8 août 1978
- Sandy Casar, coureur cycliste, le 2 février 1979
- Benoît Poher, chanteur, le 27 juin 1979
- Ali Hallab, boxeur professionnel, le 4 avril 1981
- Sébastien Mazurier, footballeur, le 13 avril 1981
- Angelo Tsagarakis, joueur de basket-ball, le 3 juin 1984
- Saïd Hirèche, joueur de rugby, le 27 mai 1985
- Oumar N'Diaye, footballeur professionnel, le 22 juillet 1985
- Moussa Sow, footballeur, le 19 janvier 1986
- Nordine Aït Ihya, boxeur, le 14 juillet 1988
- Shera Kerienski, vidéaste, le 9 décembre 1992
- Benjamin Da Cunha, boxeur professionnel, le 4 février 1993
- Corentin Houssein, vidéaste, le 7 septembre 1993
- Nicolas Pépé, footballeur professionnel, le 29 mai 1995
- Enock Kwateng, footballeur professionnel, le 9 avril 1997
- Joan Tincres, footballeur, le 17 juin 2006

#### Qui y résidèrent
- Louis VI
- Louis VII
- Philippe Auguste
- Henri II d'Angleterre
- Blanche de Castille
- Marguerite de Provence

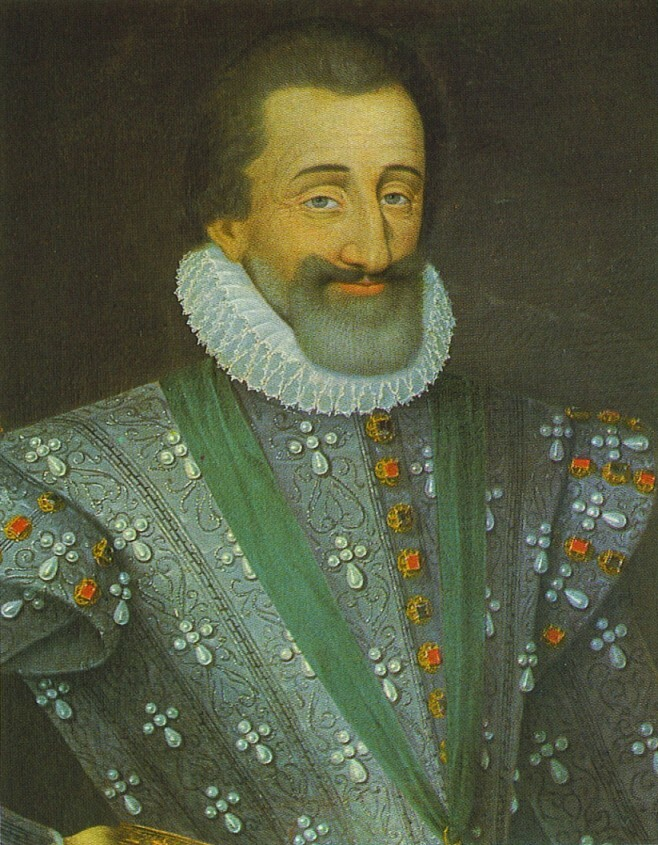
Henri IV.

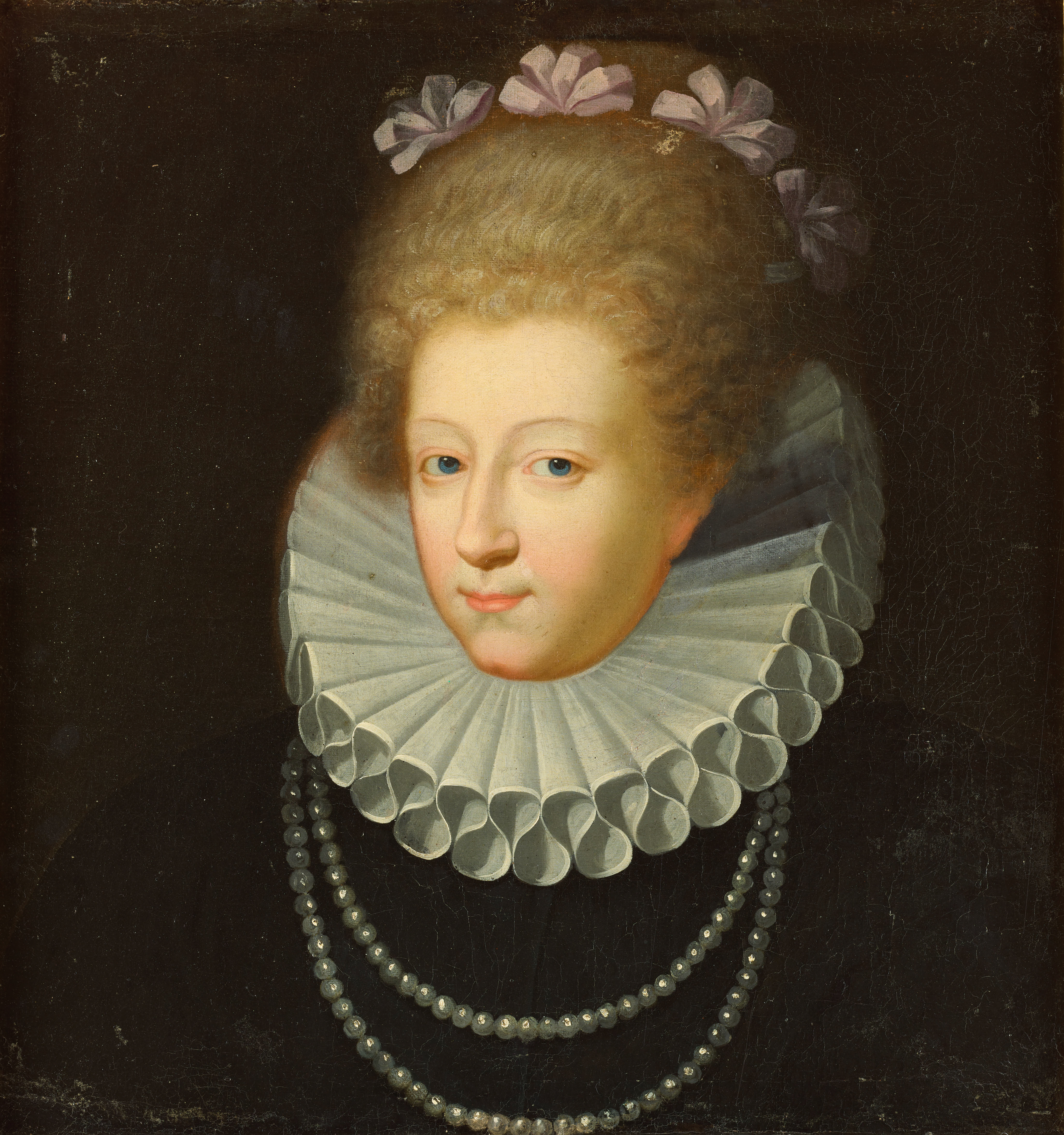
Gabrielle d'Estrées.

- Guillaume Le Breton, y fit une partie de ses études[192]
- Louis IX
- Marie de Brabant
- Saint Bonaventure
- Jeanne II de Navarre, y passa son enfance et y épousa Philippe d'Évreux
- Charles II de Navarre, la posséda et y résida à plusieurs reprises
- Louis XI
- Henri III
- Henri IV
- Gabrielle d'Estrées
- Diane de Poitiers, en 1547
- Jean de Lancastre, y possédait un hôtel
- Michel de La Vigne, médecin
- François Quesnay, médecin, y commença sa carrière
- Jean-Baptiste Corot, peintre
- Charles Garnier, architecte
- Abel Lauvray, peintre, qui y possédait une villa où était installé son atelier[190]
- Hélène Boucher, aviatrice
- Guillaume Cairou, entrepreneur
- Rachida Khalil, actrice
- Faudel, chanteur
- Sandy Casar, coureur cycliste
- Yann M'Vila, footballeur international français du Stade rennais
- Marie Régnier, écrivaine
- Benjamin Da Cunha, boxeur professionnel
- Mariame Tighanimine, entrepreneure, autrice et sociologue
- Sarge le chef, Youtubeur de jeux de stratégie

#### Qui y exercèrent des fonctions
- François Quesnay, médecin et économiste français, penseur du roi Louis XV, s'y établit au début de sa carrière.
- Jean-Paul David, ancien maire
- Pierre Bédier, ancien maire, président du Conseil départemental des Yvelines
- Michel Vialay, ancien maire, député de la 8e circonscription des Yvelines
- Raphaël Cognet, maire en fonction
- Cécile Dumoulin, ancienne députée
- Jean-Marie Ledannois, artiste peintre, y dirigea le Centre d'arts Abel-Lauvray.

#### Qui y moururent
- Philippe Auguste, le 14 juillet 1223

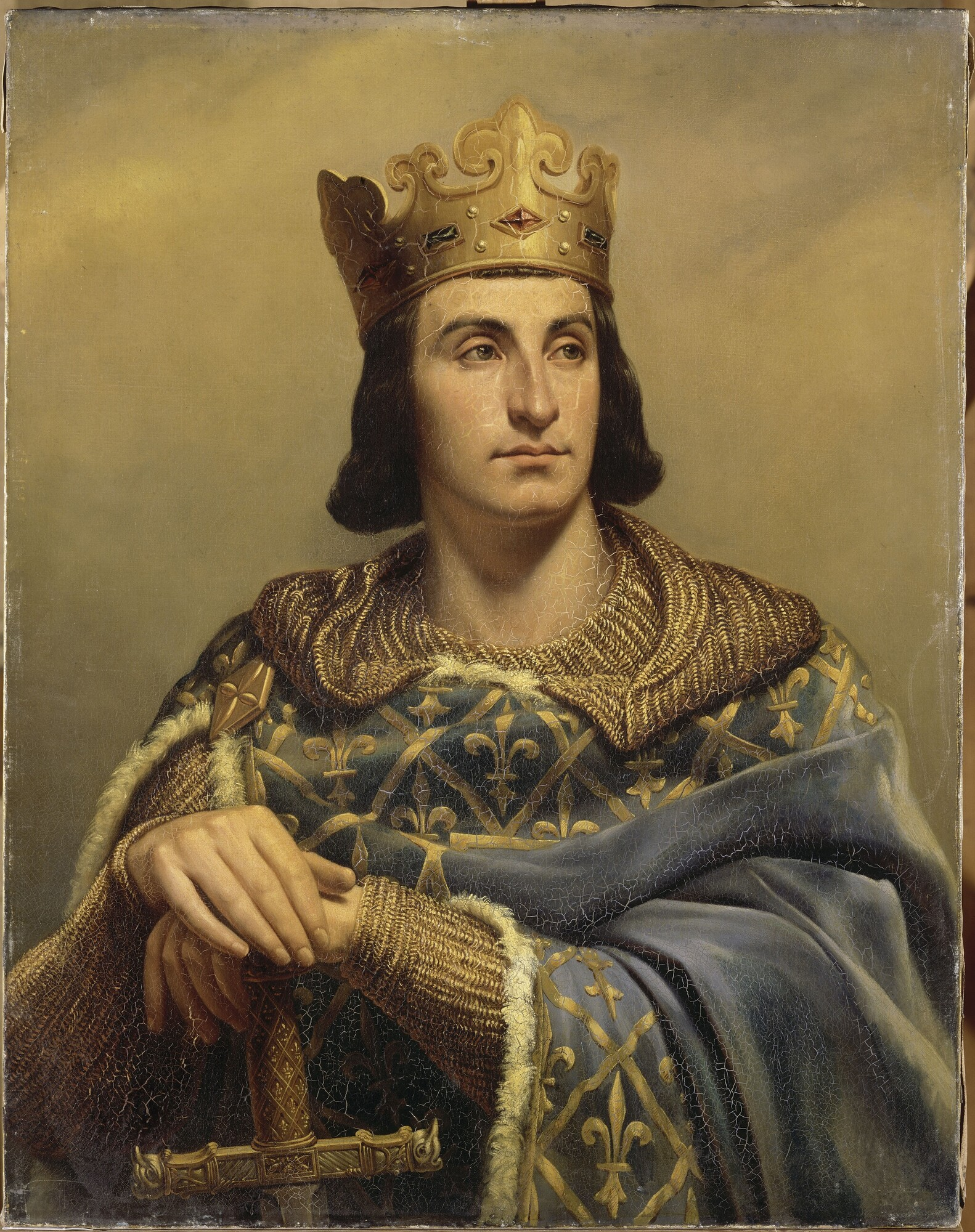
Philippe Auguste.

- René Boudier de La Jousselinière, traducteur, historien et poète français, le 16 novembre 1723.
- Antoine Forqueray, compositeur, le 28 juin 1745
- Pierre Patte, architecte, en 1814
- Madame Campan, le 16 mars 1822
- Eustache de Saint-Far, architecte-urbaniste, en 1822
- Émile Tavan, compositeur, le 26 décembre 1929
- Albert Dagnaux, peintre, en 1933
- Francis Pélissier, coureur cycliste, en 1959
- Renée Davelly, résistante de la France libre, le 17 juillet 1977
- Catherine Langeais, speakerine, le 23 avril 1998
- Jacqueline Doyen, actrice, le 3 septembre 2006
- Fulbert Janin, acteur, le 1er janvier 2011

#### Qui y combattirent
- Guillaume le Conquérant, l'assiégea en 1087 et selon la légende y fut mortellement blessé
- Bertrand du Guesclin, la prit le 7 avril 1364
- Charles de Mayenne, pendant les guerres de religion

#### Qui furent influencés
- Charles Aznavour, chanteur (ambassadeur de Mantes-la-Jolie en 2006)[193].

### Héraldique, devise et logotype
| Blason de Mantes-la-Jolie | Les armes de Mantes-la-Jolie se blasonnent ainsi: « Parti d'azur à une demi-fleur de lys d'or et d'or au demi-chêne arraché de sinople englanté de trois glands du champ. » Au XVe siècle, les armes de Mantes sont composées d'une branche de chêne au naturel, chargée de trois glands d'or sur champ d'azur. En 1449, afin de saluer la fidélité des Mantais qui l'ont aidé à repousser les anglais de la ville, le roi Charles VII de France ajoute une demi-fleur de lys au blason. Composé au XVIe siècle, le blason de Mantes était souvent accompagné du quatrain suivant : « Mantes unit le chêne des dieux Au lys du roi sur sa bannière Ils la protègeront tous deux Car tous deux elle les révère. » Cette idée se retrouve dans la devise de la ville qui signifie « par tous les deux » : « Ex Utroque. » |

La ville de Mantes-la-Jolie a connu plusieurs logos :

Avant 1995.
De 1995 à 2009.
Depuis 2009.